# Zeus
Pour les articles homonymes, voir Zeus (homonymie).
Zeus (en grec ancien Ζεύς / Zeús) est le dieu suprême dans la religion grecque antique. Il est le dieu du ciel et le roi des dieux, la figure par excellence de la souveraineté et de l'autorité, celui qui maintient l'ordre dans le monde.
Cronide, fils du titan Cronos et de la titanide Rhéa, il renverse son père, conduit les dieux à la victoire contre les Titans, puis vainc Typhon, parvenant ainsi à imposer sa domination. En tant que roi des dieux, il commande les autres divinités, qui l'assistent dans le gouvernement du monde. Il est marié à sa sœur Héra, qui est la reine des dieux, mais la mythologie lui connaît de nombreuses autres liaisons avec des immortelles et des mortelles, dont certaines ont fait l'objet de récits développés relatant la manière dont il rapte des jeunes filles en se métamorphosant. Principal progéniteur de la mythologie grecque, il est le père de plusieurs dieux et déesses, à commencer par certaines des principales figures des panthéons et mythes grecs (Athéna, Apollon, Artémis, Hermès, Dionysos, etc.), et de nombreux héros et héroïnes (Héraclès, Hélène, Persée, Sarpédon, etc.).
Dans les cultes des cités grecques, sa puissance est sollicitée par les humains pour de nombreuses raisons, car elle agit dans plusieurs domaines. Il est le maître des éléments célestes et atmosphérique, qui commande à la pluie (et influence par ce biais la croissance des plantes), ainsi que la foudre, la plus éloquente des manifestations de sa puissance. Par extension c'est un dieu associé aux hauteurs, dont le lieu de résidence terrestre privilégié et le sommet de montagnes. C'est un dieu souverain, qui est source d'autorité au sein des sociétés humaines, qu'il s'agisse de celle des rois, des institutions civiques ou des pères de famille. Zeus est également celui qui garantit le respect du droit et de la justice, des relations sociales telles que l'hospitalité, l'amitié, les supplications, ainsi que la stabilité et la prospérité des foyers. C'est plus largement un dieu bienfaiteur, qui garantit la victoire, la liberté et sauve les humains de périls. Il est présent dans toutes les cités grecques, mais il dispose d'un lieu de culte panhellénique principal à Olympie, où ont lieu tous les quatre ans de grandes fêtes en son honneur, qui sont accompagnées de concours athlétiques et hippiques.
En tant que divinité prééminente, Zeus est une source d'inspiration pour les poètes, penseurs et artistes de la Grèce antique. Les poèmes d'Homère et d'Hésiode posent les bases de sa personnalité littéraire, qui est repensée à plusieurs reprises dans la poésie lyrique, le théâtre, les discours, et aussi dans les écrits philosophiques qui élèvent parfois ce dieu en une figure transcendante. Ceux qui ont réfléchi sur le rôle de Zeus se sont notamment interrogé sur la manière dont il rend justice, s'il est vraiment guidé par la volonté de châtier les mauvais et de récompenser les justes, et plus généralement sur sa capacité à contrôler le cours des événements et la vie des humains (le « destin »). Dans l'art, il est dès les origines représenté comme un dieu autoritaire et puissant, notamment avec ses attributs que sont le foudre et le sceptre. Sa statue de culte d'Olympie réalisée par Phidias dans les années 430 av. J.-C. marque un tournant dans l'histoire de l'art, par son impact sur la représentation des dieux et de l'autorité souveraine.
Zeus présente des similitudes avec d'autres divinités des régions voisines de la Grèce, qui ont été vus comme ses équivalents, voire dans certains cas ont repris certains de ses traits. C'est en particulier le cas du dieu romain Jupiter, qui reprend son iconographie et sa mythologie. C'est d'ailleurs à travers ce dernier que Zeus a une postérité en Europe occidentale. En Orient, il est rapproché des divinités de l'Orage contrôlant comme lui les éléments atmosphériques et ayant un rôle souverain.

## Nom et épithètes

### Étymologie
Le nom Zeus (nominatif : Ζεύς / Zeús ; vocatif : Ζεῦ / Zeû ; accusatif : Δία / Día ; génitif : Διός / Diós ; datif : Διί / Dií) repose sur le thème *dy-ēu-, issu de la racine indo-européenne *dei- qui signifie « briller ». Elle est également à l'origine du sanskrit द्याउः / dyāuḥ, signifiant « ciel lumineux », et du latin diēs, signifiant « jour ».

### Épithètes, épiclèses
Dans la littérature et l'épigraphie, Zeus est désigné par diverses épithètes (ou épiclèses) mettant en avant ses diverses spécificités : pouvoirs, lieux de cultes, rituels qui lui sont consacrés, liens avec d'autres divinités. Il est le dieu grec qui dispose du plus d'épithètes, et de loin. Rien qu'en Attique, on en dénombre une cinquantaine, quand ceux qui suivent, Athéna, Artémis et Apollon, en ont une trentaine chacun.
Parmi les épiclèses renvoyant à ses domaines de compétences, on peut relever :
- la pluie et la foudre : Hyetos, Ombrios « pluvieux », Keraunios « de la foudre », Kataibates « qui fait descendre (l'éclair/la foudre du ciel) », etc.[3]
- les relations entre personnes : Xenios « hospitalier », Hikesios « des suppliants », Philios « de l'amitié/amical », etc.[4]
- le foyer, le patrimoine et la vie domestique : Ktesios « des richesses », Herkeios « de l'enceinte/de la clôture », etc.[3]
- la famille et les groupes de parenté : Patrôos « ancestral/des pères », Phratrios « de la phratrie », etc.[3]
- la protection contre les crises : Sôter « sauveur », Eleutherios « libérateur », Apotropaios « qui prévient/écarte le mal », Alexikakos « qui écarte les maux », etc.[4]

Ces épithètes ne fixent pas forcément de limites aux compétences du dieu : une analyse des rites consacrés à Zeus Polieus « de la cité » à Cos semble indiquer qu'il a des aspects agricoles et chthoniens.
Les épithètes locales (ou topiques) renvoient à un nom de lieu où Zeus dispose d'un lieu de culte, dans bien des cas des montagnes. Par exemple Laphystios « Du (mont) Laphystion », Labraundos « de Labraunda », Panamaros « de Panamara », etc.
On trouve aussi des combinaisons du nom de Zeus avec ceux d'autres divinités : Zeus Dionysos, Zeus Ammon, Zeus Sabazios, Zeus Sarapis, etc. Ces formes connaissent une certaine popularité en Orient à l'époque romaine impériale. Dans la plupart des cas, cela vise probablement à élever la dignité des dieux dont le nom est accolé à celui de Zeus, ou à assimiler à Zeus une divinité d'origine étrangère, plutôt qu'à isoler un autre aspect de Zeus.
Dans la littérature, Homère (seconde moitié du VIIIe siècle av. J.-C.) l'affuble de nombreuses épithètes (épithètes homériques) renvoyant aussi bien à son statut de fils de Cronos (Kronides), sa nature céleste (Olympios « Olympien », Hypsistos « le très haut »), son rôle de dieux des pluies et de la foudre (Nephelegereta « assembleur des nuées », Kelainephes « à la nuée noire », Terpikéraunos « qui aime la foudre »), son statut patriarcal (Pater andron te theon te « père des dieux et des hommes »), ses fonctions dans les relations sociales (Xenios « hospitalier », Horkios « du serment », Hikesios « des suppliants »), ses lieux de cultes (Dodones/Idethes medeon « protecteur de Dodone/de l'Ida »), etc.

### Expressions et onomastique
Le nom de Zeus est très présent au quotidien par les anciens Grecs, qui l'invoquent dans leurs conversations, notamment par l'expression ne ton Dia « par Zeus ! » courante dans la littérature athénienne classique. Ils construisent également des noms de personnes à partir de lui (noms « théophores ») : Diodote, Diodore, Zénodote, Zénodore qui signifient « Don de Zeus » ; Diogène « Rejeton de Zeus » ; Dioclès « Gloire de Zeus » ; etc.

## Origines

### Le dieu du ciel diurne
De toutes les principales divinités grecques, Zeus est la seule dont l'origine ne souffre pas de contestation : c'est originellement un dieu du ciel diurne et lumineux tel qu'il s'en retrouve dans les panthéons des peuples de langues indo-européennes. Cela ressort en premier lieu de l'étymologie de son nom, qui comme vu plus haut dérive de la racine indo-européenne renvoyant à la « brillance », d'où le « jour » (par opposition à la nuit), voire plus précisément dans ce cas « le resplendissant » ou « le ciel clair »,, ou « le lumineux, qui a l’éclat du ciel ». Il se compare à l'indien Dyaus Pitar et au romain Diespiter/Iuppiter (Jupiter), dans le nom desquels se retrouve également le terme signifiant « père », renvoyant à son rôle patriarcal. L'expression Zeu pater « Zeus père » est d'ailleurs attestée en Grèce, notamment chez Homère,,,. Néanmoins ce n'est que chez les Grecs et les Romains que cette figure occupe la position la plus importante dans les panthéons.
De là dérivent ses compétences célestes encore présentes dans la religion grecque antique, notamment par le biais de son rôle de maître des éléments atmosphériques régnant depuis les sommets des montagnes. Mais son identité a évolué avec le temps, notamment par le contact avec d'autres systèmes religieux, ceux des peuples occupant la Grèce avant l'arrivée des premiers locuteurs de langues grecques, en particulier comme les « Minoens » de Crète (ce qui pourrait expliquer les spécificités du Zeus crétois). Mais, faute de documentation, seules des suppositions peuvent être émises,.

### Un dieu de l'Orage?
Le contact avec les pays situés à l'est du monde égéen a sans doute aussi joué dans l'évolution de Zeus par rapport à son modèle originel. Plusieurs spécialistes de religion grecque ont souligné les similitudes entre Zeus et les « dieux de l'Orage » de l'Anatolie et de la Syrie antiques (Teshub, Tarhunna, Hadad, Baal), qui semblent prendre le dessus sur son incontestable caractère originel de dieu céleste. Les Grecs ont en tout cas généralement identifié Zeus à ces divinités lorsqu'ils les ont rencontrées et ont cherché à leur trouver un équivalent dans leur panthéon,,,.
Ces dieux de l'Orage, en particulier connus grâce aux sources hittites et ougaritiques, sont les maîtres des forces atmosphériques, commandeurs des vents et pourvoyeurs des pluies. Ils sont donc associés à la fertilité et à la procréation, ce à quoi renvoie leur animal-attribut, le taureau. Leur rôle est donc essentiel pour les bonnes récoltes et la prospérité du pays. Ils ont également pour attributs le foudre et la hache. Leurs résidences se trouvent au sommet des montagnes. Ce sont des figures souveraines, garantes de la protection du royaume et de l'ordre du monde, avec aussi un caractère guerrier. Ils sont souvent couplés dans le monde anatolien à des divinités solaires féminines,,.
Zeus présente donc plusieurs similitudes avec ces figures, qui pourraient selon I. Rutherford s'expliquer notamment par une influence de la mythologie levantine sur celle du monde grec. Mais il y a aussi des différences significatives, en premier lieu son caractère originel de dieu céleste. De plus, malgré la proximité géographique, il y a peu d'éléments pour établir des influences entre les panthéons de l'Anatolie hittite et ceux de la Grèce.

### Zeus dans les tablettes mycéniennes

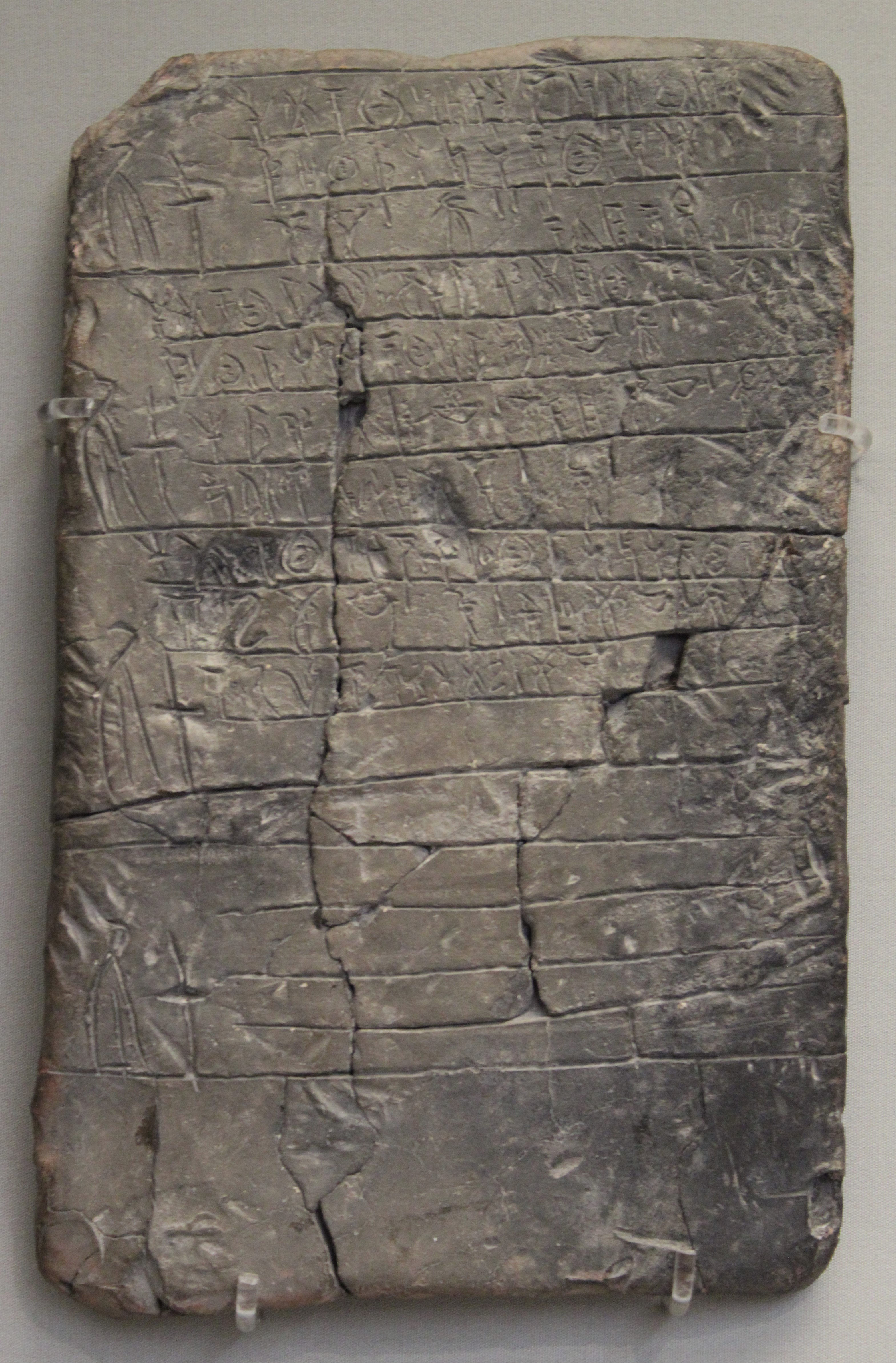
Tablette de Pylos enregistrant les offrandes à Zeus, Héra et Drimios., Musée national archéologique d'Athènes.
Traduction partielle : Pylos accomplit une cérémonie au sanctuaire de Zeus, et apporte des cadeaux, et mène des « porteurs » : pour Zeus, 1 BOL en ARGENT (?), 1 HOMME ; pour Héra, 1 BOL en ARGENT (?), 1 FEMME ; pour Drimios, fils de Zeus, 1 BOL en ARGENT (?)

Les plus anciennes sources documentant l'existence de Zeus sont les tablettes mycéniennes de la fin du XIIIe siècle av. J.-C., écrites en linéaire B (transcrivant une forme ancienne de grec), surtout sous la forme de deux signes syllabiques di-we, compris comme Diwei « pour/à Zeus » (aussi di-wo Diwos « de Zeus »). Il dispose à Pylos (Messénie) d'un temple à son nom, appelé Diw(i)jon, où il est vénéré aux côtés d'Héra, qui est donc déjà considérée comme son épouse. Ils y sont également associés à D(i)rimios, qui est dit « fils de Zeus », divinité qui n'apparaît pas dans la documentation postérieure. Un prêtre porte un titre qui l'associe au culte de Zeus (di-wi-je-u). Une autre divinité liée à Zeus qui apparaît à Pylos est Diw(i)ja, dont le nom est la contrepartie féminine de Zeus (qui rappelle la Dioné de Dodone), qui dispose elle aussi d'un sanctuaire à son nom. L'autre corpus majeur de textes en linéaire B, celui de Cnossos en Crète, documente un Zeus avec une épithète bien connue de la documentation classique, Zeus du mont Dicté (Diktajoi Diwei), avec un sanctuaire en ce lieu. Cela semble indiquer qu'il y a eu un syncrétisme entre les cultes des « Mycéniens », population de langue grecque qui établit sa domination sur la Crète, et les « Minoens », autochtones de langue non-grecque qui pratiquaient depuis plusieurs siècles des cultes sur les sommets. Quant au contenu du culte qui est rendu à Zeus, les tablettes étant de nature administrative, elles enregistrent des livraisons d'offrandes (vases, huile, peut-être des vêtements). On apprend aussi qu'il donne son nom à un mois de Cnossos (Diwios), durant lequel il est probable qu'une fête soit rendue en son honneur. Zeus est donc déjà une divinité importante (même s'il a été avancé que Poséidon soit plutôt la divinité majeure de Pylos), dont le culte est associé aux hauteurs, forme un couple avec Héra, mais la mythologie le concernant ne peut être connue par les sources écrites,.

## Pouvoirs et fonctions
Comme les autres divinités majeures des panthéons grecs, Zeus se décline en une multitude d'aspects se manifestant dans des domaines de compétences différents, qui sont tout autant de facettes de sa personnalité/puissance divine. Sa puissance est « multi-dimensionnelle »,. Selon J.-P. Vernant : « la religion vivante des Grecs ne connaît pas un Zeus unique, mais des Zeus différents, qualifiés par des épithètes cultuelles qui les rattachent à des domaines d'activités définis. Ce qui importe dans le culte, c'est d'invoquer le Zeus qui convient dans une situation bien précise. »  L'épithète/épiclèse est déterminante quand il s'agit de savoir de quelle manière honorer le dieu : les rites pour s'attacher les faveurs de Zeus Lykaios, de Zeus Xenios et de Zeus Meilichios seront différents. Il y a également une pluralité d'interprétations du dieu dans les œuvres des poètes et des philosophes. Pour autant, il existe bien derrière ces différentes facettes de Zeus des éléments d'unité, « un horizon culturel commun que les Grecs associent à la puissance divine que tous appellent « Zeus » », sur lequel « viennent s'inscrire le ciel, le pouvoir, la souveraineté, l'autorité, pour ne citer que les éléments les plus apparents que fait surgir le nom même de Zeus » (G. Pironti). Ce pourrait être plus spécifiquement un dieu dont la caractéristique fondamentale est le pouvoir de souveraineté, même s'il n'est pas évident de le retrouver dans toutes ses déclinaisons.

### Un dieu du ciel, des forces atmosphériques et de la fertilité

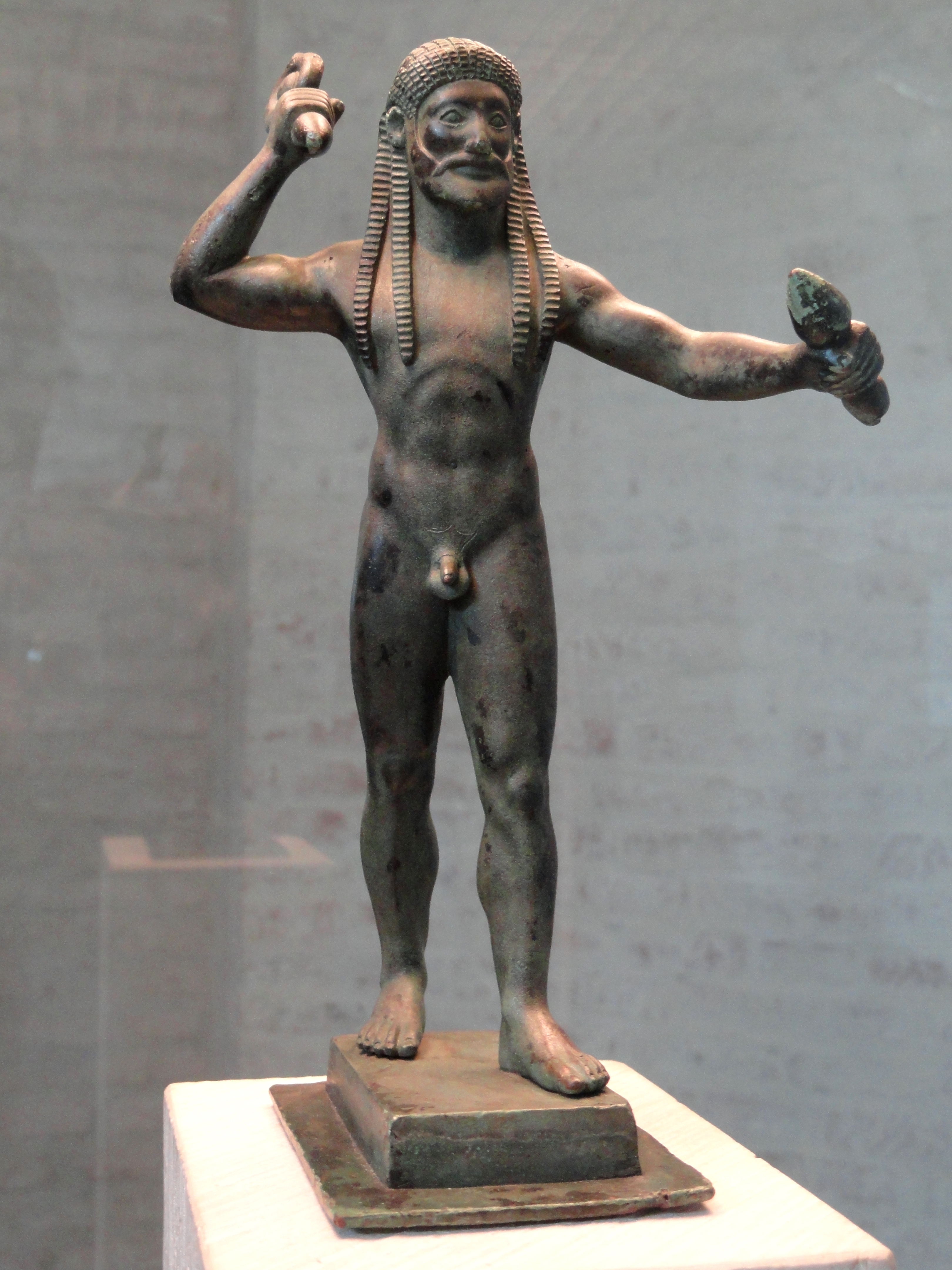
Statue de Zeus brandissant le foudre. Glyptothèque de Munich.

Dieu du ciel lumineux, Zeus préserve son aspect céleste, visible dans une de ses épithètes, Ouranios « céleste ». Si Zeus n'est pas le ciel, « certains caractères de ce ciel, le pouvoir qu’il exerce sur la vie humaine, constituent comme des voies à travers lesquelles la puissance de Zeus est rendue présente aux hommes. » Il est surtout reconnu dans le monde grec comme un dieu de ce qui vient du ciel, les phénomènes atmosphériques et les mouvements météorologiques,. Homère en fait l'« assembleur de nuées » (nephelegereta) et le dieu à la « noire nuée » (kelainephes). Il est tenu pour responsable de tout un ensemble de phénomènes atmosphériques, ou plutôt il les incarne : on ne dit pas « il pleut », mais « Zeus pleut »,. Il porte les épithètes cultuelles Ombrios et Hyetios « de la pluie/pluvieux »,. On lui fait donc des prières et des offrandes pour qu'il fasse pleuvoir et soit ainsi bénéfique aux récoltes,. En tant que dieu des orages, du tonnerre, des éclairs et de la foudre, il est connu par des épithètes telles que Keraunios « de la foudre » et Kataibates « qui fait descendre (l'éclair/la foudre du ciel) », Brontaios « tonnant »,. La foudre est en particulier vue comme la manifestation de sa puissance (épiphanie) et un de ses principaux attributs (notamment dans l'art),,,.

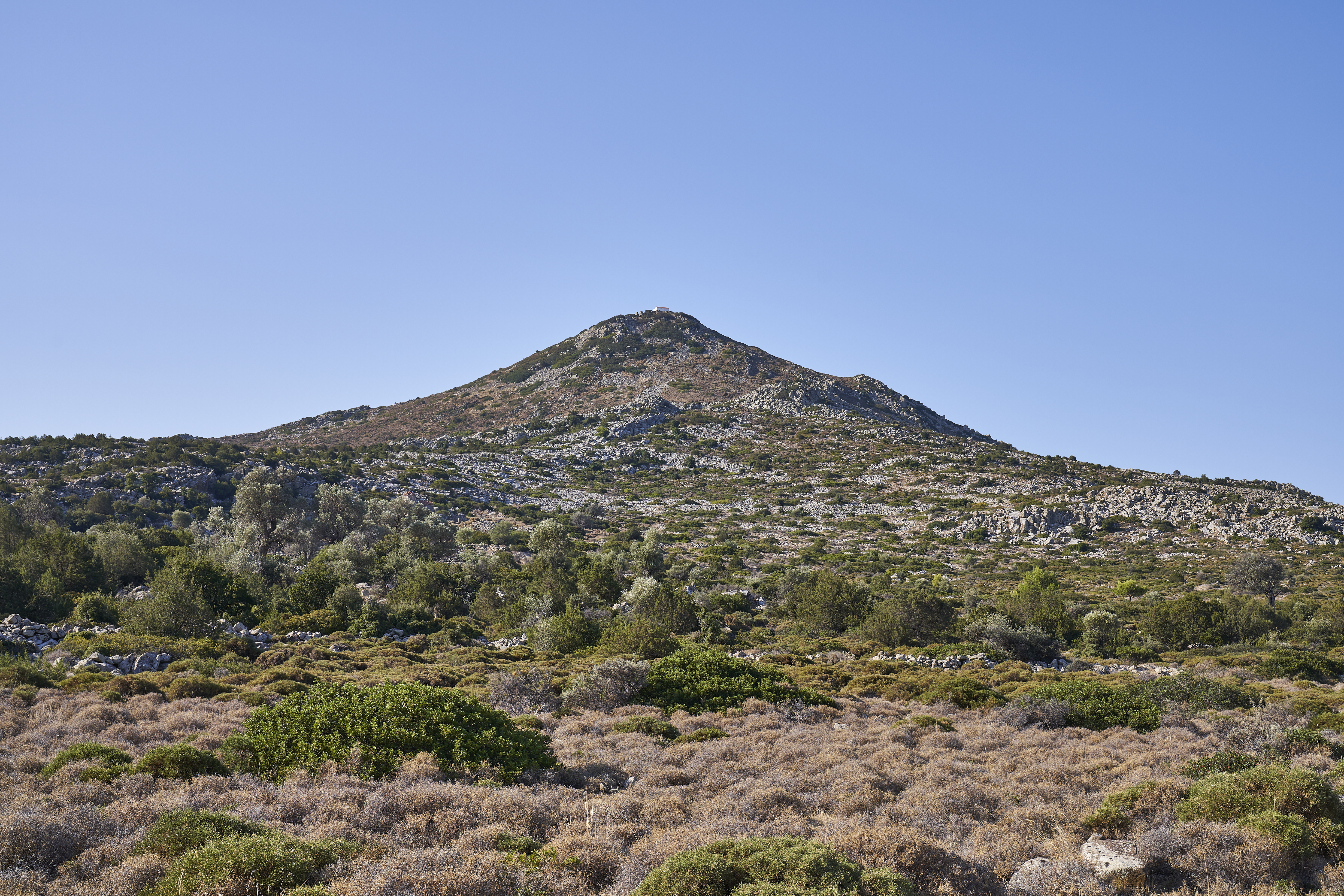
Le mont Hellanion sur l'île d'Égine, lieu d'un ancien sanctuaire de Zeus.

Dieu atmosphérique et souverain, Zeus est aussi un dieu de la hauteur, dominateur et majestueux,, dont les lieux de culte sont souvent situés sur des montagnes (mont Ida, mont Lycée, mont Pélion, Hymette, mont Hellanion d'Égine, etc.). Il porte des épithètes telles que Karios/Karaios/Keraios « du sommet », Akraios « de la hauteur », Hypatos « le plus haut »,. Zeus est en particulier associé à l'Olympe, sa résidence céleste et le siège de la royauté divine dans la tradition grecque depuis au moins Homère. Olympios « Olympien » est une de ses épithètes les plus répandues. C'est en ce lieu qu'il se tient, au-dessus de tous, et qu'il exerce son rôle de roi des dieux. Ce terme désigne plusieurs montagnes, mais plus particulièrement le plus haut sommet de la Thessalie,.
Malgré son caractère fondamental de dieu céleste, Zeus se voit rendre de nombreux cultes ayant des aspects chthoniens, liés aux forces terrestres et souterraines, voire au monde infernal et aussi en lien avec la fertilité et la croissance des cultures,,. L'aspect chthonien du dieu est souvent mis en avant pour Zeus Meilichios (ou Meilikhios) « doux », un dieu que les fidèles cherchent à apaiser afin de s'attirer ses bienfaits, parce qu'il est associé au serpent qui est un être lié au monde souterrain ; mais cela reste à démontrer. Zeus est parfois explicitement surnommé Chthonios ou Katachthonios « souterrain », « dans la terre ». Ces épithètes sont souvent interprétées en lien avec le monde infernal, mais il pourrait s'agir dans certains cas d'une manière de désigner Hadès, le Zeus des Enfers. Cependant dans plusieurs cas ces appellations sont plutôt liées à la richesse de la terre et à l'agriculture. 
En tout cas, plusieurs aspects de Zeus, chthonien ou pas, lui confèrent un lien avec la fertilité des sols et la croissance des plantes. Comme vu plus haut, cela concerne ses surnoms renvoyant à sa capacité à apporter la pluie. On lui connaît aussi par des inscriptions des épiclèses telles qu'Epikarpios « des fruits » et Karpophoros « fructifère », mais aussi Phytalmios et Aldemios « qui fait croître », Thallos « rameau » ou encore Georgos « agriculteur », aussi Demetrios « de Déméter », car dans ces fonctions il est à plusieurs reprises associé à la déesse agraire par excellence,.

### Un dieu souverain, patriarcal et surpuissant

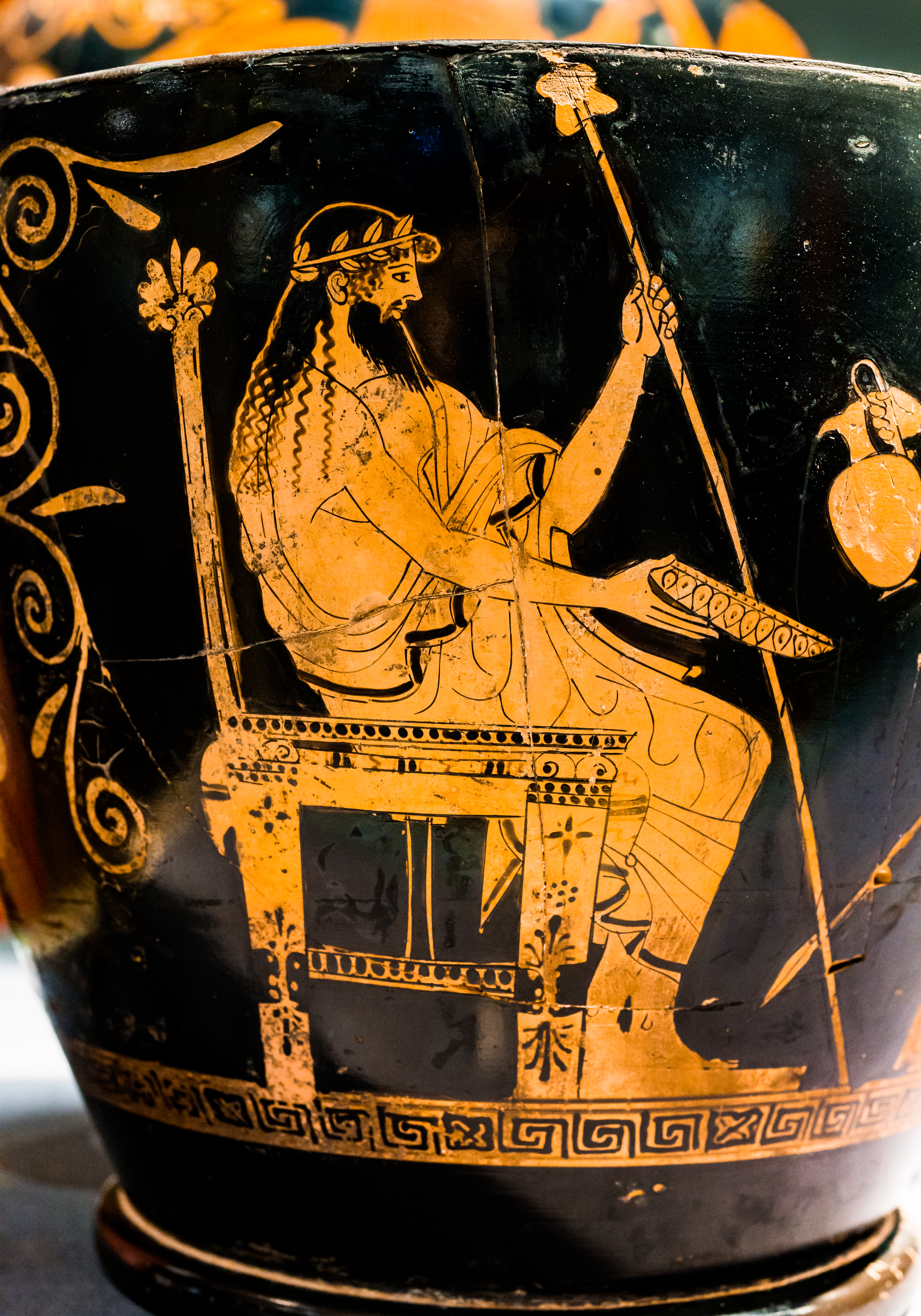
Zeus sur son trône, tenant un sceptre et une phiale dans laquelle sa fille Athéna verse du vin. Skyphos à figures rouges attribué au « Peintre de Lewis », v. 480-470 av. J.-C. Musée d'Histoire de l'art de Vienne.

Zeus est une figure royale, le roi des dieux, ce qui ressort notamment de son épithète Basileus « Roi », attestée dans plusieurs endroits du monde grec et qui est employée majoritairement pour lui. Dans l'art (et aussi la littérature), il a pour attributs royaux le trône et le sceptre, ainsi que son animal l'aigle, comme l'illustre sa statue chryséléphantine faite par Phidias pour son sanctuaire d'Olympie, devenue une référence pour la représentation des monarques,. Selon J.-P. Vernant, il est fondamentalement un dieu souverain : « un des traits essentiels de Zeus est qu’il siège, chez les dieux et dans tout l’univers, au sommet de la hiérarchie, qu’il détient le commandement suprême, qu’il dispose d’une force supérieure lui permettant une domination entière sur autrui. » Là où les autres dieux, notamment ses frères Poséidon et Hadès, sont maîtres d'un domaine limité, Zeus exerce la souveraineté (basileia) sur le cosmos tout entier, parce qu'il a prouvé qu'il était supérieur aux autres prétendants à sa domination, après avoir renversé son père Cronos pour prendre sa succession, triomphé lors de la Titanomachie et enfin vaincu Typhon (suivant ce qui est relaté dans la Théogonie d'Hésiode). C'est également le « père des dieux et des hommes » (Iliade I, 544 ; IV, 235 ; etc. ; Théogonie 542, 643, 848), ce qui se comprend au sens figuré par le fait qu'il est la figure patriarcale par excellence, modèle du père de famille et du maître de maison,.
La supériorité de Zeus est n'est pas seulement physique, puisque, bien qu'il ne soit pas omniscient, il est le plus sagace des dieux, celui qui est plus que les autres doué de mètis, l'intelligence rusée. La tradition mythologique rapporte depuis Hésiode qu'il a absorbé la déesse personnifiant cette capacité, Métis, et est dès lors devenu lui-même l'incarnation de cette qualité. Dans la Théogonie, son intelligence est tout aussi importante que sa force, voire plus, pour expliquer comment il prend le pouvoir. Personne ne peut le contraindre ou le forcer à rendre des comptes. Mais il existe aussi des limites à sa capacité à agir et à imposer sa volonté aux autres divinités et au cours des choses : au moins dans la vision la plus commune, le plus puissant des dieux n'est pas tout-puissant. Quelques poètes et penseurs ont pourtant apporté une inflexion à cette vision commune, pour élever Zeus à un statut qui s'approche de la toute-puissance et de l'universalité. C'est notamment le cas d'Eschyle, qui en fait un dieu capable d'accomplir tout ce qu'il veut, la cause de tout (Suppliantes, 524 et sq. ; Héliades, fr. 70),,.

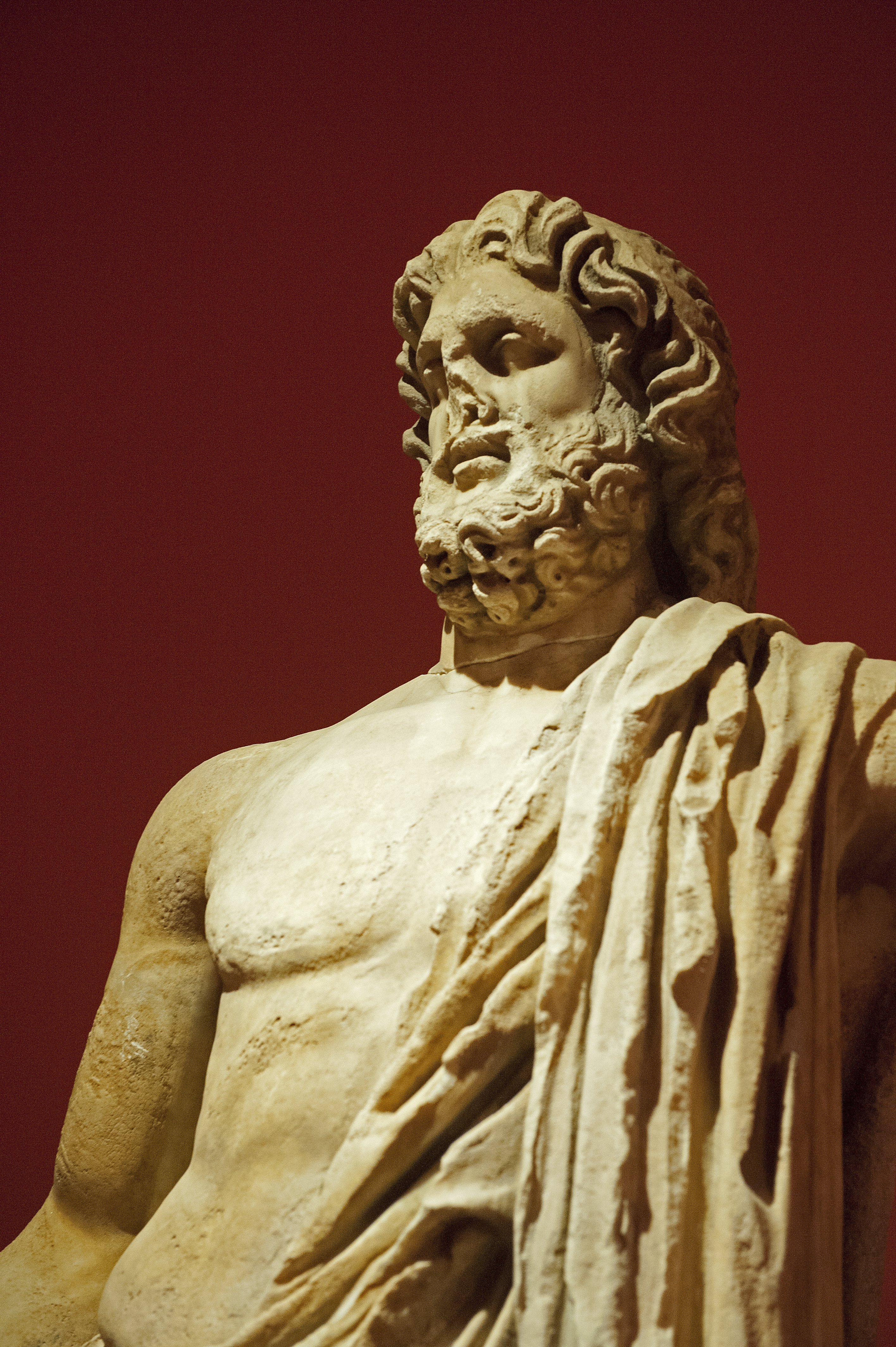
Statue de Zeus provenant de Pergé (Turquie). II ap. J.-C. Musée d'Antalya.

Quand bien même il n'est pas le créateur du monde, Zeus prend, en tant que figure souveraine suprême, des décisions déterminant son organisation et le cours des choses,. Cela s'applique d'abord à la sphère divine, où il joue un rôle dans la répartition des pouvoirs divins et admet ceux qui intègrent la société olympienne,,. Son autorité est acceptée et s'étend tout d'abord aux divinités, comme cela se voit dans les mythes rapportant son arbitrage lors de querelles déchirant la société olympienne. Mais il existe épisodiquement quelques contestations, et surtout des limites au pouvoir de Zeus : ses actes peuvent être contestés par les autres divinités, il doit respecter leurs prérogatives et ne peut pas agir à sa guise en toute circonstance.
Pour les humains, il ne joue pas forcément un rôle dans leur origine, mais dans la régulation de leur société et de leurs rapports avec les dieux, donc là encore la répartition des honneurs et charges (timai) dans l'univers. Il gère en règle générale l'univers d'une manière distante et indirecte. Il est en permanence au courant de ce que font les mortels : selon Hésiode, « l’œil de Zeus voit tout et sait tout » (Les Travaux et les Jours, 267). Zeus communique ses volontés aux humains par le biais de ses envoyés (Hermès, Iris) dans les mythes, et sinon par des signes omineux (surtout la foudre) et des oracles (souvent par l'intermédiaire de son fils Apollon, mais en personne à Dodone et à Olympie) qui doivent être interprétés,,.
Il peut intervenir si besoin, en imposant sa volonté et des châtiments sur des individus, des collectivités, voire l'humanité tout entière. Cela ressort par exemple du cycle de mythes des origines impliquant Prométhée et du mythe des races où il décide de remplacer chaque génération,,. Sa capacité de distribuer le bien ou le mal aux humains est illustrée par Homère, à travers la bouche d'Achille, sous la forme de deux jarres, une pleine de bienfaits et l'autre pleine de malheurs, que le dieu peut ouvrir à sa guise (Iliade, XXIV, 525-533). Bien souvent les humains ne comprennent pas pourquoi il le fait, ce qui a donné lieu à de nombreuses réflexions dans l'Antiquité, renvoyant en particulier aux notions de justice et de destin, qui ne débouchent pas toutes sur des conclusions identiques. Cela renvoie aux contradictions et inconsistances émaillant la pensée religieuse grecque, où l'idée de dogme est absente et la spéculation relativement libre. Zeus ne semble pas maîtriser complètement le sort des humains puisque leur « destin » (moira) ne suit pas toujours ses volontés (le cas le plus exemplaire étant son impuissance face à la mort de son fils Sarpédon dans l’Iliade XVI, 469 et sq.). Bien des poètes et penseurs considèrent que les voies de Zeus sont impénétrables. Certains estiment même qu'il agit de manière arbitraire voire injuste envers les humains, sans considération morale (Théognis). Mais d'autres choisissent de faire confiance en son sens de la justice et en sa capacité à orienter le cours de choses (notamment Hésiode et Eschyle), quand bien même ses plans ne sont pas entièrement compréhensibles avant qu'ils ne soient achevés,,.

### Un dieu de l'ordre politique, social et familial
Dieu souverain, source d'autorité par excellence, Zeus préside à de nombreuses activités politiques et sociales, que ce soit directement ou indirectement. En premier lieu, « toute souveraineté humaine procède de Zeus », depuis celle du roi jusqu'à celle du chef de famille ; autrement dit, c'est « une autorité patriarcale qui s'exerce dans tous les domaines. » Il est celui parmi les dieux qui est le principal responsable des activités politiques et juridiques, de leur transmission aux humains, de leur organisation au sein des communautés, et de leur protection. Il peut donc être vu comme « le grand mainteneur de l'ordre matériel et moral », le « patron de l'État, gardien des institutions et garant de l'exercice de la justice. »

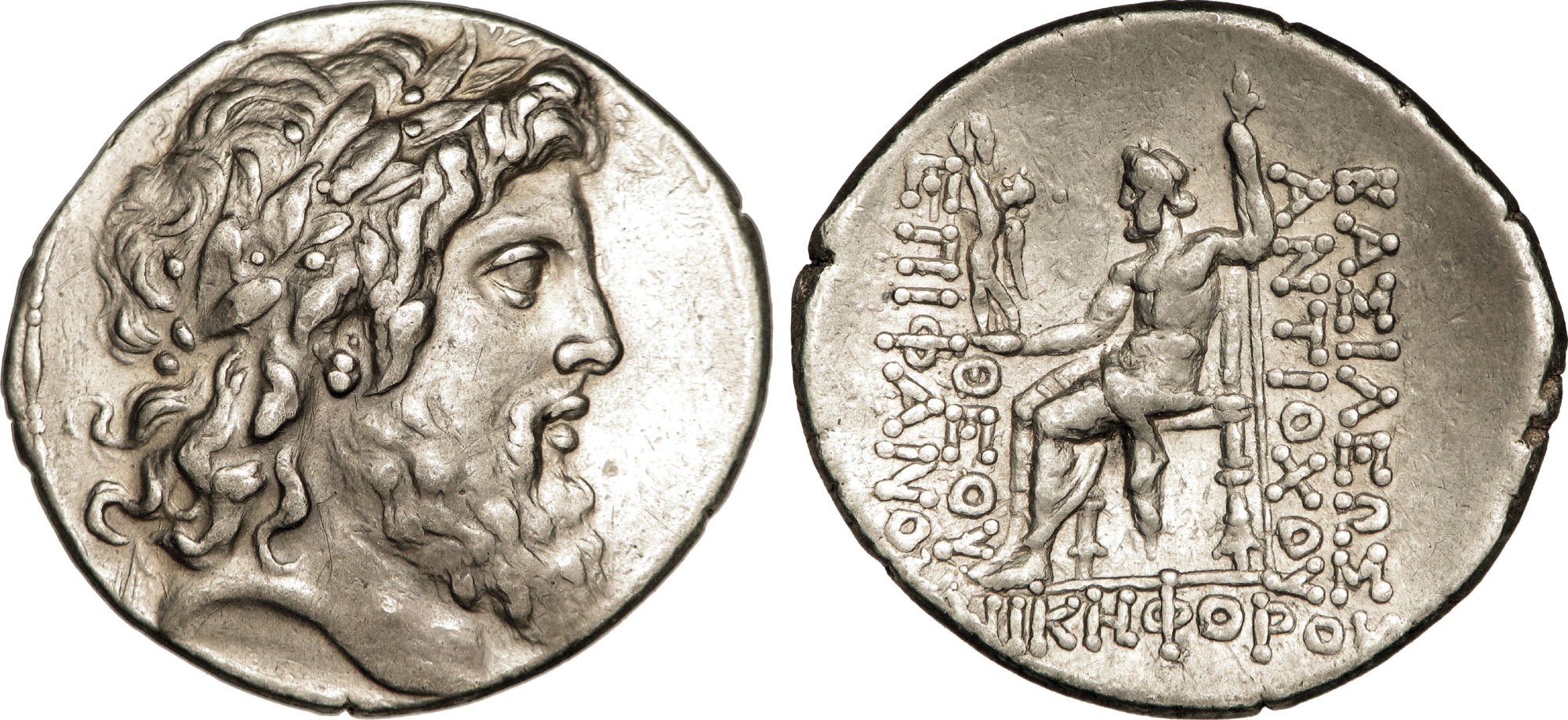
Tétradrachme du royaume Seleucide représentant Zeus.

Chez Homère et Hésiode, le pouvoir d'un « roi » (basileus) est conféré par Zeus. Ils disent que les rois sont « nourris par Zeus »/« nourrissons de Zeus » (Iliade II, 196 ; Théogonie 82). Selon Hésiode encore, ces protégés de Zeus sont dotés par ses filles les Muses de l'éloquence qui leur permet de bien exercer leur fonction en mettant fin aux conflits (Théogonie, 80-92). Durant l'époque hellénistique (323-30 av. J.-C.), Zeus est mobilisé pour l'idéologie royale, notamment dans l'hymne que lui consacre le poète alexandrin Callimaque (v. 305-240). Les empereurs romains cherchent encore à capter sa puissance pour conforter leur légitimité. Ainsi à Athènes, Hadrien s'associe à plusieurs aspects de Zeus, dont il reprend les épithètes à son compte : Olympios « Olympien » dont il finalise le temple à Athènes et qu'il fait représenter sur des monnaies ; Eleutherios « libérateur » dont il se dit le fils ; Panhellenios « de tous les Grecs » dont il fait la promotion du culte. 

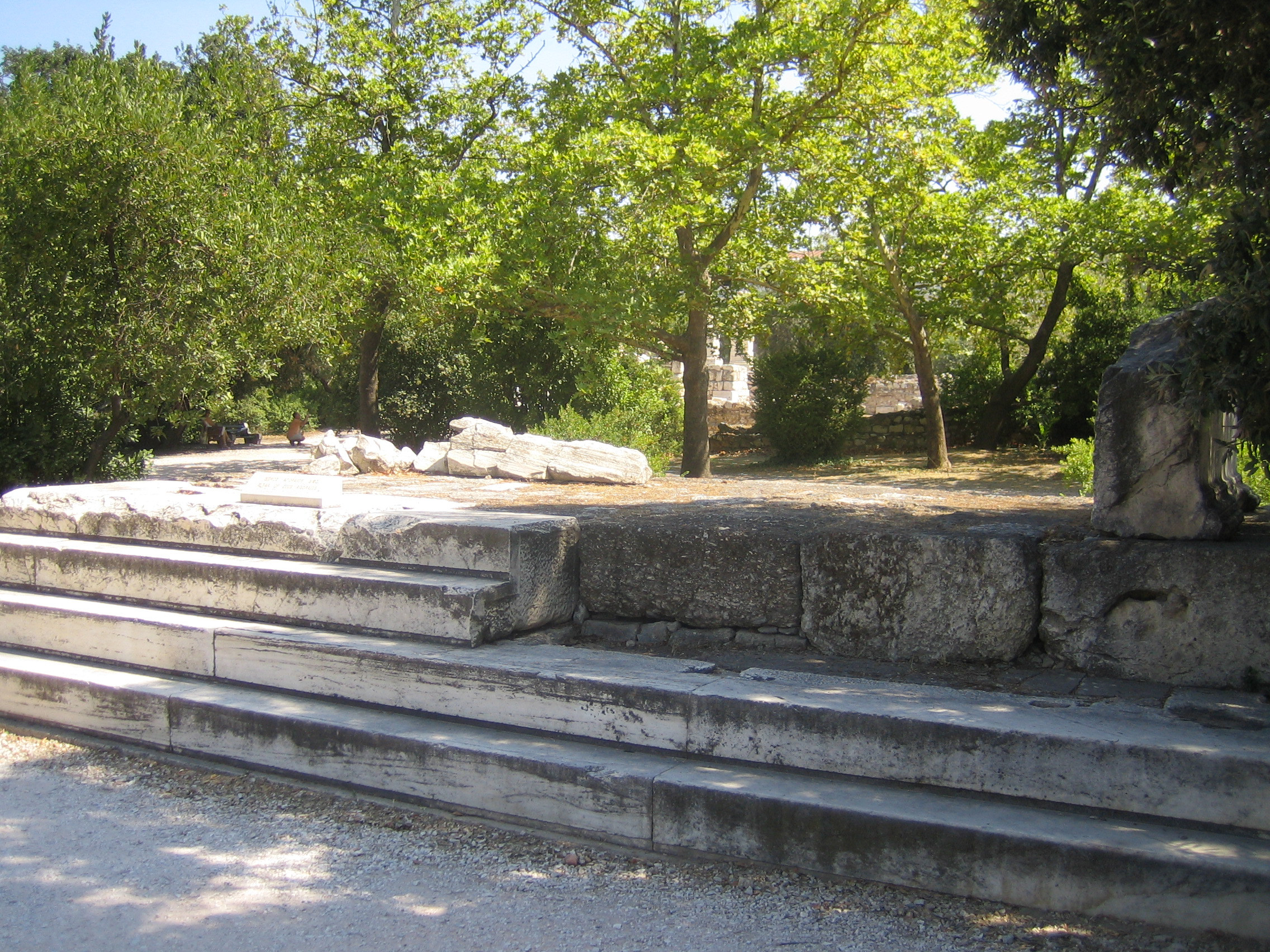
Autel de Zeus Agoraios, agora d'Athènes.

Source de l'autorité dans les communautés politiques, et garant du droit et de l'organisation politique, Zeus est connu sous différentes formes en lien avec les activités politiques et les groupes sociaux. Il est souvent associé à Athéna, par excellence la divinité protectrice des cités et de leurs institutions. Une de ses épithètes est Polieus, « de la cité », qui incarne la cité en tant qu'organisation politique. Il est également plus directement lié à certaines institutions centrales dans la vie politique de la cité, là encore souvent en association avec Athéna : à Athènes comme à Sparte, il est Agoraios « de l'agora » (le centre de la cité) et Boulaios/Amboulios « du conseil » (Boulè),,.
La fonction souveraine de Zeus se retrouve aussi au niveau du foyer, l’oikos des anciens Grecs, puisqu'il en est le protecteur et fait l'objet de cultes dirigés par le chef de famille, autorité suprême au niveau domestique. Il peut être vu comme l'archétype du patriarche. Zeus Ktesios « des richesses » agit sur l'acquisition et la préservation des biens de la famille. Sa protection s'exerce en particulier sur les magasins et lieux de stockage,,. Zeus Herkeios « de l'enceinte/de la clôture » semble aussi associé aux foyers et aux familles, mais son rôle est complexe à comprendre,. Zeus est aussi Patrôos, ce qui peut s'interpréter comme « ancestral » ou « des pères ». Il peut alors jouer le rôle de protecteur des pères mais aussi des ancêtres familiaux.

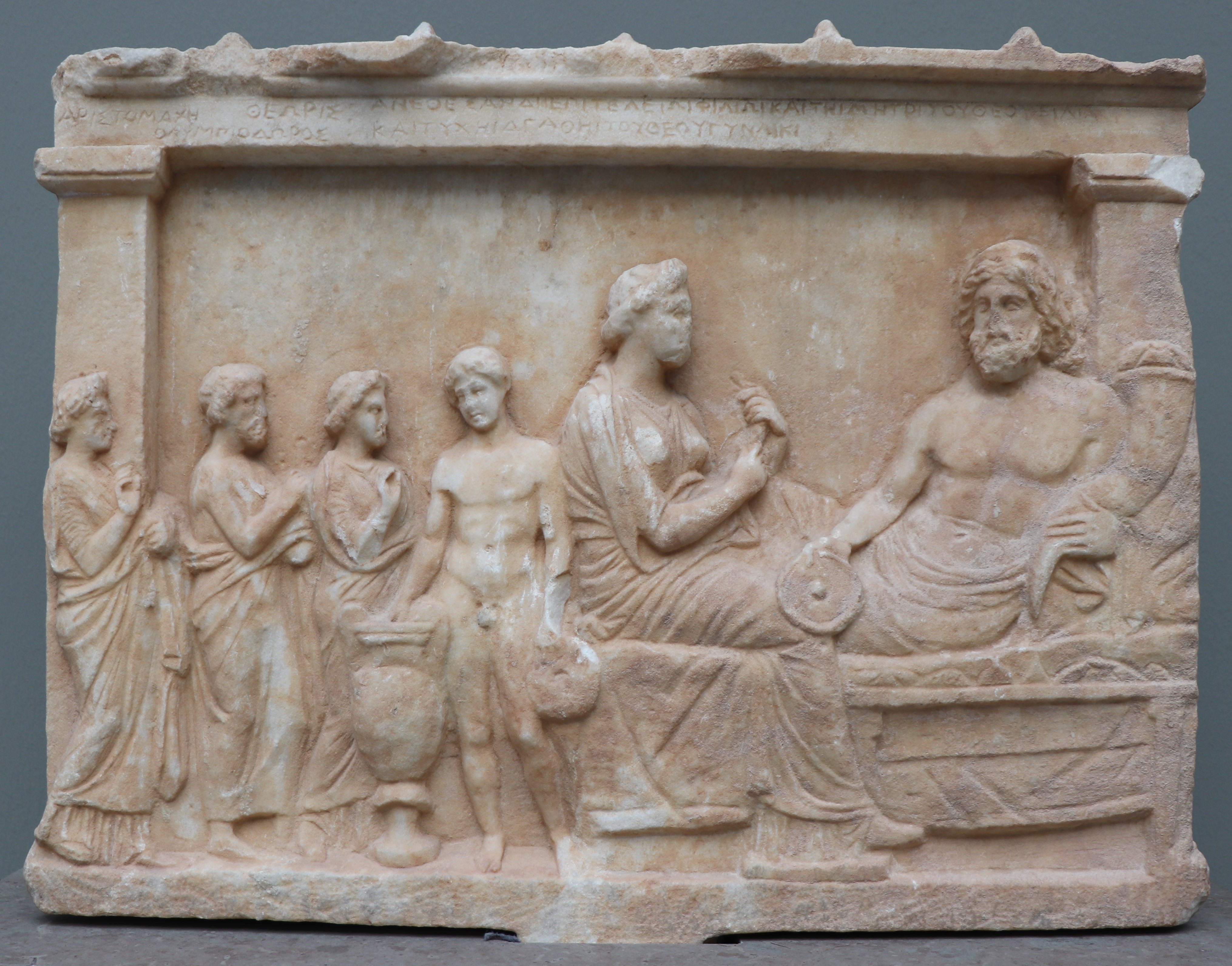
Relief dédié à Zeus Philios, représenté allongé sur une couche de banquet. Athènes, seconde moitié du Ny Carlsberg Glyptotek.

Figure d'autorité, Zeus est un dieu qui joue sous plusieurs aspects le rôle de garant des relations interpersonnelles, qui sont investies d'un aspect sacré, ritualisées et reçoivent sa sanction,,. Il est à ce titre le protecteur des étrangers et de leur accueil, sous son épithète Xenios « hospitalier ». Il est le garant de l'hospitalité (xenia), et celui qui ne respecte pas cette pratique encourt son châtiment. Quand il est Philios « de l'amitié/amical », il est le protecteur de l'amitié (philia), plus précisément l'incarnation du lien au sein de petits groupes sociaux, sans doute sous la houlette d'un « patron ». Il est également le garant du serment (horkos) sous l'épithète Horkios « du serment », et punit alors les parjures. Zeus figure souvent en premier dans les listes de divinités au nom desquelles jurent ceux qui prêtent serment,,. Zeus Hikesios « des suppliants » protège ceux qui adressent une supplication (hiketeia/hikesia), un autre acte particulièrement important dans les rapports sociaux antiques, avec un aspect ritualisé et religieux prononcé,. Il joue aussi un rôle majeur dans les rituels de purification, notamment les crimes de sang, qui doivent être lavés sous la supervision de Zeus Katharsios « purificateur »,.
Zeus est encore actif dans tout un ensemble de domaines qui mettent en évidence sa capacité à changer le cours des choses, donner une issue favorable à une situation potentiellement dangereuse, protéger les gens exposés aux dangers, assurer la paix et la prospérité. Il est un dieu de la victoire et des moments décisifs. Il est connu sous l'épithète Tropaios « qui détourne les ennemis » (ou « qui détourne les maux » ; on trouve aussi Apotropaios et Alexikakos). Il est Eleutherios « libérateur », quand il aide à repousser ceux qui souhaitent asservir autrui. Il est notamment célébré sous cet aspect à Platées, pour avoir aidé à défaire les Perses lors des guerres médiques (Éleuthéries),. C'est donc aussi un dieu de la guerre, honoré par ceux qui ont remporté une victoire, comme l'attestent par exemple les offrandes d'armes mises au jour dans son sanctuaire d'Olympie. 
Zeus Sôter « sauveur » est une figure très populaire parmi ces aspects de Zeus. Il est aussi bien invoqué dans la protection des individus que dans celle des communautés voire de toute la Grèce, notamment quant un danger approche ou après qu'il a été éloigné. Durant l'époque hellénistique, on lui consacre dans plusieurs cités des fêtes appelées Soteria pour célébrer la délivrance des communautés face à des périls majeurs. Les plus célèbres sont celles instaurées dans le grand sanctuaire de Delphes (dédiées à Zeus Sôter et au dieu local Apollon) après la défaite des Galates en 279. 
Zeus Meilichios « doux » est également un dieu bienfaiteur, qui a comme vu plus haut également un rôle dans la purification, voire un lien avec les forces chthoniennes. C'est un aspect de Zeus populaire dans tout le monde grec. Il est invoqué par des individus et des groupes sociaux pour sa capacité à apporter prospérité et abondance,,.

## L'instauration du règne de Zeus dans la mythologie

### Naissance et enfance

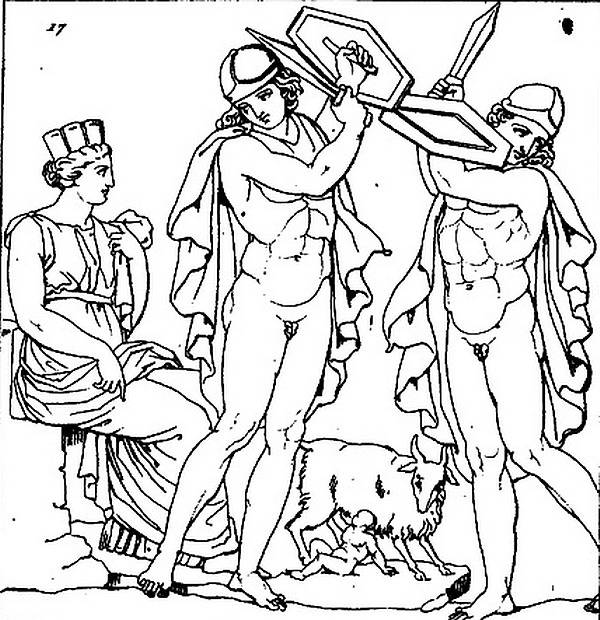
Rhéa, Amalthée allaitant et la danse des Curètes (dessin d'un bas-relief d'autel romain).

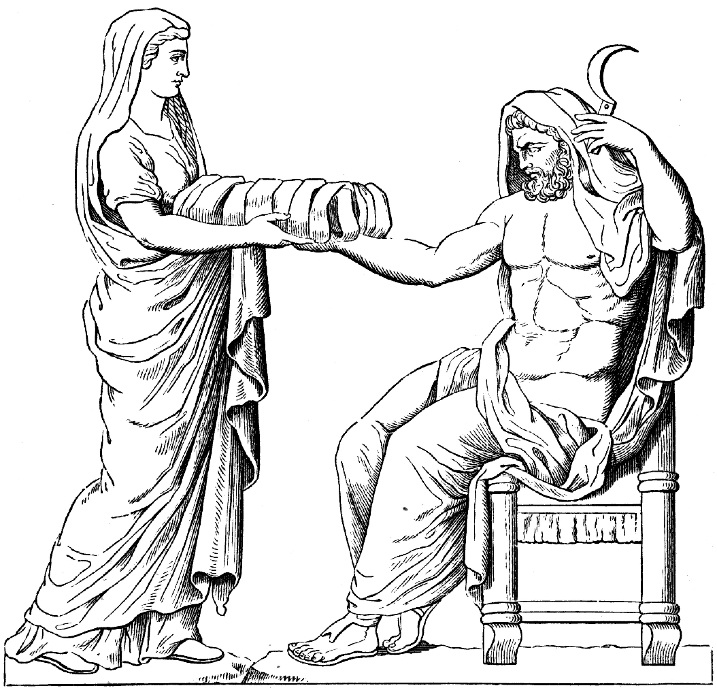
Rhéa présentant une pierre emmaillotée à Cronos (dessin du bas-relief d'un autel romain).

La version la plus répandue du récit de la naissance de Zeus est celle donnée par Hésiode dans sa Théogonie (453-491). Zeus est le dernier-né des Cronides, les six enfants du Titan Cronos et de sa sœur Rhéa. Cette descendance est considérée comme la branche « olympienne » par opposition à celle des Titans. Cronos, craignant la prédiction de ses parents, Ouranos et Gaïa, qu’il engendrerait un rival qui régnerait à sa place, a avalé ses cinq premiers enfants dès leur naissance. Pour qu'un de ses fils échappe à ce sort, Rhéa élabore un stratagème avec l'appui de Gaïa et d'Ouranos. Elle part en Crète pour donner naissance à Zeus, qu'elle confie à Gaïa qui le cache dans une grotte. Elle donne à Cronos une pierre entourée de langes, qu'il prend pour un enfant et avale,.
La Théogonie est silencieuse sur l'enfance de Zeus : elle dit simplement qu'il grandit vite. Des textes postérieurs ajoutent des éléments à l'enfance de Zeus. L'enfance de Zeus est généralement localisée en Crète. La grotte où il est dissimulé est située sur le mont Ida ou bien sur le mont Dicté. Il aurait eu pour nourrices des nymphes, dont l'identité varie selon les versions. La plus répandue rapporte qu'il est élevé par Amalthée, qui le nourrit avec le lait d'une chèvre ; ou alors Amalthée est le nom de la chèvre, et la nymphe qui l'élève est nommée Adrastée (Callimaque et d'autres après lui). Selon un récit rapporté notamment par Ovide, cette chèvre aurait brisé une de ses cornes qui est devenu la corne d'abondance. Zeus utilise plus tard la peau de cette chèvre pour confectionner l'égide, arme protectrice qui va lui servir dans sa guerre contre les Titans. Une autre légende rapporte que les Courètes, des divinités secondaires, réalisent une danse martiale devant la grotte afin que Cronos ne puisse entendre les cris de l'enfant,.
D'autres régions de Grèce revendiquent d'être le lieu de naissance de Zeus et de son enfance, suivant des récits qui sont notamment rapportés par Pausanias. En Arcadie, il passe pour être né au mont Lycée et y a été élevée par trois nymphes, dans un lieu qui porte le nom « Crète », renvoyant à la tradition dominante. En Messénie existe une légende selon laquelle Zeus enfant aurait été caché dans cette région par les Courètes. Le poète Callimaque dans son Hymne à Zeus se demande qui a menti, et tranche en défaveur des Crétois qu'il considère comme de sempiternels menteurs, parce qu'ils ont aussi érigé un tombeau au dieu alors qu'il est immortel. Mais la plupart des autres auteurs privilégient la version crétoise.

### La conquête du pouvoir suprême
Le récit de la conquête du pouvoir par Zeus est là encore principalement connu dans la version qu'en donne la Théogonie d'Hésiode. La Bibliothèque du Pseudo-Apollodore datable du Ier siècle ou du IIe siècle ap. J.-C.) est aussi essentielle pour concilier ce récit avec d'autres traditions, notamment celle de la Gigantomachie. On reconnaît derrière ces récits des mythes de succession et de souveraineté (impliquant une lutte entre plusieurs générations divines), avec des motifs de mythes de combat divin, qui visent à justifier la suprématie de Zeus, qui prouve sa légitimité à régir le monde en surmontant ces épreuves par sa force et son intelligence. Ces mythes présentant des parallèles et thèmes communs avec des traditions mythologiques « orientales » (notamment celles du Levant et d'Anatolie, aussi la Mésopotamie),,,.
Devenu adulte, Zeus décide de délivrer ses frères et sœurs et de détrôner son père Cronos. Le récit qu'en donne Hésiode est relativement bref. Il était sans doute plus développé dans un récit de Titanomachie qui a disparu. Le premier acte de Zeus est de forcer son père à recracher ses frères et sœurs : dans la Théogonie il y parvient par la force, avec l'appui de Gaïa ; chez Apollodore c'est Métis qui l'appuie, en donnant une potion vomitive à Cronos. Il recrache ses enfants dans l'ordre inverse de leur avalement, donc en commençant par la pierre substituée à Zeus, ce qui explique peut-être pourquoi celui-ci est généralement considéré comme l'aîné bien que Rhéa l'ait mis au monde en dernier. Cette pierre est placée à Delphes (omphalos),.
Zeus n'a cependant pas encore renversé Cronos, qui bénéficie de l'appui des autres Titans. Dans la Théogonie, l'étape suivante de la stratégie est la libération des Cyclopes, retenus prisonniers dans le Tartare, qui lui offrent en récompense la foudre. Zeus cherche à se rallier des appuis pour la guerre à venir en annonçant qu'il confirmera les honneurs de ceux qui seraient ses alliés, et en donneraient à ceux qui n'en avaient pas en remerciement de leur soutien. Il libère ensuite les Hécatonchires (les « Cent-Bras »), également prisonniers au Tartare, sur les conseils de Gaïa, pour qu'ils l'aident à combattre les Titans. La bataille contre les Titans, la Titanomachie, s'engage entre Zeus et les Olympiens postés sur le mont Olympe et Cronos et les Titans postés sur le mont Othrys. Avec l'aide des Hécatonchires et des actes décisifs de Zeus, les Olympiens l'emportent. Le récit d'Apollodore présente des divergences puisque la Titanomachie dure une dizaine d'années, et Zeus ne libère les bannis du Tartare qu'au moment de la bataille décisive. Dans tous les cas les Titans défaits sont emprisonnés dans le Tartare, sous la garde des Hécatonchires,.

« Lorsque Zeus fut devenu adulte, il prend comme complice Métis, la fille d'Océan, et celle-ci fait avaler à Cronos une drogue qui l'oblige à vomir d'abord la pierre et ensuite les enfants qu'il avait avalés. Avec eux, Zeus mena la guerre contre Cronos et les Titans. Comme ils se battaient depuis dix ans, Gè (Gaïa) prophétisa à Zeus la victoire, s'il prenait pour alliés ceux qui avaient été jetés dans le Tartare. Il tua Campé, qui surveillait leur prison, et les délivra. Les Cyclopes donnent alors à Zeus le tonnerre, l'éclair et la foudre, à Pluton le casque et à Poséidon le trident. Munis de ces armes, ils triomphent des Titans. Après les avoir enfermés dans le Tartare, ils leur donnèrent pour gardes les Cent-Bras. »

— Pseudo-Apollodore (trad. J.-C. Carrière et B. Massonie), Bibliothèque, I, 6.
Après cette victoire, Zeus est intronisé roi des dieux, et comme promis il procède à la répartition des prérogatives et honneurs (timai) entre ces alliés, à commencer par ses frères Poséidon et Hadès, qui se voient respectivement confier les domaines maritime et infernal. Selon Hésiode, Zeus décide de ces attributions, mais selon Homère, Pindare et Apollodore, la répartition se fait par tirage au sort,. Cela fait quoi qu'il en soit le règne de Zeus un règne de justice et de droit, avec une juste répartition des droits et des fonctions, se démarquant du règne chaotique des Titans, fondé sur la violence.
Lorsque les dieux bienheureux parachevèrent leur tâche, 

et, triomphant des Titans, rétablirent leur rang et leur force,

ils poussèrent Zeus l'Olympien au regard immense,

sur les conseils de la Terre (Gaïa), à prendre le sceptre et le trône

des immortels : et Zeus répartit à chacun ses charges.
— Hésiode (trad. P. Brunet), Théogonie, 881-885.
Une autre guerre participant de l'affirmation du pouvoir de Zeus est la Gigantomachie, le combat entre les Olympiens et les Géants, êtres gigantesques enfantés par Gaïa. Elle est ignorée par Hésiode, mais apparaît par des allusions et surtout des représentations artistiques dès l'époque archaïque. Il faut attendre Apollodore pour en avoir un récit développé. La raison de la révolte des Géants n'est pas connue. L'affrontement se réalise sous la forme d'une série de duels, avec l'intervention d'Héraclès qui est le seul à pouvoir achever les Géants, une fois qu'ils ont été mis hors de combat par les dieux,.

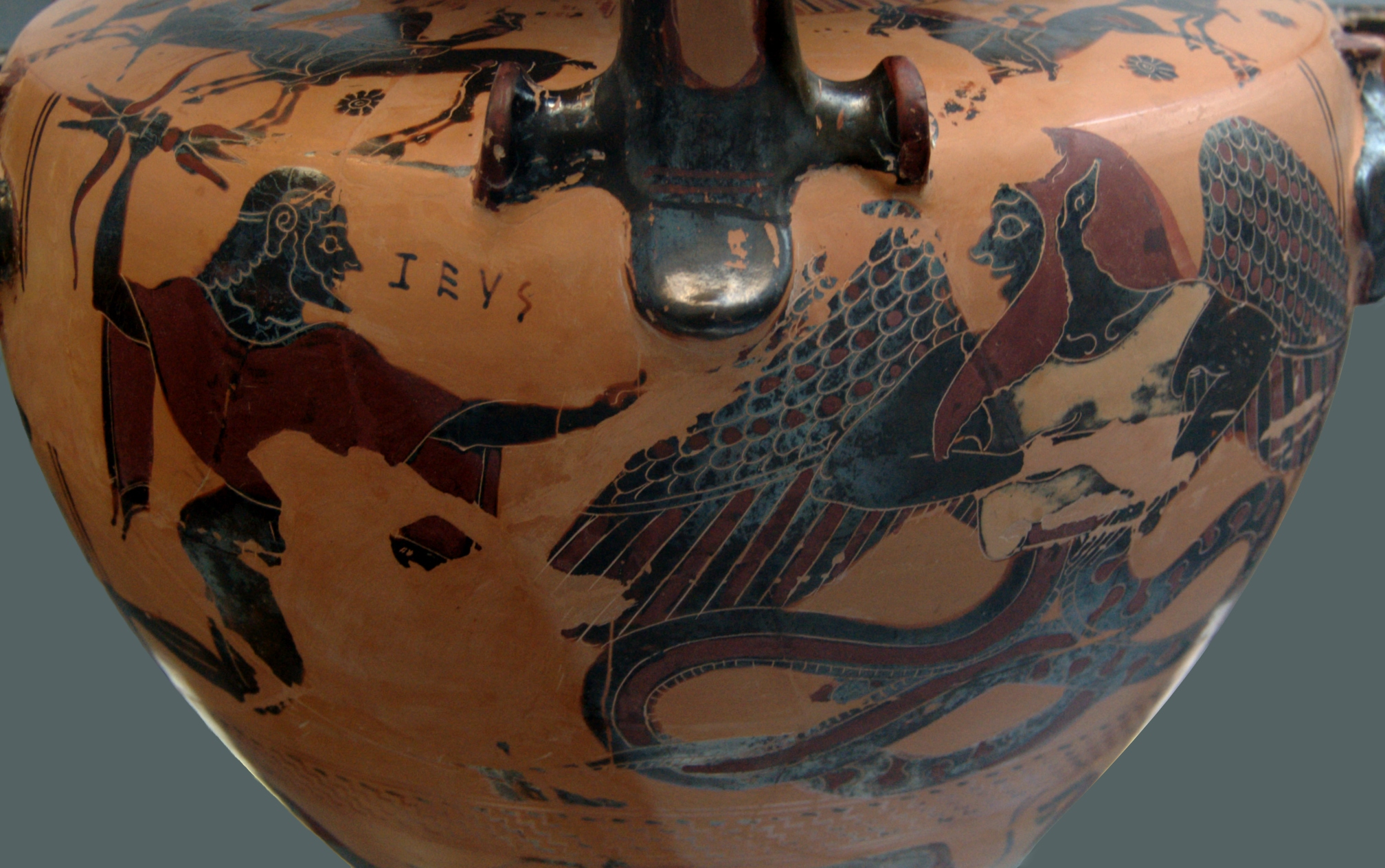
Zeus dardant son foudre sur Typhon, hydrie à figures noires, Collection des Antiquités, Berlin.

L'épreuve finale pour Zeus est le combat contre Typhon/Typhée, monstre redoutable disposant d'une centaine de têtes de serpents. Selon la version dominante il est le fils de Gaïa (qui lui donne naissance pour venger la mort des Géants selon Apollodore), mais l’Hymne homérique à Apollon rapporte une version atypique qui en fait le fils d'Héra, qui l'enfante seule pour se venger du fait que son époux ait enfanté seul Athéna. Si Typhon est généralement reconnu comme l'adversaire le plus dangereux pour Zeus, qui l’affronte et le défait seul. Hésiode rapporte un affrontement bref, mais les récits postérieurs ajoutent des éléments comme la fuite des autres divinités, effrayées par le monstre, et différentes péripéties lors du combat (notamment chez Apollodore et dans le livre II des Dionysiaques de Nonnos de Panopolis, v. 450 ap. J.-C.). Zeus parvient à triompher grâce à sa foudre. Typhon est ensuite emprisonné sous le mont Etna,.

### Zeus, Prométhée et les humains
La répartition des rôles prérogatives et honneurs sous l'égide de Zeus implique aussi une interaction avec le monde des humains. Cela a donné lieu à un ensemble de mythes dont la figure dominante, aux côtés du roi des dieux, est le Titan Prométhée. Cet équivalent grec du « fripon » (trickster) attesté dans plusieurs traditions mythologiques, joue à plusieurs reprises des tours à Zeus, au profit des mortels (dont il est le créateur suivant ce que rapportent certains auteurs tardifs), jusqu'à causer sa perte.
Ces mythes sont d'abord rapportés par Hésiode dans la Théogonie et Les Travaux et les Jours. Il rapporte d'abord de le mythe des cinq races d'humains, race d'or, d'argent, de bronze, des héros et de fer, Zeus causant la destruction des deux premières, et conduisant la dernière dans sa chute lors de ses confrontations avec Prométhée. Le premier épisode a trait aux sacrifices que rendent les dieux aux hommes et au don du feu à ces derniers. Selon ce que rapporte le poète, dans ces temps primordiaux divinités et hommes (il n'y avait pas encore de femmes) avaient cherché à répartir les rôles lors d'un banquet à Méconé (plus tard Sycione) autour la répartition des restes d'un bœuf sacrifié. Prométhée, qui dirige l'arbitrage, est pour une raison indéterminée du côté des hommes et propose à Zeus de choisir entre d'un côté les os dissimulés sous de la graisse appétissante, et de l'autre la chair et les entrailles dissimulées sous l'estomac de l'animal jugé repoussant. Hésiode dit que Zeus voit derrière la duperie (sans doute pour sauver la réputation de clairvoyance du dieu), mais qu'il choisit quand même la graisse et les os qu'elle cache,. Ce mythe a suscité diverses interprétations chez les historiens modernes, notamment chez J.-P. Vernant et M. Detienne qui ont vu dans le partage du bœuf sacrificiel à Méconé un mythe expliquant le sacrifice animal dans la religion grecque et plus généralement la séparation entre hommes et dieux,,. En représailles, Zeus confisque le feu aux humains, mais Prométhée parvient à le dérober. Cela suscite une seconde série de vengeances de Zeus. Prométhée est quant à lui soumis à un autre châtiment interminable, celui d'être enchaîné sur un rocher et d'avoir son foie dévoré par un aigle. Il punit les hommes en suscitant la création de la première femme, Pandore, façonnée par Héphaïstos, vue comme une source de tourments sans fin pour les hommes (comme l'illustre le mythe de la boîte de Pandore),. Cette histoire des femmes comme châtiment divin est reprise dans des discours misogynes antiques : elles sont « le pire fléau que Zeus ait fait » selon le poète lyrique Sémonide d'Amorgos. 
Les rapports entre Prométhée et Zeus suscitent par la suite d'autres réflexions, par Eschyle (ou un auteur anonyme lui ayant emprunté son nom) dans une trilogie de tragédies dont seule la première, Prométhée enchaîné, est préservée,, et par Platon dans un passage de son dialogue Protagoras,.
L'origine directe de la race humaine actuelle se trouve dans le couple formé par Deucalion, fils de Prométhée, et Pyrrha, fille d'Épiméthée (frère de Prométhée et époux de Pandore). Ceux-ci doivent d'abord survivre à un déluge provoqué par Zeus avec ses pluies, en s'embarquant sur une arche (le mythe est manifestement d'inspiration orientale). Le dieu aurait agi ainsi en raison de la méchanceté des humains (la race de bronze chez Apollodore ; le crime de Lycaon chez Ovide). Lorsque le déluge s'achève, Deucalion débarque et offre un sacrifice à Zeus Phyxios « des fugitifs ». Le dieu lui dépêche Hermès qui lui demande ce qu'il désire, et il répond qu'il souhaite une nouvelle race humaine. Deucalion et son épouse la créent en lançant des pierres : celles qu'il jette deviennent des hommes, celles qu'elle jette des femmes,.

## Zeus dans la société divine et héroïque

### Le père et roi des dieux
Zeus est considéré comme le père des dieux, ce qui renvoie autant à sa stature patriarcale qu'au fait qu'il enfante une bonne partie des divinités majeures des Grecs. Comme toute autre divinité d'un système polythéiste, il est en relation avec d'autres divinités pour exercer sa puissance, mais il l'est plus que tous les autres, et il peut être considéré qu'il est le seul dieu du polythéisme grec à être indispensable. Il est probable que plusieurs divinités doivent une partie de leur pouvoir et de leurs fonctions à leur relation à Zeus : Athéna et Héra ont un rôle de divinités protectrices de cités parce qu'elles sont respectivement fille et épouse du puissant Zeus.
Dans les mythes, Zeus est « le patron », le chef des dieux, une figure plus puissante que les autres divinités dont le pouvoir est respecté, si on excepte un passage de l’Iliade où il est fait référence à une révolte conduite par Héra, Athéna et Poséidon contre lui, dont on ne sait pas s'il s'agit d'une invention d'Homère ou d'une histoire plus diffusée. Zeus se comporte comme un roi, mais pas comme un tyran. Son pouvoir s'exerce en partie par la force, mais il repose aussi en bonne partie sur la sagesse et l'autorité morale, sur le droit et la justice. Il intervient en arbitre dans diverses disputes impliquant des divinités : entre Apollon et Héraclès pour le trépied de Delphes, entre Athéna et Poséidon à propos de l'Attique, entre Aphrodite et Perséphone pour le bel Adonis, etc..
Son palais se trouve sur l'Olympe. Dans la littérature, l'Olympe est depuis Homère à la fois décrite comme un domaine céleste, parfois identifié au « ciel » ouranos, et le sommet d'une montagne, caractérisé par la neige et les nuages, baigné d'une lumière perpétuelle. C'est là que Zeus réunit sa « cour », constituée des dieux olympiens (qui, pour la plupart, ne résident manifestement pas là), réunions marquées par des banquets (en musique selon un passage de l’Hymne homérique à Apollon) et des discussions plus ou moins houleuses sur les affaires de la société divine et du monde des mortels. C'est un cercle très fermé, au sein duquel peu de nouveaux venus sont admis, le plus important étant Héraclès,.

### Héra: sœur, épouse et reine de Zeus

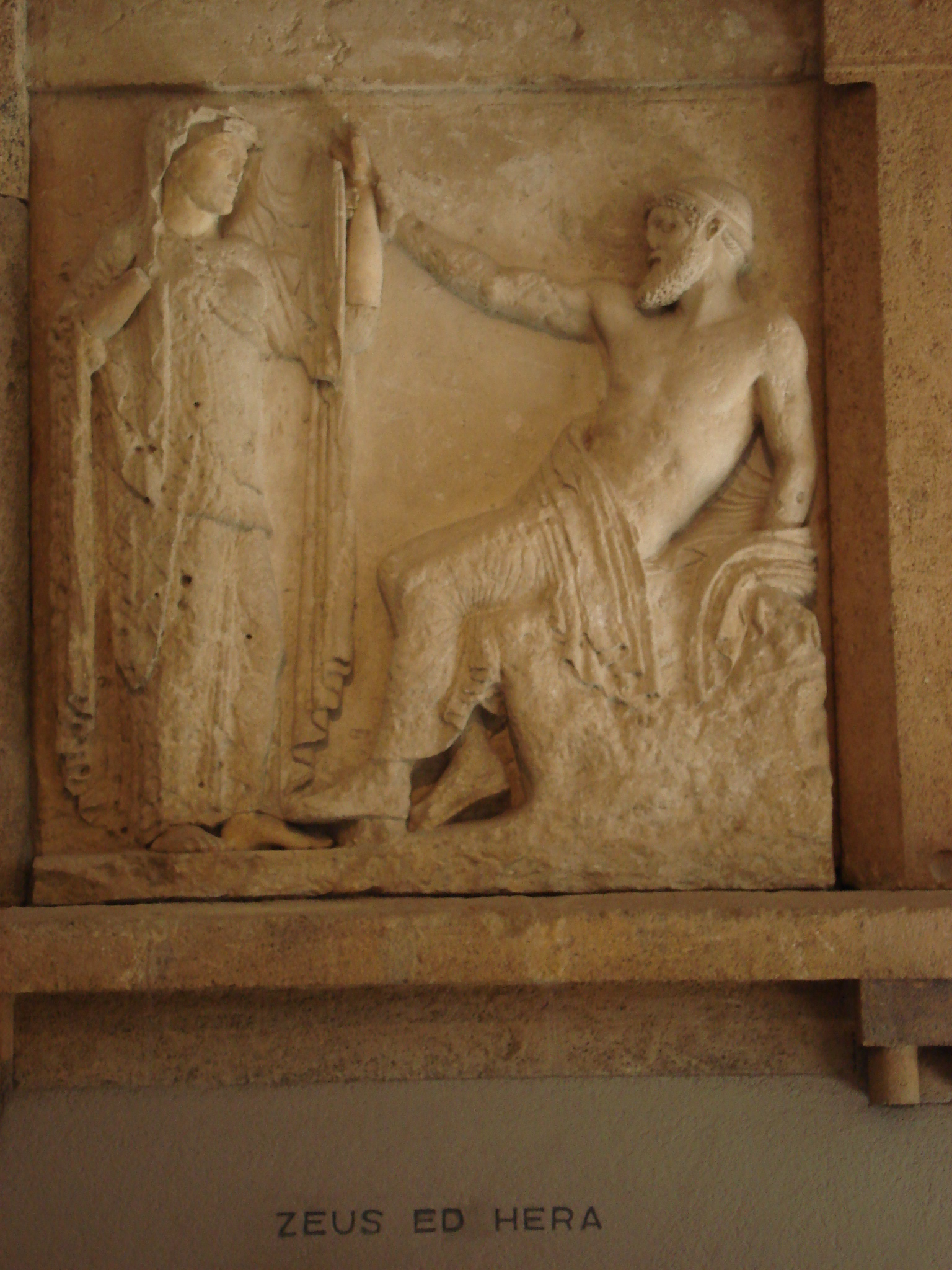
Zeus et Héra. 450 avant J.C. Provenant du temple E de Sélinonte: la sculpture, qui était à l'origine polychrome, est en calcaire, à l'exception des membres de la déesse, qui sont en marbre blanc. Musée archéologique régional de Palerme.

Malgré ses multiples relations féminines, Zeus est principalement associé à Héra, sa sœur et épouse, la reine des dieux (elle lui reprend son épithète Basileia, « Royale » ou « Reine »), qui occupe une position privilégiée à ses côtés, parce qu'elle partage sa couche et son trône. Si on suit Hésiode, elle est sa dernière épouse et surtout son « épouse définitive », une union qui permet de stabiliser la société divine,. Ils forment dès lors le couple central de la famille divine grecque, et peuvent être vus comme l'archétype du couple marié. Le fait qu'ils soient frère et sœur ne fait pas obstacle à leur union, le tabou de l'inceste n'existant pas pour les dieux. Au contraire, cela conforte la position d'Héra qui, en tant que sœur et fille aînée de Cronos, est son égale par la naissance et n'a aucun mal à s'opposer à lui s'il le faut.
Homère (Iliade XIV, 293-296) et des traditions locales narrent les amours secrètes de jeunesse de Zeus et d'Héra, faisant remonter leur relation amoureuse bien avant leur mariage,. Son statut d'épouse légitime du patriarche et roi et de maîtresse de sa maison expliquent une grande part de ses actions dans la mythologie : elle protège son statut et ses prérogatives contre ses potentielles concurrentes, s'oppose aux enfants non légitimes et les admet après leur avoir fait passer des sortes d'épreuves. Elle est l'« ennemie intime » de Zeus (V. Pirenne-Delforge et G. Pironti), celle qui le connaît le mieux et qui est la plus à même de lui faire face. 
Le culte associe souvent les deux époux. Héra possède un temple dans le grand sanctuaire de son mari à Olympie. Lui apparaît dans ses grandes fêtes à Samos et à Argos, où sont notamment relocalisées les grandes fêtes de Zeus de Némée. À Platées on conjure leur séparation et on célèbre leur réconciliation lors des Daidala. En Attique, Zeus est associé aux sacrifices adressés à Héra lors du mois des mariages, Gamelion, notamment lors du rituel de « Mariage sacré » (hieros gamos) qui commémore leur union,. L'association de Zeus à Héra dans le culte l'oriente donc plus spécifiquement vers la sphère du mariage qui est placée sous le patronage de son épouse.
Un élément manque pourtant au tableau du couple royal : un prince héritier. Arès n'en a pas les caractéristiques, encore moins Héphaïstos. Du point de vue de Zeus, c'est sans doute plus une qualité qu'un défaut d'Héra : elle ne met pas au monde un successeur potentiel, qui le renverserait comme il a lui-même renversé Cronos avec l'appui de sa mère Rhéa.

### Liaisons, sexualité et progéniture
Zeus est considéré comme le père d'un grand nombre de divinités et de plusieurs « demi-dieux », plus que tout autre dieu. Être enfanté par Zeus est un gage de puissance et souvent la garantie d'une position élevée dans la société divine ou humaine. Il s'est pour cela uni à des dizaines d'immortelles et de mortelles, les mythographes tardifs arrivant jusqu'à 115 amantes. Le plus ancien « catalogue » d'unions de Zeus se trouve dans l’Iliade, dans la bouche même du roi des dieux (XIV, 317-327), alors qu'il explique à Héra qu'il n'a jamais désiré une femme autant qu'elle,. 
L'ampleur de ses unions et de sa progéniture reflète une autre facette de la puissance de Zeus, « force créatrice d'une capacité sexuelle inépuisable » (W. Burkert), mâle dominant disposant d'une liberté absolue pour assouvir ses envies, auquel on ne peut résister. Il y a certes eu des critiques moralisantes sur le fait que des poètes osent décrire la sexualité de Zeus, mais pas sur le comportement du dieu en lui-même, que ce soit l'usage de la force ou de la duperie, ou encore son statut d'adultère, la seule opposition se trouvant dans la jalousie d'Héra qui accompagne souvent ces récits.

#### Dans la sphère divine

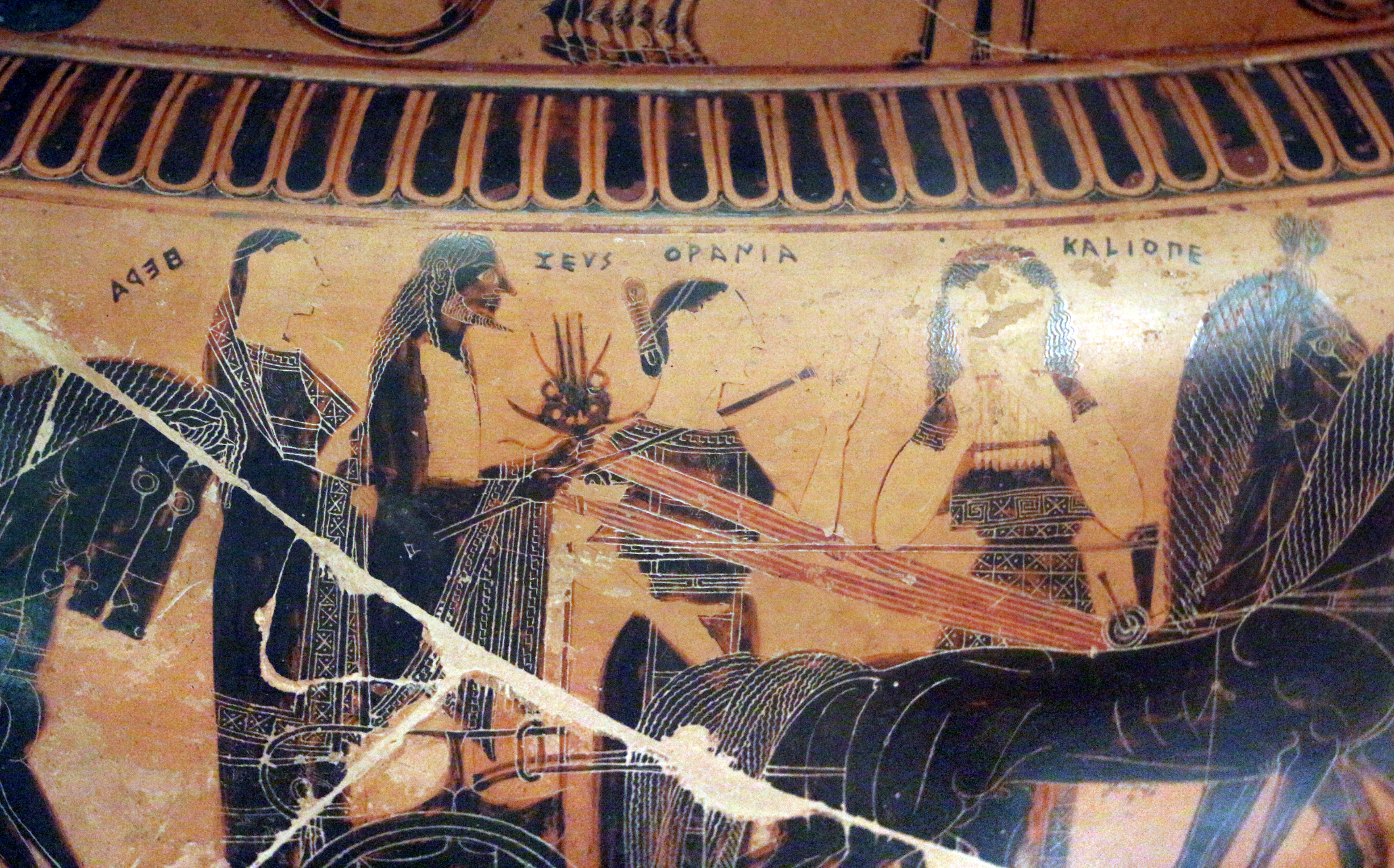
Zeus conduisant un char, sur lequel se trouve aussi son épouse Héra, accompagné par deux Muses, Uranie et Calliope. Détail du Vase François, v. 570 av. J.-C. Musée archéologique national (Florence).

Zeus est le père d'un grand nombre de divinités, parmi lesquelles se trouvent plusieurs des figures majeures de la religion grecque (mais aussi de nombreuses divinités secondaires). Parmi les principales divinités grecques, celles qui ne sont pas frère ou sœur de Zeus sont ses enfants,,.
Dans la Théogonie, Hésiode consacre une longue section aux unions de Zeus (886-923), qu'il déroule suivant un ordre chronologique : Métis, Thémis, Eurynomé, Déméter, Mnémosyne, Létô. Héra est la toute dernière épouse (921),. La chronologie qu'il donne n'a néanmoins rien de canonique, puisque Apollodore fait d'Héra la première union de Zeus, toutes les autres venant ensuite. Les unions et filiations ne sont pas non plus fixées, comme le montrent les incertitudes autour de la paternité de Zeus pour Aphrodite et Héphaïstos. 
Héra donne au moins trois enfants à Zeus, selon la liste donnée par Hésiode (921-923) : Ilithyie la déesse de l'accouchement, Hébé la déesse de la jeunesse (donnée en mariage à Héraclès pour sceller son entrée dans l'Olympe) et Arès le dieu de la guerre. Le statut d'Héphaïstos le dieu des artisans varie selon les auteurs : pour Hésiode il est né d'Héra seule, en vengeance du fait que Zeus avait donné seul naissance à Athéna ; pour Homère il est le fils de Zeus et d'Héra.
Une autre de ses sœurs, Déméter, déesse de l'agriculture et de la fertilité, lui donne pour fille Perséphone/Korè (Théogonie, 912-914). L’Odyssée (125-128) rapporte aussi que Zeus foudroie un amant mortel de Déméter, Iasion. C'est le roi des dieux qui donne l'autorisation à Hadès d'enlever Perséphone pour en faire son épouse (Théogonie 913-914 ; surtout l'Hymne homérique à Déméter), au grand dépit de sa mère. En revanche, celle-ci cesse de rendre la terre fertile, ce qui provoque l'intervention de Zeus qui parvient à trouver un arrangement favorable à Déméter et à Hadès dans lequel Perséphone passe un tiers de l'année aux Enfers et le reste sur Terre,.

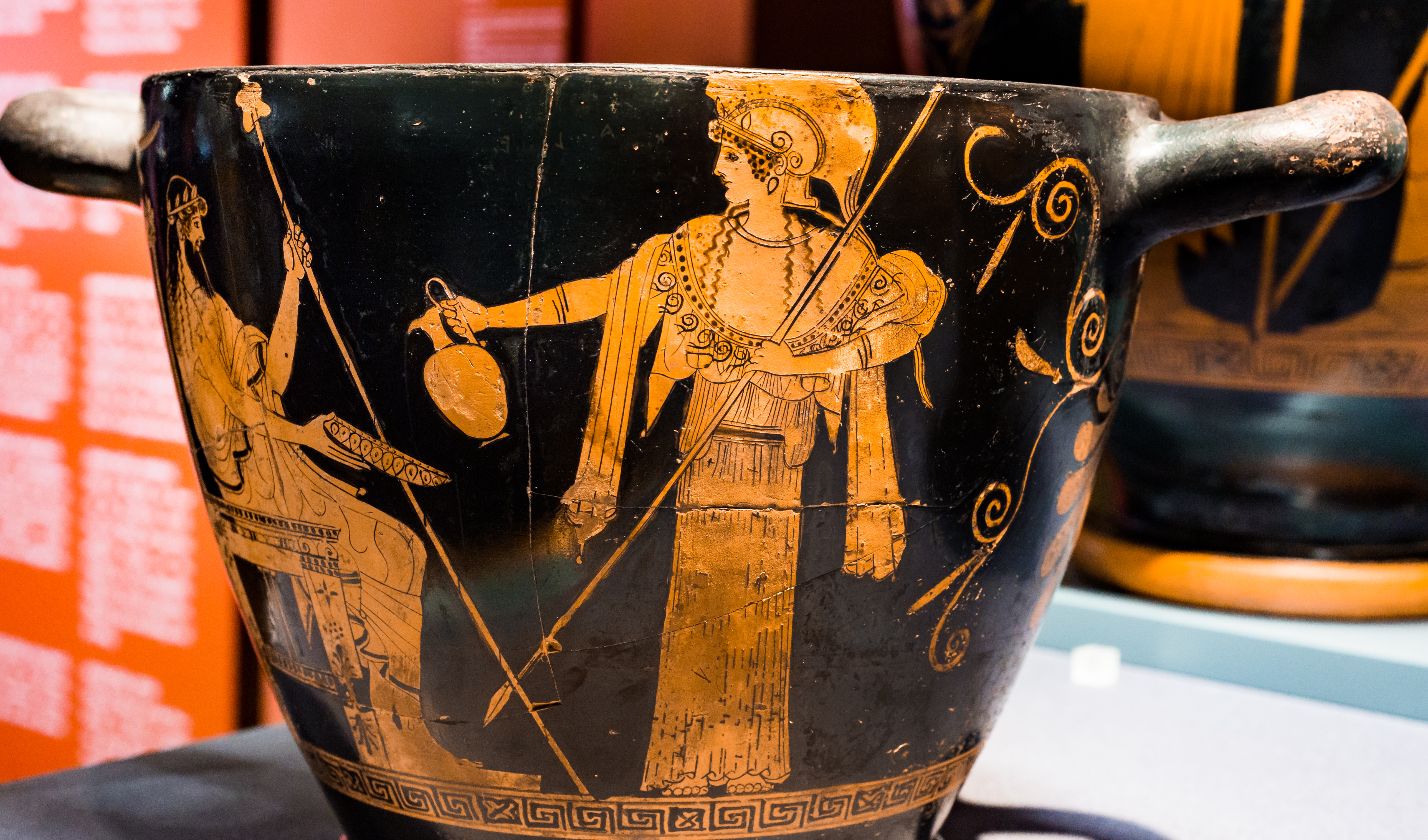
Athéna versant du vin à Zeus. Skyphos à figures rouges attribué au « Peintre de Lewis », v. 480-470 av. J.-C. Musée d'Histoire de l'art de Vienne.

Dans la liste d'Hésiode (886-900), Métis, celle qui sait plus de choses que tout autre être, est la première épouse de Zeus, et c'est du reste la seule avec Héra à porter explicitement ce titre. Comme Gaïa et Ouranos prédisent qu'elle lui donnera un fils qui le détrônera, il l'avale alors qu'elle est enceinte de leur premier enfant, Athéna. Il la met donc au monde lui-même : selon la version la plus courante, elle sort par son crâne, fracassé par le marteau d'Héphaïstos, et en sort toute armée,,. Zeus entretient une relation privilégiée avec sa fille Athéna. Les épopées homériques en font clairement la fille favorite de Zeus, celle qui le connaît le mieux et qui sait obtenir ses faveurs. Elle l'assiste au combat et accomplit ses décisions.
Thémis, incarnation de la norme et garante de l'ordre, est la seconde femme à laquelle s'unit Zeus dans la liste d'Hésiode (901-911). Chez Homère elle fonctionne plutôt comme une assistante ordonnée de Zeus, pour lequel elle organise un banquet et elle réunit les dieux. Selon Hésiode elle enfante de Zeus les trois Heures, Dikè « Justice », Eunomia « Bonne loi » et Eiréné « Paix », et les trois Moires, qu'il fait pourtant les filles de Nyx, la Nuit, dans un autre passage (217). Dans Les Travaux et les Jours, il évoque encore le fait que Dicè est assise auprès de Zeus et lui fait des rapports sur le comportement des humains injustes (257-262),. 
Eurynomé, fille d'Océanos, donne selon Hésiode (906-911) naissance à un autre trio de déesses, les Charites, les « Grâces », Aglaé, Euphrosyne et Thalie. Apollodore (III, 12, 6) rajoute parmi les enfants issus de cette union le dieu fleuve Asopos.
Mnémosyne, une Titanide, personnification de la mémoire, engendre après neuf nuits d'amour les neuf Muses dans la Théogonie. Mais les traditions grecques postérieures ne le suivent pas toutes : Pausanias rapporte ainsi une variante dans laquelle Zeus n'est que le père des plus jeunes Muses, les plus anciennes étant les filles d'Ouranos et de Gaïa. Hésiode loue dans plusieurs passages ces déesses des arts, qui exécutent des chants et des danses qui ravissent Zeus et les autres immortels (leur premier chant est une célébration de la victoire sur les Titans) et donnent aux rois et aux poètes des dons d'éloquence,.

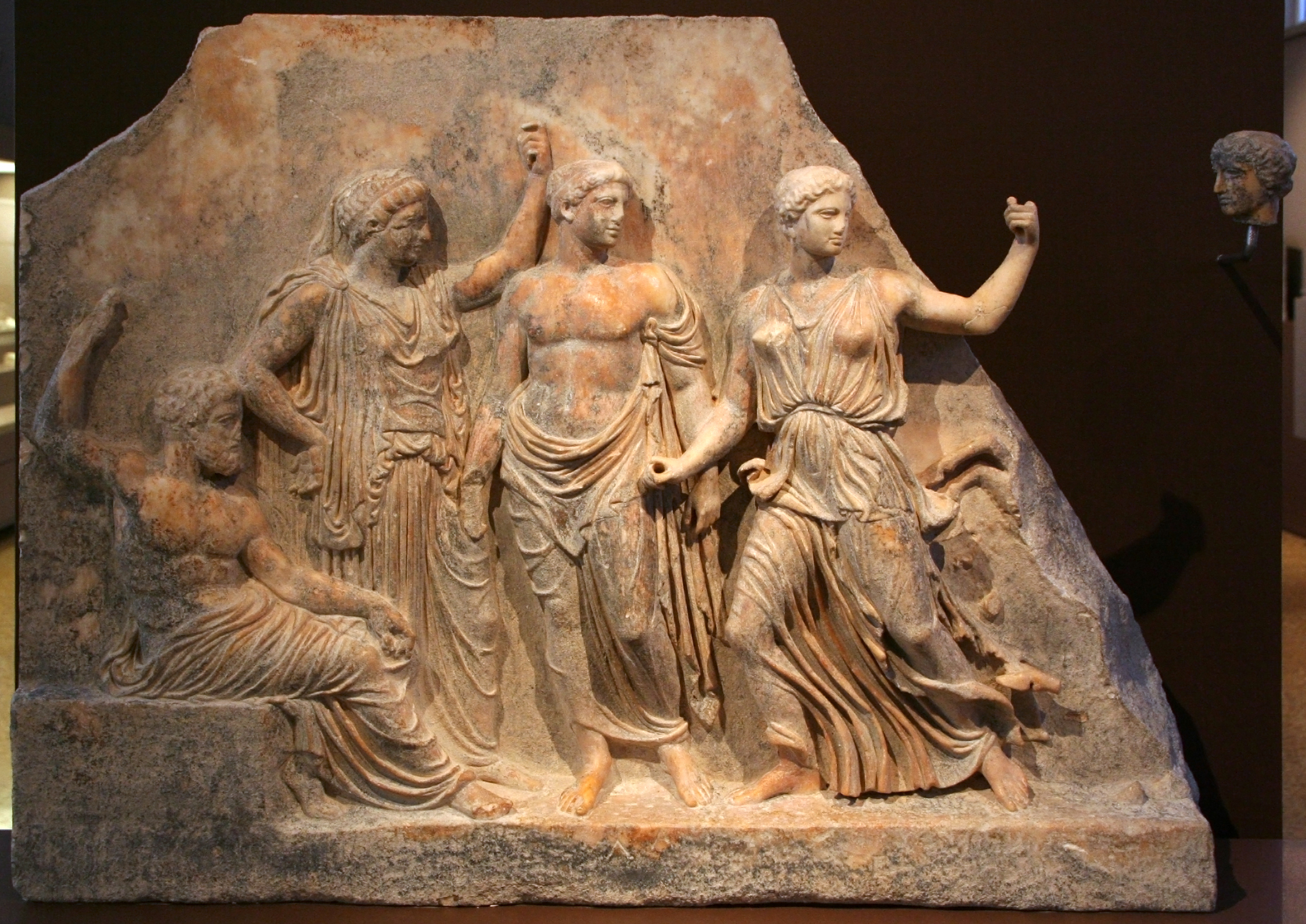
Bas-relief représentant de gauche à droite Zeus, Létô, Apollon et Artémis. Fin du Musée archéologique de Brauron.

Artémis et Apollon sont les enfants de Zeus et de Létô, une autre Titanide. Le récit de leur naissance est longuement développé dans l’Hymne homérique à Apollon (14-126), notamment les difficultés causées par la rancœur d'Héra et la mise au monde sur la petite île de Délos. Dans l’Iliade, Létô est une des résidentes de l'Olympe,. Dieu de la divination, Apollon est celui qui connaît les volontés de Zeus et les transmet aux humains. 
Hermès est le fils de Zeus et de Maïa, fille d'Atlas et une des Pléiades. Dans les mythes, il est le héraut et messager des dieux, en premier lieu au service de son père qui fait souvent appel à lui pour communiquer avec les humains. Il agit à plusieurs reprises pour contrecarrer les plans de vengeance d'Héra contre des amantes de Zeus ou leur progéniture (notamment Héraclès et Dionysos). Il semble aussi jouer un rôle dans l'intronisation des rois pour le compte de son père (il donne à Pélops le sceptre qui lui a confié son père : Iliade II, 103-104),,.
Aphrodite est selon Homère la fille de Dioné et de Zeus (Iliade V, 370-371), alors qu'Hésiode en fait la fille d'Ouranos châtré par Cronos (Théogonie, 188-206 ; Dioné est donc absente de sa liste des femmes de Zeus), version qui devient dominante,. Dioné est une figure spéciale parmi les unions de Zeus, puisque son nom est probablement la contrepartie féminine de Zeus et qu'elle pourrait avoir été une de ses épouses avant l'époque historique. Elle est sa compagne à la place d'Héra dans le panthéon de Dodone,.
Dionysos est un cas à part parmi la progéniture divine de Zeus, puisqu'il est le fils d'une mortelle, Sémélé, princesse de Thèbes, fille du roi Cadmos et de la déesse Harmonie. Celle-ci est également une exception parmi les amantes mortelles de Zeus, puisque leur liaison semble avoir duré un certain temps. Mais elle connaît un dénouement funeste, qui a donné lieu à diverses variantes. La plus commune rapporte que la princesse, trompée par Héra, demande à Zeus de lui apparaître dans toute sa gloire, ce qui ne peut que lui être fatal. Zeus s'exécute car il a promis d'accéder à n'importe lequel de ses vœux, mais avant qu'elle ne meure il enlève Dionysos et le place dans sa cuisse, d'où il naîtra. Après avoir survécu à la colère d'Héra et été accepté dans la société divine, Dionysos va la chercher aux Enfers, pour qu'elle devienne immortelle et prenne place dans l'Olympe,

#### Dans la sphère mortelle
Zeus est également le père de nombreux personnages de l'« âge héroïque », des « demi-dieux » mortels qu'il a enfantés avec des divinités mineures (notamment des Nymphes) ou bien des mortelles, généralement des princesses. Plusieurs de ces unions (mais pas toutes) ont fait l'objet de mythes, mis en récit par des poètes ou exposés par des mythographes, qui s'intéressent souvent aux ruses mises en place par Zeus pour parvenir à ses fins, notamment ses métamorphoses. Les récits relatifs à plusieurs de ces unions sont également marqués par la colère d'Héra, épouse légitime bafouée par Zeus, qui se porte contre les mères voire contre les enfants. Ces histoires ont certes des aspects érotiques qui expliquent leur popularité. Mais elles ont plus encore une dimension religieuse et sociale, servant notamment pour le prestige de localités associées aux unions du dieu ou de lignages et cités qui se rattachent à un de ses enfants, qui sont forcément des individus exceptionnels en tant que progéniture du plus puissant des dieux,.
Héraclès, l'homme le plus fort du monde, est le principal héros humain enfanté par Zeus. Pour une fois, selon ce qui est conté dans l’Iliade, le but du dieu était bien de mettre au monde un mortel hors norme qui serait roi d'Argos. Il choisit donc pour mère Alcmène, épouse d'Amphitryon, un des membres de la lignée royale argienne. Il prend l'apparence de son mari, fait en sorte que la nuit dure trois fois plus que la normale, et couche avec elle. Son mari apprend plus tard la tromperie, alors qu'Alcmène est également enceinte d'un second enfant qui est bien de lui. Héra contrecarre les projets de Zeus en avançant la venue au monde d'Eurysthée, un autre membre de la lignée royale, qui devient roi. Héraclès est donc condamné à vivre comme son serviteur dans son royaume, ou bien à errer en dehors, subissant à plusieurs reprises la colère d'Héra et nécessitant parfois l'appui de Zeus (et surtout d'Athéna). Il surmonte cependant ces épreuves, et après sa mort il est rendu immortel et intègre l'Olympe avec l'assentiment d'Héra, recevant en mariage la déesse Hébé, fille de Zeus et d'Héra. 

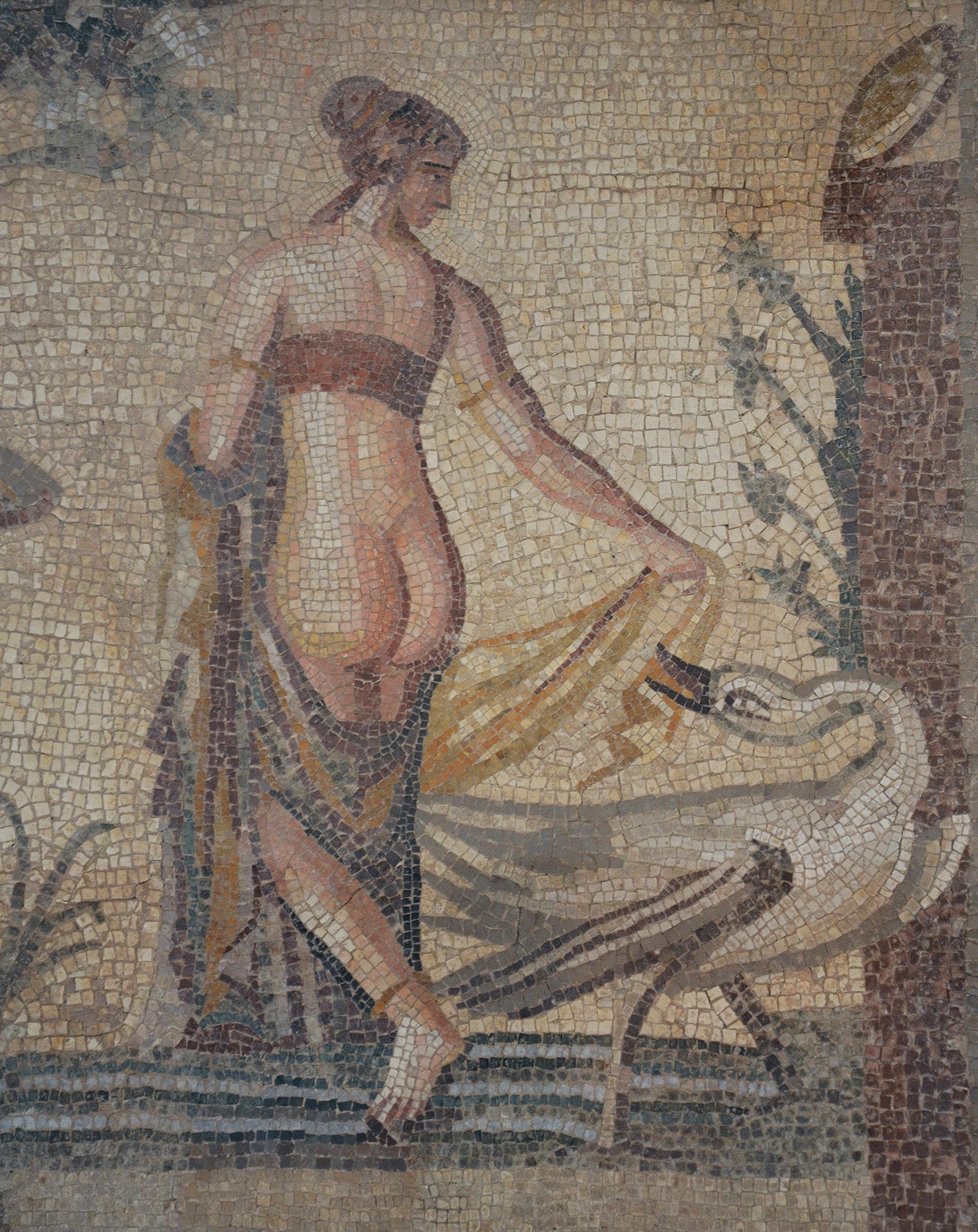
Léda et Zeus métamorphosé en cygne. Mosaïque de Palaipafos (Chypre), ap. J.-C. Musée de Palaipafos.

Hélène, la plus belle femme du monde, est la principale héroïne mortelle née de Zeus. Plusieurs versions de sa naissance existent, dans lesquelles son père est systématiquement Zeus, mais sa mère est ou bien la déesse Némésis, la personnification de la rétribution, ou bien la mortelle Léda, reine de Sparte, épouse de Tyndare. Dans les versions où Léda est la mère d'Hélène, notamment celle d'Euripide, Zeus se métamorphose là encore en cygne et s'unit à la mortelle. C'est cette variante qui finit par s'imposer dans la littérature comme dans l'art,,. Hélène a pour frères les Dioscures, Castor et Pollux (Polydeuce), le second étant selon la version la plus courante également un fils de Zeus (dans l'Odyssée ils le sont tous les deux, dans le Catalogue des femmes d'Hésiode aucun des deux ne l'est).
Un autre grand héros né de Zeus est Persée, dont la mère est Danaé, princesse de Sparte fille d'Acrisios. Son père ayant reçu pour prophétie que son petit-fils le tuerait une fois devenu adulte, il enferme sa fille, dans une chambre souterraine de bronze ou bien une tour de bronze, afin qu'aucun homme ne puisse l'approcher. C'est sans compter sur la ruse de Zeus, qui se métamorphose en pluie d'or pour s'unir à elle.

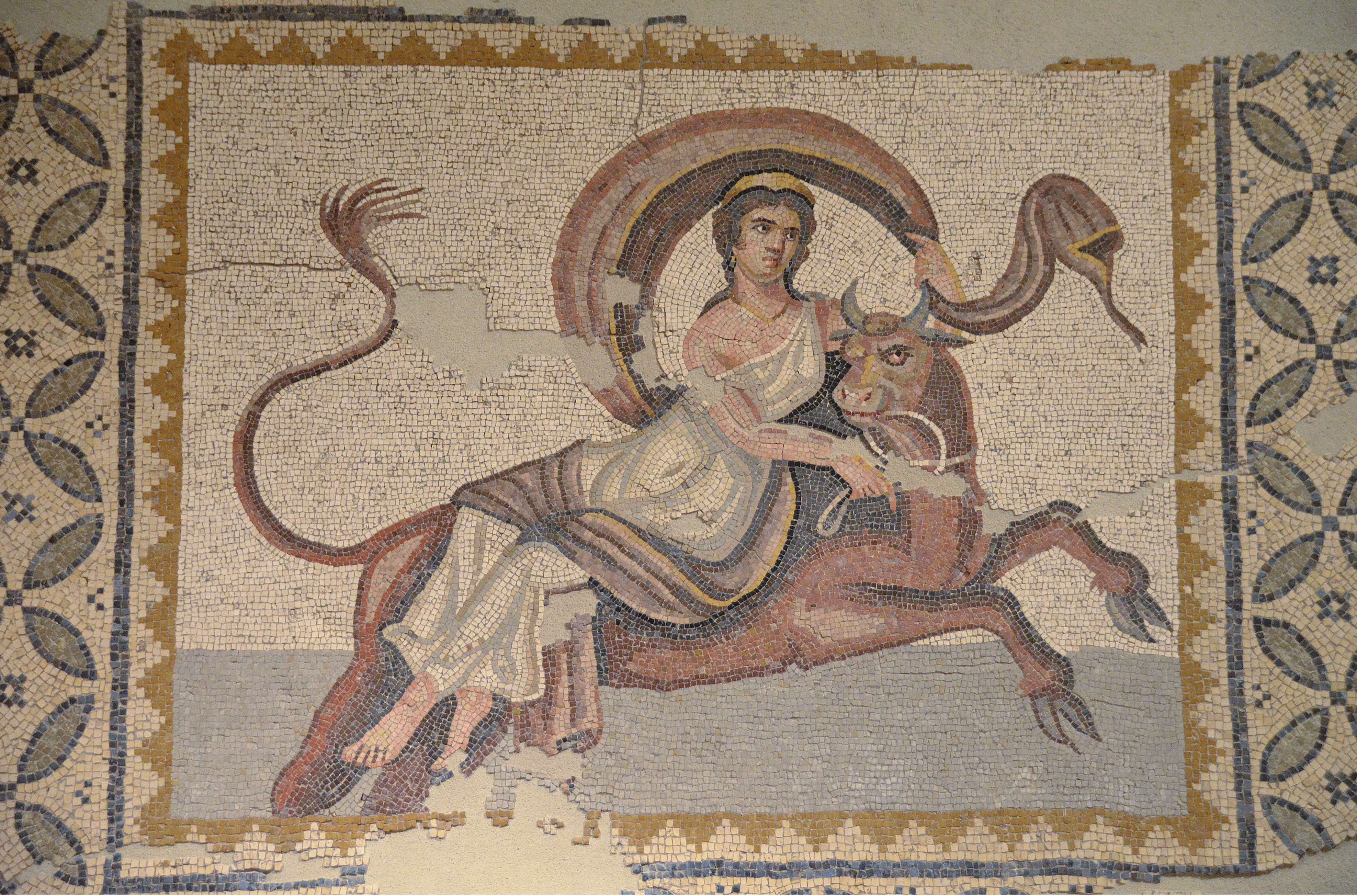
Le rapt d'Europe par Zeus sous la forme d'un taureau. Mosaïque de Byblos (Liban), III ap. J.-C. Musée national de Beyrouth.

L'un des récits de rapt de Zeus les plus populaires est celui d'Europe, la fille du roi Agénor de Tyr (en Phénicie). Alors qu'elle est sur la plage en compagnie de ses suivantes, Zeus se métamorphose en taureau, l'attire vers lui et l'emporte dans la mer, jusqu'en Crète. Elle donne naissance à Minos et Rhadamante, et aussi à Sarpédon selon certains auteurs. Zeus offre de somptueux cadeaux à Europe, dont il arrange ensuite le mariage avec Astérios, roi de Crète, ce qui permet à son fils Minos de devenir roi à son tour,,. 

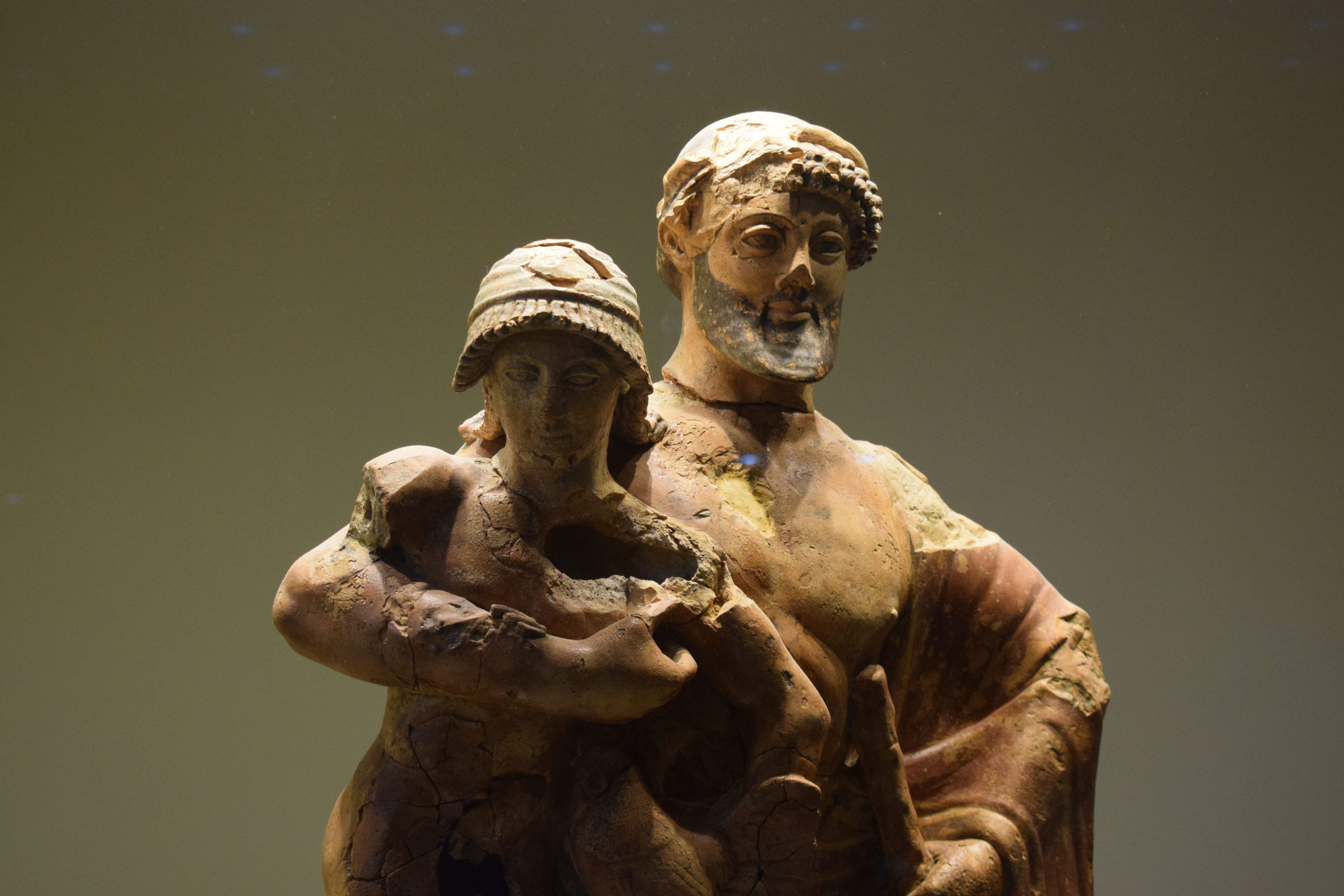
Zeus enlevant Ganymède (480-470 av. J.-C.)

La relation homosexuelle la plus connue de Zeus est celle avec Ganymède, jeune prince de Troie, le plus beau des mortels. Il est enlevé par le dieu métamorphosé en aigle, ou bien par un aigle envoyé par le dieu. Il est conduit à l'Olympe, où il devient l'échanson de Zeus. Le père de Ganymède reçoit des présents somptueux de la part de Zeus en compensation de cet enlèvement,.

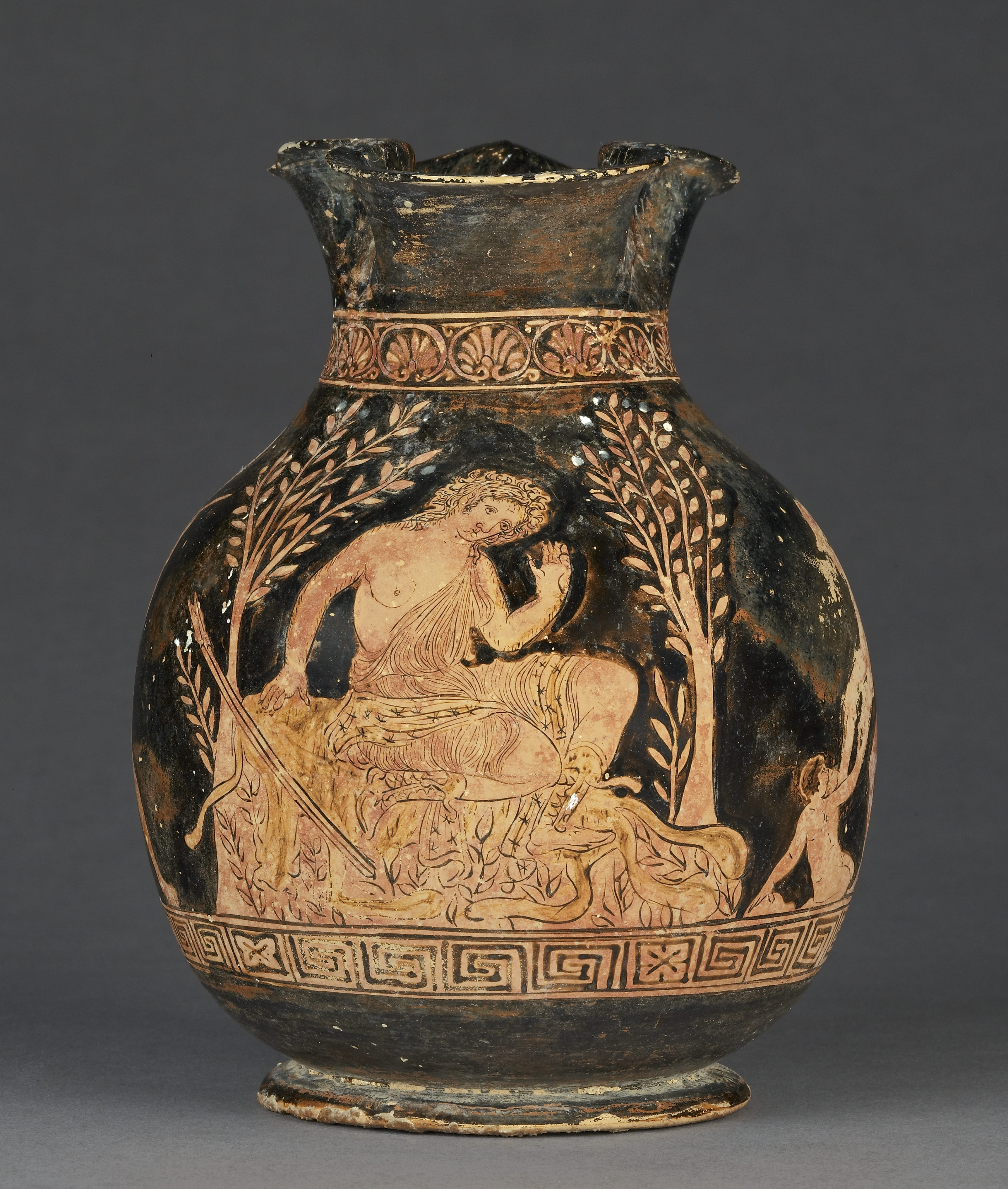
Callisto se transformant en ourse. Vase apulien à figures rouges, v. 360 av. J.-C. Getty Museum.

Le cas de Callisto, princesse d'Arcadie, a donné lieu à diverses histoires. Selon Ovide, Zeus il prend l'apparence d'Artémis pour s'approcher d'elle. Le fait d'avoir perdu sa virginité cause son expulsion du groupe d'Artémis. Elle donne à Zeus un fils Arcas, qui devient roi d'Arcadie. La mère est transformée en ours, soit par Zeus pour la dissimuler à Héra, soit par Héra dans sa colère. Elle trouve la mort soit par les flèches d'Artémis, soit par celles de son fils Arcas, le tueur ignorant dans tous les cas la véritable identité de la victime. Dans la version d'Ovide, Zeus transporte la mère et le fils dans le ciel, où ils deviennent les constellations de la Grande Ourse et du Bouvier,,.
Parmi les autres victimes de Zeus se trouve la nymphe Io, prêtresse d'Héra à Argos. Suscitant le désir du dieu, qui se métamorphose en nuage pour l'approcher, elle se retrouve prise au milieu d'une lutte entre celui-ci et son épouse. Cela conduit à sa transformation en vache, soit par Zeus pour la soustraire à Héra, soit par Héra pour la soustraire à Zeus. Dans tous les cas Héra la place sous la garde d'Argos Panoptès, gardien de troupeau sans pareil puisqu'il ne dort jamais et a des yeux sur tout son corps. Zeus charge Hermès de s'en débarrasser, et il parvient à le tuer par ruse. Io, toujours sous la forme d'une vache, est harcelée par un taon envoyé par Héra, de manière à l'empêcher de rester au même endroit. Finalement elle s'établit en Égypte où Zeus lui rend sa forme d'origine, et où elle lui donne un enfant, Épaphos,. 
Ces récits dressent un tableau pathétique des jeunes filles avec lesquelles couche Zeus, qui sont soumises à plusieurs épreuves. W. Burkert a tiré de plusieurs de ces histoires (notamment celle de Callisto) un récit archétypal qu'il a surnommé la « tragédie de la jeune fille » (« girl's tragedy »),. Ce motif interroge plus largement sur la caractérisation des relations sexuelles de Zeus avec les jeunes femmes et hommes mortels, et la place du viol par des dieux dans les mythes grecs,,.

## Zeus dans la poésie et la pensée grecques
Chez les auteurs et penseurs de la Grèce antique, la figure incontournable de la religion qu'est Zeus devient aussi une figure littéraire et philosophique. Chez les poètes à partir d'Homère, c'est un personnage de fiction. D'une manière générale Zeus est traité comme une figure distante, comme en témoigne le fait qu'il n'a pas d'épiphanie sous forme humaine dans les mythes, et n'apparaît sur scène dans aucune des tragédies connues. Ils proposent des reconfigurations à partir d'un socle commun formé par des éléments qui dérivent du Zeus des cultes, et des œuvres fondatrices, d'Homère et d'Hésiode. Il n'y a pas une vision unique de Zeus, mais différentes approches du dieu, suivant une vision propre à chacun de ces auteurs qui sont autant de « créateurs » apportant leur touche personnelles à cette figure. Les penseurs (notamment les philosophes) proposent quant à eux des interprétations du dieu qui l'inscrivent dans les courants de pensée développés dans les cités grecques. 
Les principaux traits de Zeus en tant que personnage de fiction sont posés dans les deux épopées homériques, l’Iliade et l’Odyssée, dont la date de composition est située dans la seconde moitié du VIIIe siècle av. J.-C. La première fait intervenir Zeus à plusieurs reprises, parmi lesquelles plusieurs scènes ont eu une grande postérité littéraire. Zeus y occupe la place de dieu souverain, plus puissant que les autres. La trame de l'intrigue est censée suivre la « décision de Zeus » (Dios boulè,  I, 5), mais celle-ci n'est pas explicitée et a suscité diverses réponses dans l'Antiquité. Un long passage, au chant XIV (153-360), a été surnommé la « tromperie de Zeus » (Dios apate), car il est dupé par son épouse Héra, qui le séduit et couche avec lui pendant que Poséidon va aider les Achéens sur le champ de bataille. Cette description de la sexualité des dieux n'a pas manqué de susciter des critiques dans l'Antiquité. À son réveil, Zeus revient à ses esprits et se met en colère contre son épouse. Il lui remémore alors (XV, 18-24) le moment où il l'a suspendue dans le vide depuis le ciel avec une chaîne d'or (manifestement parce qu'elle avait essayé de provoquer la mort d'Héraclès), épisode du « châtiment d'Héra » qui inspire dans les siècles suivants diverses interprétations allégoriques. Le lien ambigu entre Zeus et le sort des humains intervient en plusieurs passages, notamment lors du combat entre Achille et Hector, quand il utilise une balance d'or qui bascule jusqu'à pointer vers la mort d'Hector, pourtant un des favoris du roi des dieux (XXII, 208-213) ; ou encore quand Achille parle à Priam venu rechercher le cadavre de son fils des deux jarres dont dispose Zeus pour envoyer bienfaits et maux aux humains (XXIV, 525-533),. Dans l’Odyssée, Zeus est moins présent. Il a été souligné que le Zeus de l’Odyssée présente quelques différences avec le Zeus de l’Iliade, car il y présente un intérêt plus prononcé à l'application de la justice, mais donne aussi plus de place aux responsabilité des humains dans leur propre sort,,.
C'est le fil qu'ont filé les dieux pour les pauvres mortels :

vivre dans le tourment. Eux, ils sont sans angoisse.

Car deux jarres sont posées sur le sol de Zeus.

Ses dons mauvais sont dans l'une, l'autre est pour ses bienfaits.

À qui Zeus, qui prend plaisir à la foudre, fait le don d'un mélange,

cet homme rencontre tantôt un mal, tantôt un bien.

À qui il donne des dons lugubres, il en fait un réprouvé

qu'un taon malsain, dévoreur de bœuf, entraîne sur la terre divine,

et il vagabonde, sans estime ni des dieux, ni des mortels.
— Homère (trad. P. Judet de La Combe), Iliade, XXIV, 525-533.

« Ah ! misère ! Écoutez les mortels mettre en cause les dieux ! C'est de nous, disent-ils, que leur viennent leurs maux, quand eux, en vérité, par leur propre sottise, aggravent les malheurs assignés par le sort. »

— Odyssée, I, 57 (trad. P. Mazon).
La Théogonie d'Hésiode, datable du début du VIIe siècle av. J.-C., est un texte majeur pour célébrer la puissance de Zeus et son statut souverain. Son titre, attribué bien après la mort de son auteur, signifie « naissance des dieux », et ce n'est du reste pas le seul à avoir traité de l'origine des dieux dans l'Antiquité, même si c'est manifestement celui qui a connu le plus de succès, la plupart des autres n'étant connus que par des fragments. Ce texte est plus justement défini comme un long chant en l'honneur de Zeus, qui raconte comment il est devenu le roi des dieux et s'achève au moment où son ordre est mis en place sur le cosmos. Le récit alterne des généalogies divines avec des passages narratifs dont Zeus est le protagoniste, car « l'ordre chronologique dominant laisse apparaître le souci constant de légitimer l'état actuel du monde, sur lequel Zeus règne définitivement. » L'autre œuvre maîtresse d'Hésiode, Les Travaux et les Jours, rapporte divers mythes concernant Zeus (Prométhée, Pandore, le mythe des races), des leçons sur la justice (notamment la confiance dans le rôle justicier de Zeus aux vers 265 à 285) et le travail, des recommandations sur les travaux des champs et le commerce maritime, d'autres prescriptions de comportement et enfin un almanach. Zeus est la cause première de tous ces conseils, qui reflètent l'ordre qu'il a mis en place.
Zeus, qui décide si l'homme est louable ou inavouable,

dit ou maudit, par son seul vouloir d'immense Cronide.

Il fortifie d'un geste, d'un geste il fustige la force,

il rabaisse l'insigne, d'un geste il hausse l'infirme,

il redresse d'un geste le tors et tord qui se dresse —

Zeus grondant aux cieux, habitant une haute demeure !

Daigne entendre, exauce, perpétue ta justice !
— Hésiode (trad. P. Brunet), Les Travaux et les Jours, 3-9.
Plusieurs des poètes lyriques de l'époque archaïque poursuivent les réflexions d'Homère et d'Hésiode sur la justice de Zeus et sa maîtrise de leurs destinées, apportant des réponses différentes : ainsi Sémonide d'Amorgos (v. 650) a une approche pessimiste sur la capacité des hommes à comprendre les volontés de Zeus, Solon (v. 600) a foi dans le fait que Zeus punit les mauvais et récompense les bons, tandis que Théognis (v. 540) est de l'avis inverse et considère que ceux qui agissent mal ne sont pas moins bien traités que ceux qui font le bien,.
En revanche certains des philosophes présocratiques (Xénophane, Héraclite) critiquent la vision homérique et hésiodique des divinités, en premier lieu leur tendance à trop les humaniser par l'apparence comme par le comportement (anthropomorphisme), critique qui perdure par la suite et vise en particulier la manière dont Zeus est décrit comme un personnage soumis aux passions. Cela débouche sur la conception d'une divinité plus importante que les autres, associée au principe primordial, qui peut être Zeus. Pour Héraclite, le feu est le principe dominant, et il semble bien penser à Zeus quand il dit que « la foudre gouverne tout chose » (fragment 64), parce qu'elle est la forme la plus puissante du feu, mais Zeus n'est qu'un des noms possibles de ce principe (fragment 32),.
Dans le théâtre athénien du Ve siècle av. J.-C., Zeus est à la fois une figure omniprésente et lointaine, puisqu'il est souvent évoqué comme jouant un rôle majeur dans les intrigues, mais n'apparaît jamais sur scène dans les pièces connues, à la différence d'autres dieux,. Eschyle (525-456) considère en général que les dieux commandent aux événements qu'il met en scène, et Zeus en particulier. Selon P. Vidal-Naquet, « la domination de Zeus, la transcendance de Zeus, le triomphe final de Zeus sont à l'horizon de toute l’œuvre d'Eschyle. » D'une manière générale Eschyle considère que la manière dont Zeus exerce sa justice est largement incompréhensible pour les humains, bien qu'elle soit en fin de compte juste et qu'il faille lui faire confiance,. 

« LE CHŒUR : Ah ! Si le dénouement pouvait être celui de nos vœux ! Le désir de Zeus n'est point aisé à saisir. Mais, quoi qu'il arrive, il flamboie soudain, parfois en pleines ténèbres, escorté d'un noir châtiment, aux yeux des hommes éphémères.

Il retombe toujours d'aplomb, jamais ne va à terre, le sort dont Zeus a décidé d'un signe de son front qu'il devait s'achever. Les voies de la pensée divine vont à leur but par des fourrés et des ombres épaisses que nul regard ne saurait pénétrer.

Zeus précipite les mortels du haut de leurs espoirs superbes dans le néant ; mais sans s'armer de violence : rien ne coûte d'effort à un dieu. Sa pensée trône sur les cimes et de là même achève ses desseins, sans quitter son siège sacré. »

— Eschyle (trad. Paul Mazon), Les Suppliantes.
Zeus est encore une source d'inspiration pour les poètes de l'époque hellénistique (323-30 av. J.-C.). Callimaque de Cyrène (v. 305-240) lui consacre un de ses hymnes aux dieux, dans lequel il évoque les différentes localisations possibles pour sa naissance, et son statut souverain, auquel il associe son roi, Ptolémée II d'Égypte. Aratos de Soles (v. 315-245) place Zeus en introduction de son long poème Les Phénomènes (vers 1-5) le décrivant comme un dieu omniprésent et indispensable aux humains. Dans Les Argonautiques d'Apollonios de Rhodes (v. 295-215), rapportant les aventures de Jason et de l'équipage de l'Argo, Zeus reste la figure lointaine dont les plans s'accomplissent, même s'il reste insondable pour les esprits des mortels.
Les philosophes développent d'autres approches, jusqu'à identifier dans certains cas Zeus à une puissance divine transcendante, même s'il est souvent relégué à un second rang, soumis à un principe supérieur créateur de tout. Chez Platon (428-347) apparaît une figure de « démiurge », divinité suprême bonne et sage créatrice du monde, mais qui ne joue pas de rôle particulier dans sa régulation. Cela donne donc à Zeus une place plus réduite qu'il n'a dans les mythes et la religion civique, mais le philosophe n'entend pas bannir son culte de sa cité idéale. Il continue d'exercer les rôles habituels qui lui sont attribués, notamment ceux de roi des dieux et garant de la justice. Il administre clairement le monde de façon juste (Gorgias, 523a3-524a7), et est une sorte de dieu-philosophe qui sert de guide pour les immortels qu'il amène dans un monde supra-céleste pour contempler les Idées (Phèdre, 246a2-256e2).
Les Stoïciens développent à leur tour une théologie qui intègre certains dieux traditionnels en les soumettant à un principe supérieur et en repensant leur rôle. Zeus est associé à la raison cosmique, le logos, et à l'éther, forme d'air qui anime tout. L'un des principaux philosophes stoïciens, Cléanthe (330-232) compose un Hymne à Zeus qui suit le style traditionnel des hymnes mais fait de Zeus le nom du divin en soi, les autres divinités n'étant en fin de compte que des aspects de lui,. 
Ô le plus glorieux des Immortels, toi, dont le nom est multiple, et la toute-puissance éternelle,

Zeus, principe de la nature, dont la loi règne sur toute chose,

Je te salue ! Car tous les mortels ont le droit de t'adresser la parole.

C'est que notre race est sortie de toi, et qu'à nous seuls, de tous les êtres mortels

Qui vivent et rampent sur cette terre, il a échu d'imiter ta voix. 

Je te célébrerai donc par mes hymnes et je chanterai toujours ta puissance.
— Cléanthe (trad. E. Blanc), Hymne à Zeus (v. 1 à 6).
Lucius Annaeus Cornutus (Ier siècle av. J.-C.), dans son Compendium de mythologie grecque, se livre à des réflexions étymologiques qui rapprochent notamment le nom de Zeus du mot grec signifiant la « vie » (zen) et de ce « à travers » (dia) quoi tout vient au monde et est préservé. Les interprétations allégoriques de Zeus ont été prolongées par ces différents courants philosophiques, notamment les Stoïciens, qui identifient ce dieu à l'éther, l'air le plus pur et le plus chaud se trouvant dans les hauteurs aux limites du cosmos. Ces approches se sont en particulier intéressées à la chaîne d'or en tirant sur laquelle Zeus prétend pouvoir emporter à lui seul tous les dieux olympiens grâce à sa force supérieure dans l’Iliade (VIII, 17-27). Elle a pu être vue comme une allégorie cosmique, la chaîne d'or symbolisant selon les auteurs le lien qui maintient l'univers, le soleil et des planètes, les quatre éléments, le « premier moteur » d'Aristote, le destin stoïcien, ou encore un lien entre les mondes humain et divin. La chaîne d'or sert aussi à Zeus à châtier Héra dans le ciel dans un autre passage de l’Iliade (XV, 18-21), interprété comme une allégorie des quatre éléments. Ces relectures allégoriques se prolongent dans la littérature médiévale byzantine et latine (voir plus bas).
Dans le courant « orphique », dont la nature exacte est débattue, le corpus des papyrus de Derveni (Ve siècle av. J.-C. ?) comprend un hymne à Zeus qui l'élève au rang de fondement de toutes choses. Autrement, le Zeus des hymnes orphiques plus tardifs correspond à celui des traditions religieuses courantes, mais avec des mythes originaux qui ne sont souvent révélés que par des allusions et restent difficiles à comprendre, qui ont notamment trait à son rôle de créateur.
Une approche marginale des divinités tend à les rationaliser à l'extrême, jusqu'à les voir comme des humains du passé dont l'histoire et la nature ont été modifiées profondément, au point qu'ils ont été perçus comme des êtres surnaturels digne d'être l'objet d'un culte. Ce courant, l'évhémérisme, doit son nom à son initiateur, Évhémère (v. 316-260). Chez lui, Zeus est à l'origine un homme, devenu le roi du monde après son père le mauvais roi Cronos contre qui il s'était révolté. À sa mort, il est enterré en Crète, ce qui explique la tradition locale qui lui rend un culte sur sa tombe. Ce récit eu une certaine influence à Rome par le biais de sa traduction par le poète Ennius (239-169). Il influence notamment Cicéron quand il divise Jupiter en plusieurs personnages, dieux et héros, portant le même nom. Le récit évhémériste est ensuite repris par des auteurs chrétiens dans leurs propos contre les divinités païennes,.
L'héritage des discours classiques sur Zeus est repris et repensé par des auteurs grecs de l'époque romaine impériale, notamment ceux marqués par le courant de la « seconde sophistique », qui prennent pour modèle les grands auteurs du passé et rédigent divers discours sur des sujets variés, dont la religion et les dieux, s'inspirant aussi des approches des philosophes. Dion Chrysostome (v. 40-120) s'intéresse à Zeus dans certains de ses discours. Le Discours XII, dit Olympique s'interroge sur la manière de représenter le dieu en statue, et se livre à une réflexion sur ses différentes épithètes. Le Discours XXXVI ou Borysthénitique rapporte un récit de création de l'univers dont il situe l'origine chez les Mages de Perse, mais qui est en fait un récit allégorique dans la plus pure tradition savante grecque, dans lequel l'union de Zeus et d'Héra, respectivement les éléments de l'éther et de l'air, contribue à donner naissance au monde. Lucien de Samosate (v. 120-180) se livre quant à lui à des pastiches des récits mythologiques antérieurs, notamment ceux d'Homère, dont il pointe divers travers déjà relevés par d'autres, dans une veine comique. Zeus est un personnage de plusieurs de ses compositions, notamment le Zeus tragédien et le Zeus confondu qui exposent la réaction du roi des dieux aux débats qui agitent les mortels à propos de son implication dans le destin,,.
Durant l'Antiquité tardive, le courant philosophique néoplatonicien prend une coloration plus théologique que ceux des époques antérieurs, dans un contexte marqué par un contexte de rivalité avec le christianisme. Le dieu suprême est l’Un, une entité transcendante abstraite, et les divinités traditionnelles dont Zeus lui sont considérées comme inférieures. Proclus (412-485) semble quant à lui identifier Zeus et le démiurge platonicien, en démultipliant Zeus en plusieurs figures situées à différents niveaux de sa hiérarchie divine.

## Attributs et symboles

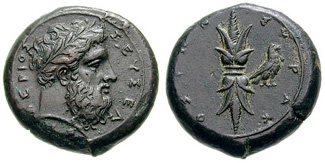
Monnaie de Syracuse représentant à l'avers la tête de Zeus Eleutherios (« libérateur ») de profil avec une couronne, et au revers le foudre et l'aigle de Zeus. Vers 357-354 av. J.-C.
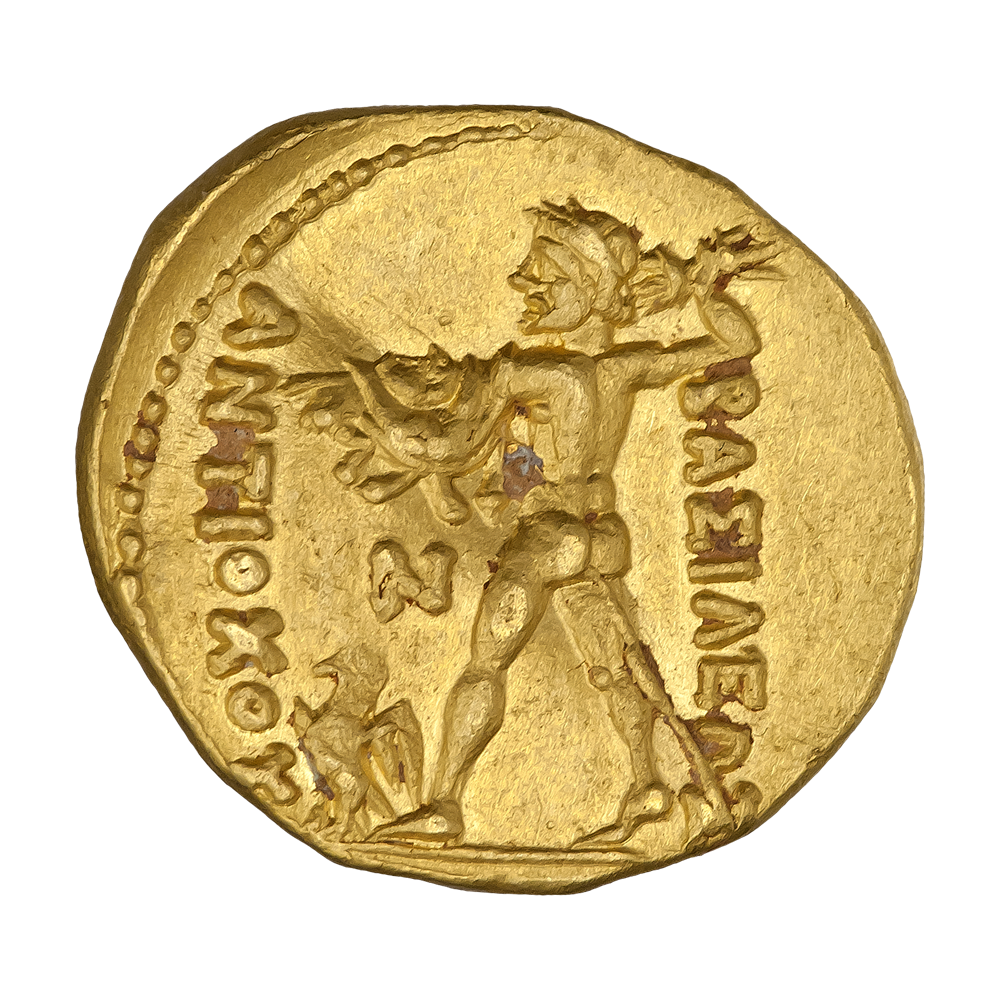
Monnaie gréco-bactrienne de Diodote Ier représentant au revers Zeus nu, brandissant le foudre d'un bras et tenant l'égide de l'autre, avec un aigle à ses pieds. Vers 250 av. J.-C.
Monnaie séleucide d'Antiochos V représentant au revers Zeus trônant, tenant un sceptre et la victoire, sur le modèle de la statue d'Olympie. Vers 164-162 av. J.-C.

### La/le foudre

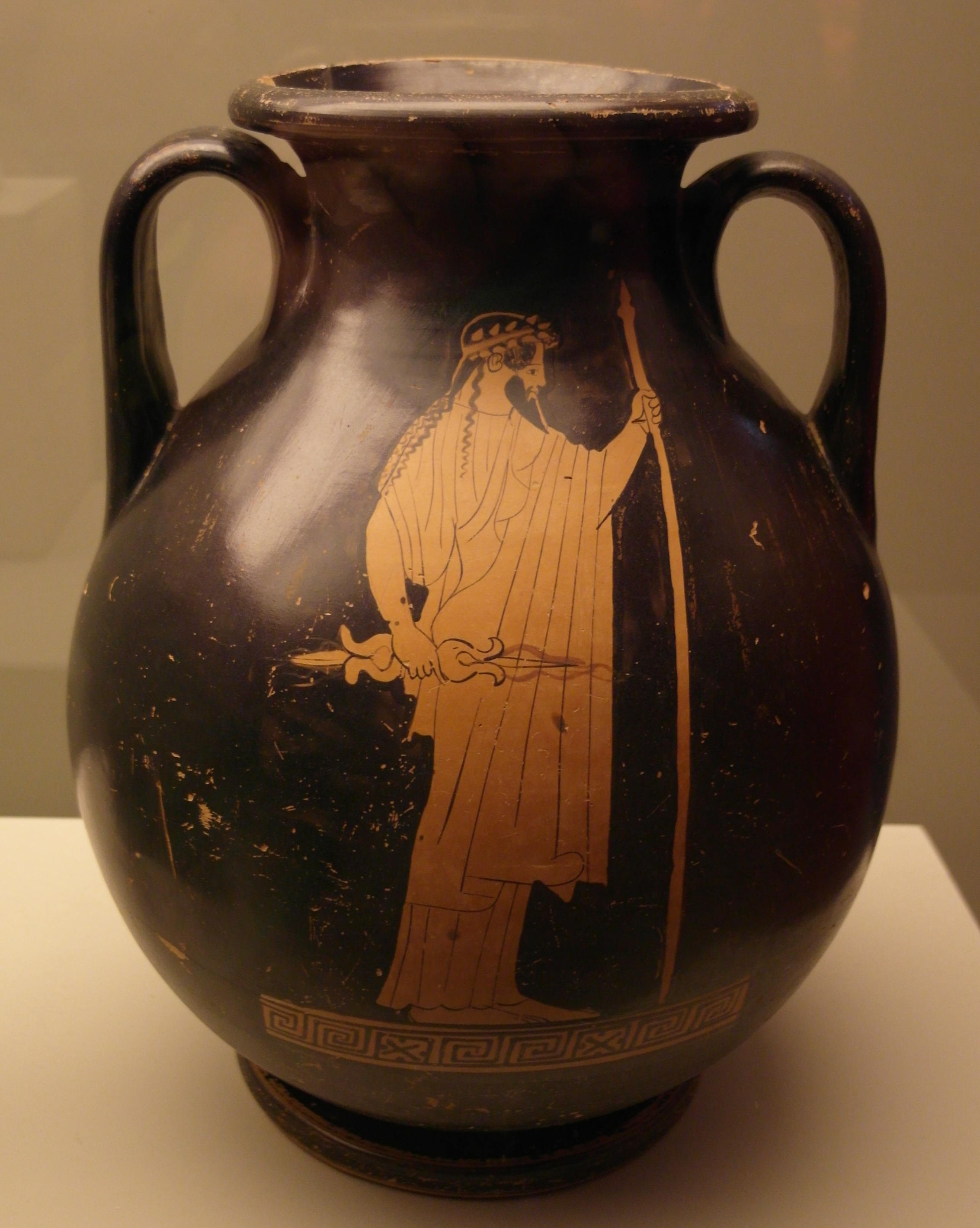
Zeus tenant le foudre de la main droite et un bâton/sceptre de la main gauche. Vase attique à figures rouges, v. 470 av. J.-C.

La foudre est un attribut majeur de Zeus. Elle renvoie à son rôle de dieu céleste et à sa puissance inarrêtable, qu'elle manifeste aux humains. Elle lui permet de frapper ses ennemis et ceux qui ont porté atteinte à son ordre,,,. Chez Hésiode, c'est la source de sa force, une arme redoutable cachée par Gaïa, qui lui est donnée par les Cyclopes après qu'il les ait libérés du Tartare (Théogonie, 501-506). Elle lui permet de vaincre les Titans et Typhon. Dans le culte, il porte des épithètes telles que Keraunios « de la foudre » et Kataibates « qui fait descendre (l'éclair/la foudre du ciel) », notamment sur les lieux frappés par la foudre qu'on considère comme ayant été décrétés inviolables et inaccessibles par le dieu,. Dans l'art, le foudre (au masculin) est un de ses attributs distinctifs, depuis les plus anciennes images le représentant en train de le brandir à l'époque archaïque. Il est représenté sous la forme d'un faisceau d'éclairs que tient le dieu d'une main,.

### Le sceptre et le trône

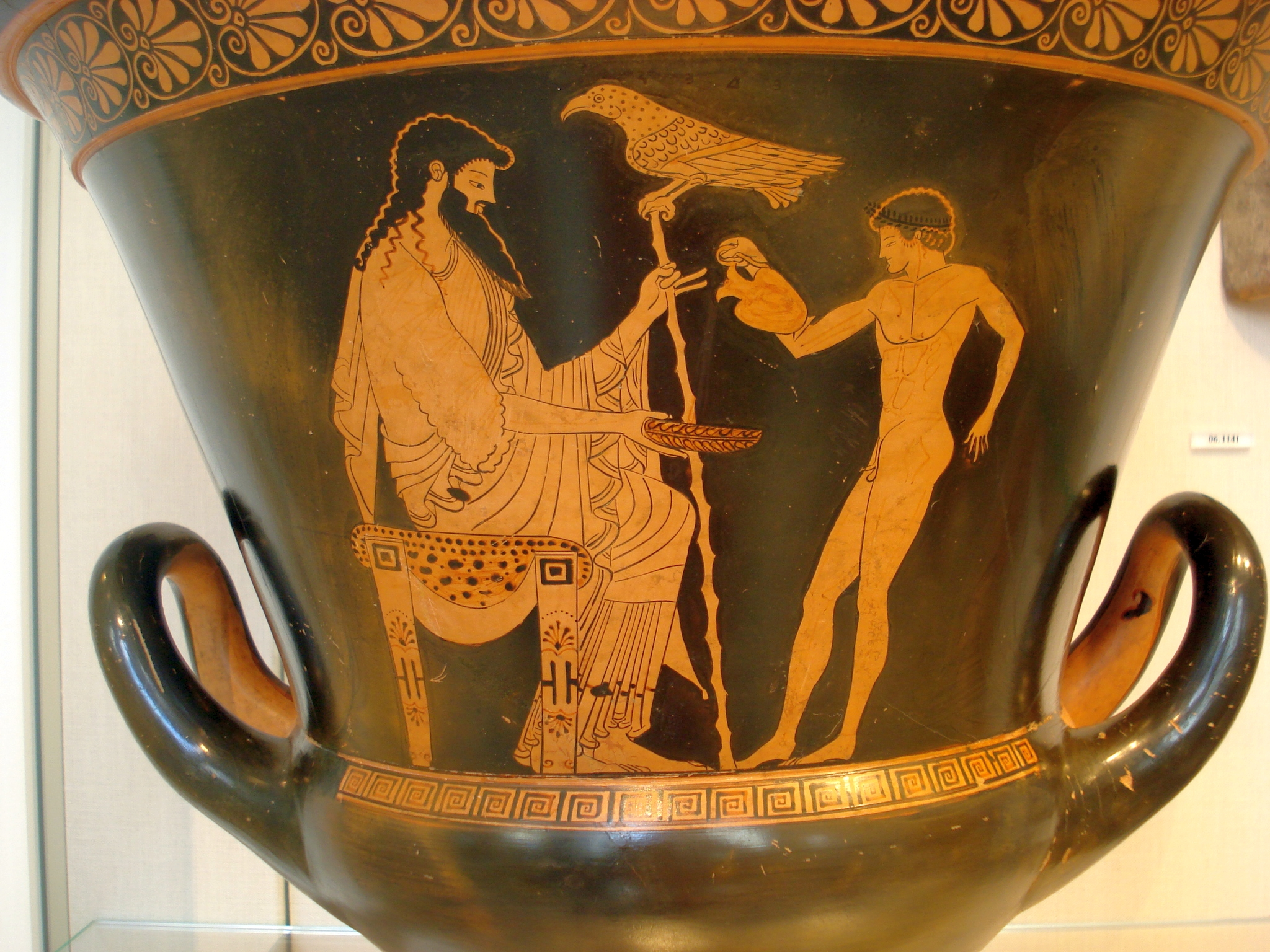
Ganymède versant une libation à Zeus, assis et tenant une phiale et un bâton/sceptre sur lequel est posé un aigle. Cratère à figures rouges du Peintre d’Eucharidès, v. 490-480 av. J.-C. Metropolitan Museum of Art.

Le statut souverain de Zeus est plus directement marqué par deux attributs de la royauté, le sceptre et le trône. Il est souvent représenté sur un trône tenant un sceptre, notamment dans sa statue de culte d'Olympie. Le sceptre symbolise en particulier la capacité à commander et à légiférer, et est relié à la justice et au serment. L’Iliade répète à plusieurs reprises (II, 46, 100-108, 186 et 268) qu'il est celui qui octroie le sceptre aux rois, leur conférant ainsi leur autorité. Zeus aurait ainsi confié un sceptre forgé par Héphaïstos à Hermès pour qu'il le donne à Pélops, qui ensuite le transmet à ses descendants, et se trouve entre les mains d'Agamemnon au moment de la guerre de Troie (Iliade II, 100-108). Pausanias rapporte qu'il est réputé être conservé à Chéronée (IX, 40, 11) où il est une sorte de relique qui fait l'objet d'un culte à la signification discutée. Zeus partage le trône et le sceptre avec son épouse Héra, qui est directement associée à son exercice de la souveraineté. Elle est ainsi dite Homothronos, « qui partage le trône (de Zeus) » par Pindare (Néméennes XI, 1-2).

### L'aigle

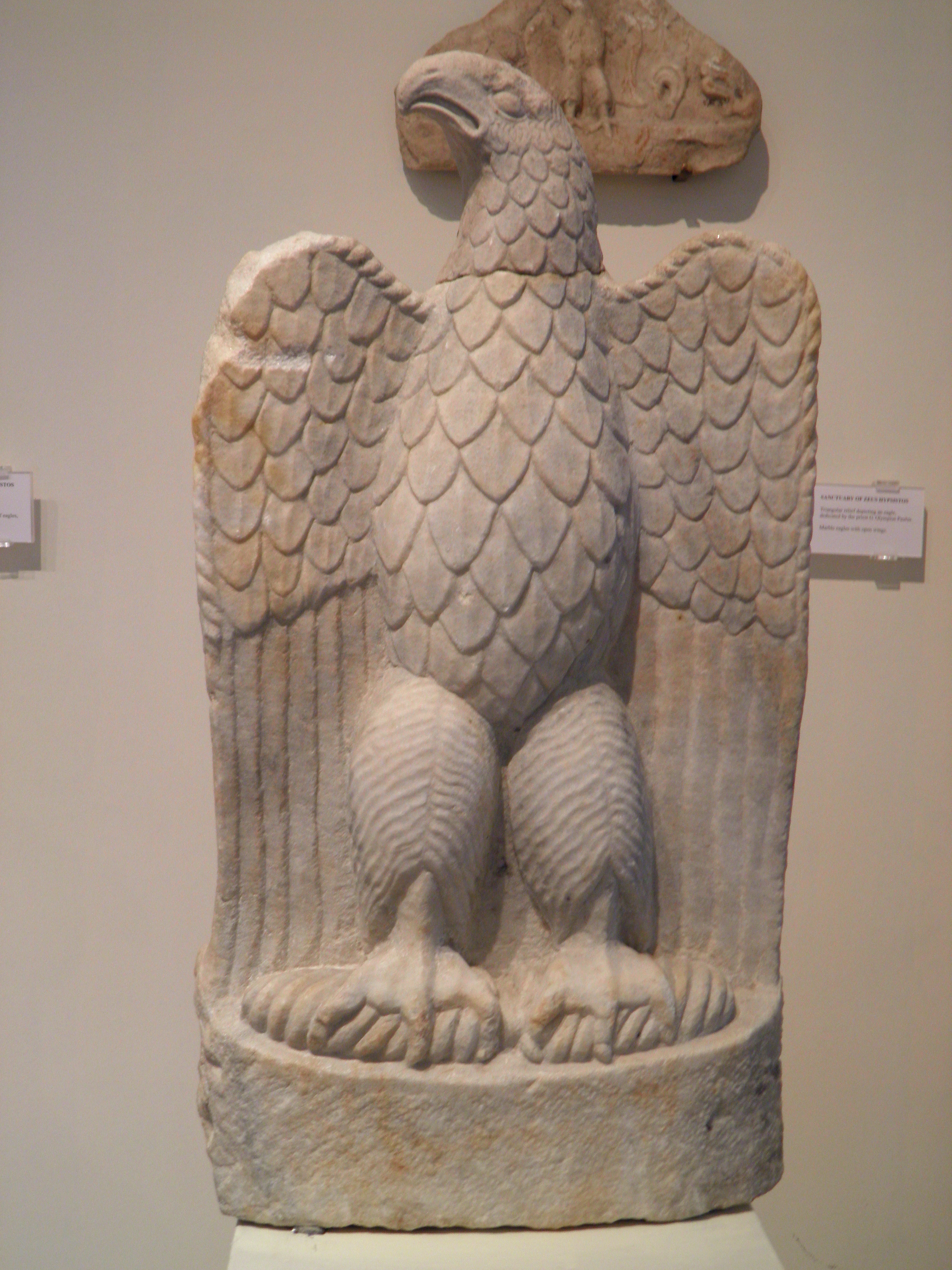
Sculpture d'un aigle provenant du temple de Zeus Hypsistos de Dion. Musée archéologique de Dion.

Zeus a pour animal-attribut l'aigle, l'oiseau le plus majestueux suivant les conceptions antiques. Cette association s'explique par le fait que c'est un prédateur qui règne dans le ciel, dégage une impression de puissance et de pouvoir, peut-être aussi parce qu'il est vu comme un symbole de l'éclair et de la foudre. Cet animal est aussi vu comme un symbole de victoire, et joue un rôle dans la divination. Quelques mythes relient directement Zeus à l'aigle : l'enlèvement de Ganymède est accompli soit par Zeus métamorphosé en aigle, soit par un aigle, qui en remerciement devient une constellation ; Zeus inflige pour châtiment à Prométhée d'avoir son foie dévoré par un aigle. Une épigramme de l’Anthologie palatine rapporte comment l'aigle est le seul oiseau admis auprès de Zeus, et comment le dieu punit un chasseur crétois qui a abattu un de ces oiseaux d'un trait de flèche (IX, 222). Des représentations d'aigles se trouvent dans des sanctuaires de Zeus ou sur ses statues, à commencer par celle d'Olympie dont le sceptre est surmonté par un aigle,.

### Autres symboles
D'autres symboles concernent plus spécifiquement Zeus sous certaines épithètes ou dans certains lieux.

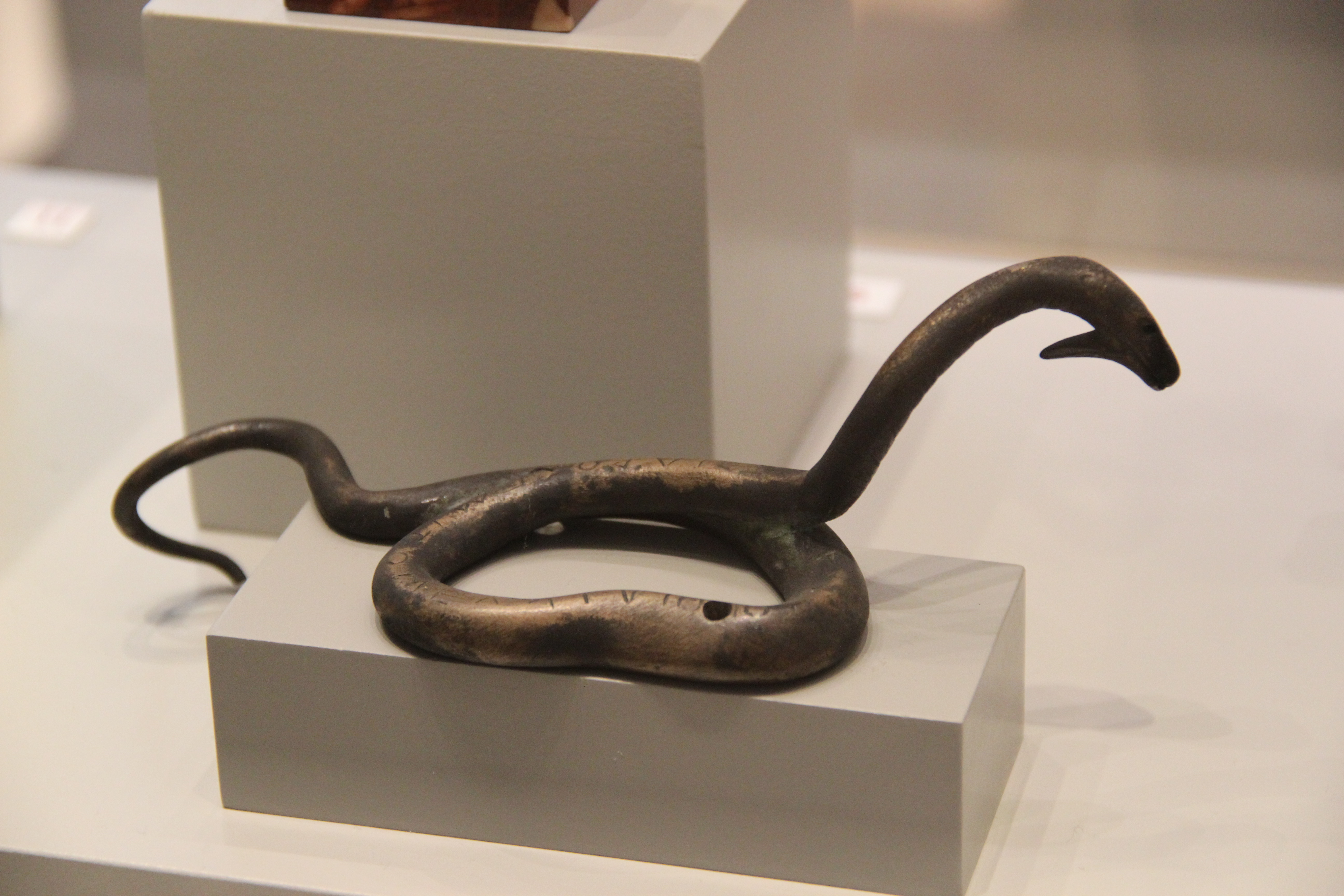
Serpent en bronze voué à Zeus Meilichios. Péloponnèse, première moitié du Altes Museum, Berlin.

Zeus peut être représenté sous la forme d'un serpent quand il prend les épithètes Meilichios et Philios (pour lesquelles il est également figuré sa forme humaine habituelle). Il s'agit plus précisément du serpent appelé drakon, souvent relié au monde souterrain, car il surgit de la terre. Il est donc généralement relié à la sphère « chthonienne ». Mais il a aussi une symbolique « royale », qui pourrait peut-être mieux expliquer son association à Zeus.
L'égide est une peau de chèvre qui sert de cuirasse car elle a la particularité d'être invulnérable, et sa puissance est renforcée par la présence d'une tête de Gorgone. Elle est faite à partir de la peau de la chèvre qui a allaité Zeus alors qu'il était enfant, et elle lui appartient, le protégeant lors du combat contre les Titans. Il porte l'épithète Aigiokhos « qui porte l'égide » dans les épopées homériques. Cependant dans la littérature et l'art, l'égide est surtout un attribut d'Athéna, à laquelle elle a été confiée par son père,.
Zeus est aussi associé au chêne, en particulier à Dodone, où le bruissement du vent dans le feuillage de cet arbre transmet des oracles aux humains. Son association à Zeus pourrait s'expliquer par l'impression de puissance qui s'en dégage, et sa longévité qui renvoie à l'ancestralité.
À Olympie, la couronne d'olivier est portée par le dieu sur sa statue de culte. Les vainqueurs des concours en son honneur en reçoivent en récompense. Selon Pausanias, elles sont tressées à partir des feuilles d'un olivier se trouvant dans le sanctuaire (V, 15, 3), et cette tradition remonte à l'institution de ces jeux par Héraclès (V, 7, 7-8). Le dieu est également souvent représenté avec cette couronne sur des pièces de monnaie (cependant difficile à distinguer d'une couronne de laurier). L'olivier est cependant plutôt vu comme un symbole d'Athéna.
La faculté d'octroyer la victoire est un attribut de Zeus, et la Victoire personnifiée, la déesse ailée Nikè, passe pour sa messagère, au nom duquel elle apporte victoire et protection aux humains. Il est donc un dieu Nicéphore « qui apporte la victoire », comme sa fille Athéna. Dans l'art, la statue d'Olympie de Phidias la place directement dans la main du dieu, en lieu et place du foudre, créant une nouvelle manière d'affirmer la suprématie de Zeus, qui se diffuse sous l'influence de ce modèle.

## Images de Zeus
Bien que Zeus apparaisse par écrit dans les tablettes mycéniennes, aucune représentation de ce dieu dans l'art n'a été identifiée avec certitude. Les plus anciennes représentations de Zeus acceptées par la majorité des spécialistes remontent aux alentours de 700 av. J.-C., dans des représentations du dieu avec son attribut distinctif, le foudre, même si dans certains cas il est représenté comme un dieu imberbe. Son iconographie se développe dans les siècles suivants, durant l'époque archaïque, notamment autour des deux motifs du Zeus au foudre (Keraunios) et du Zeus au trône, qui se retrouvent en figurines, sur des vases peints, puis sur les monnaies au moins à partir du Ve siècle av. J.-C.. 
Dans sa représentation caractéristique telle qu'elle achève de se former à ce moment-là, Zeus est figuré comme un homme d'âge mûr barbu, aux cheveux longs. Il est souvent nu, ou presque, avec simplement un vêtement autour de la taille. Quand il est vêtu, il porte un chiton ou un himation, court ou long, dans de nombreux cas simplement rabattu sur son épaule. Il est représenté debout ou assis sur un trône,,. Il est identifié par ses attributs (notamment pour le distinguer de Poséidon qui a la même apparence que lui, voire d'Asclépios) : le foudre, le sceptre, l'aigle, puis la Victoire Nikè ; il peut aussi tenir une phiale, coupe à libations,.
Dans l'ensemble, Zeus est surtout représenté dans des scènes narratives ou du moins en présence d'autres divinités, et apparaît en fin de compte rarement seul dans l'art de l'époque archaïque (776-480). De nombreuses statues de culte le représentant sont faites à l'époque classique (480-323), notamment au IVe siècle av. J.-C., mais elles ont largement disparu et sont surtout connues par des représentations sur pièces de monnaie ou les descriptions qu'en laisse Pausanias au IIe siècle ap. J.-C.. Il est moins fréquemment représenté à partir de l'époque hellénistique (323-30), hormis dans certaines régions comme l'Anatolie, sans doute en raison de la montée en popularité de divinités plus juvéniles et de divinités d'origine non-grecque,.
Deux types principaux de représentations de Zeus seul sont distingués par les historiens de l'art :
- Les images de Zeus le représentant nu, debout en position d'action, se préparant à lancer le foudre de son bras droit, sont désignées par les historiens de l'art comme Zeus Keraunios « de la foudre » (ou Keraunobolos « qui lance la foudre »), terme repris d'une de ses épithètes de culte. Cette posture résolument guerrière trouve son origine dans l'art égyptien et proche-oriental, et a sans doute été introduite en Grèce sous l'influence des représentations des dieux de l'Orage d'Anatolie. C'est le type de représentation de Zeus le plus répandu aux époques archaïque et classique. Il se diffuse dès le VIIe siècle av. J.-C. par des figurines en bronze offertes dans les sanctuaires du dieu, notamment Olympie et Dodone, est très attesté dans les siècles suivants par des figurines et aussi des reliefs et des peintures sur vase[284]. Durant l'époque hellénistique ces représentations se raréfient[285].
- Les images de Zeus le représentant assis, souvent sur un trône, donc dans sa posture royale. Il apparaît dans cette posture dans des céramiques peintes provenant de Laconie et datées du second quart du VIe siècle av. J.-C., accompagné d'un aigle[286]. L'heure de gloire de ce type de représentation est ouverte par la réalisation de la statue colossale (13,50 mètres de haut) en or et en ivoire (chryséléphantine) réalisée pour le temple de Zeus à Olympie par le sculpteur Phidias et son atelier, dans les années 430. Elle suscite d'innombrables imitations dès après sa réalisation, et jusqu'à l'époque contemporaine[287],[288].

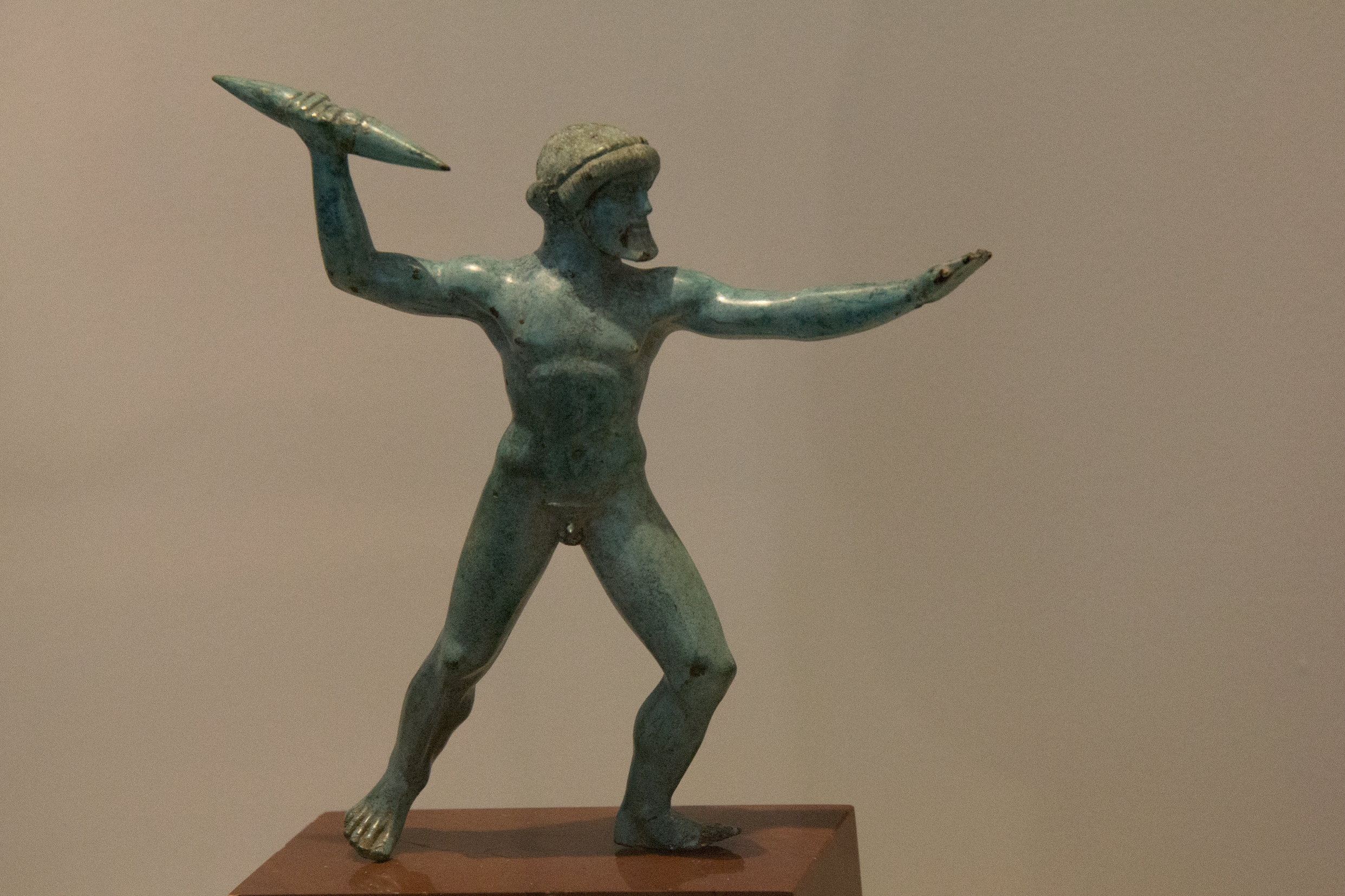
Zeus brandissant le foudre, figurine provenant de Dodone, v. 470 av. J.-C. Altes Museum, Berlin.
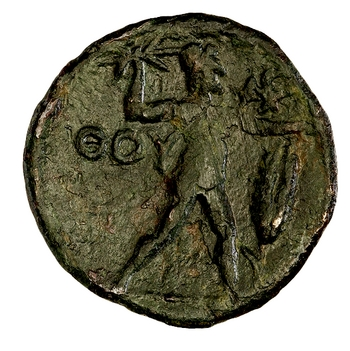
Zeus de l'Ithomé sur une monnaie de Thouría en Messénie.
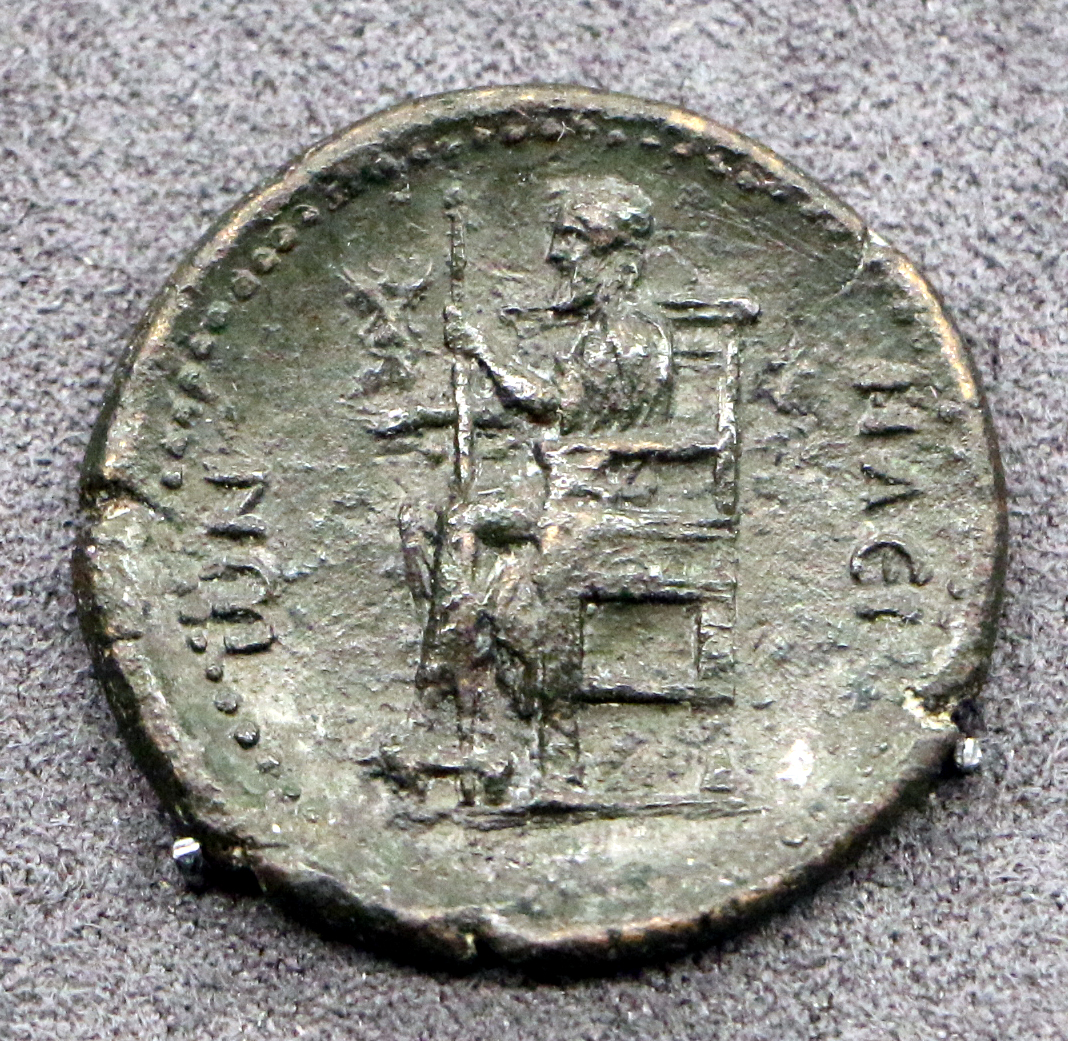
La statue de Zeus d'Olympie, sur une monnaie d'Élis datée du règne d'Hadrien. Musée archéologique national (Florence).
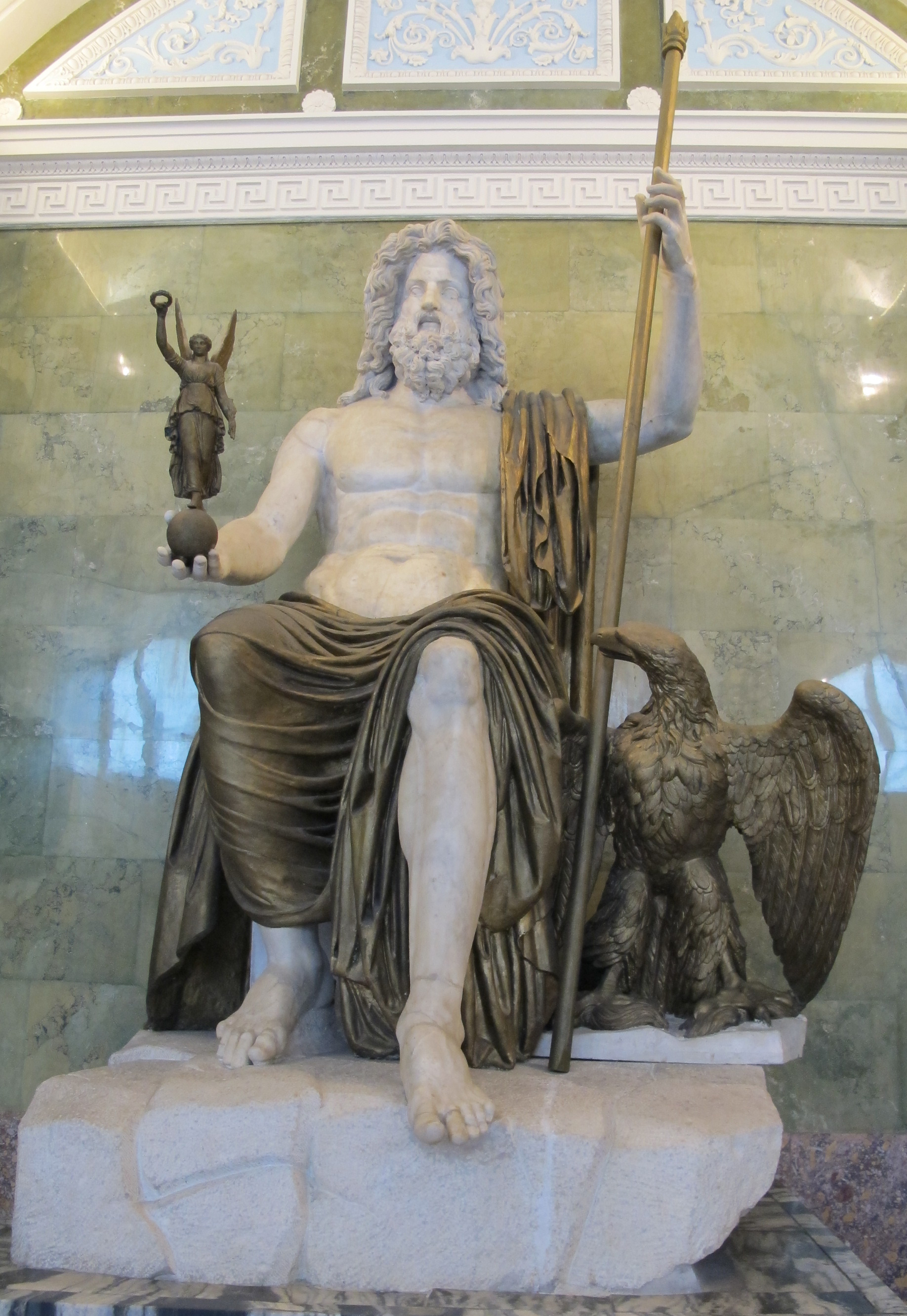
Statue de Jupiter, inspirée de la statue de culte d'Olympie. Ier siècle avec restaurations au XIXe siècle. Musée de l'Ermitage.

Zeus est représenté dans des scènes narratives en présence d'autres immortels et mortels, renvoyant souvent à des épisodes mythologiques connus par la littérature. Dès le début du VIIe siècle av. J.-C. on trouve des scènes où il est en présence de son épouse Héra, une représentation de la naissance d'Athéna. Par la suite, le dieu apparaît surtout dans des scènes narratives ou avec d'autres divinités, souvent assis sur un trône. C'est en particulier l'art des vases peints qui développe les représentations de scènes mythologiques, comme ses rapts de Ganymède, d'Europe et d'autres jeunes filles, ainsi que des représentations d'assemblées divines. Il est aussi représenté dans les Gigantomachies,.

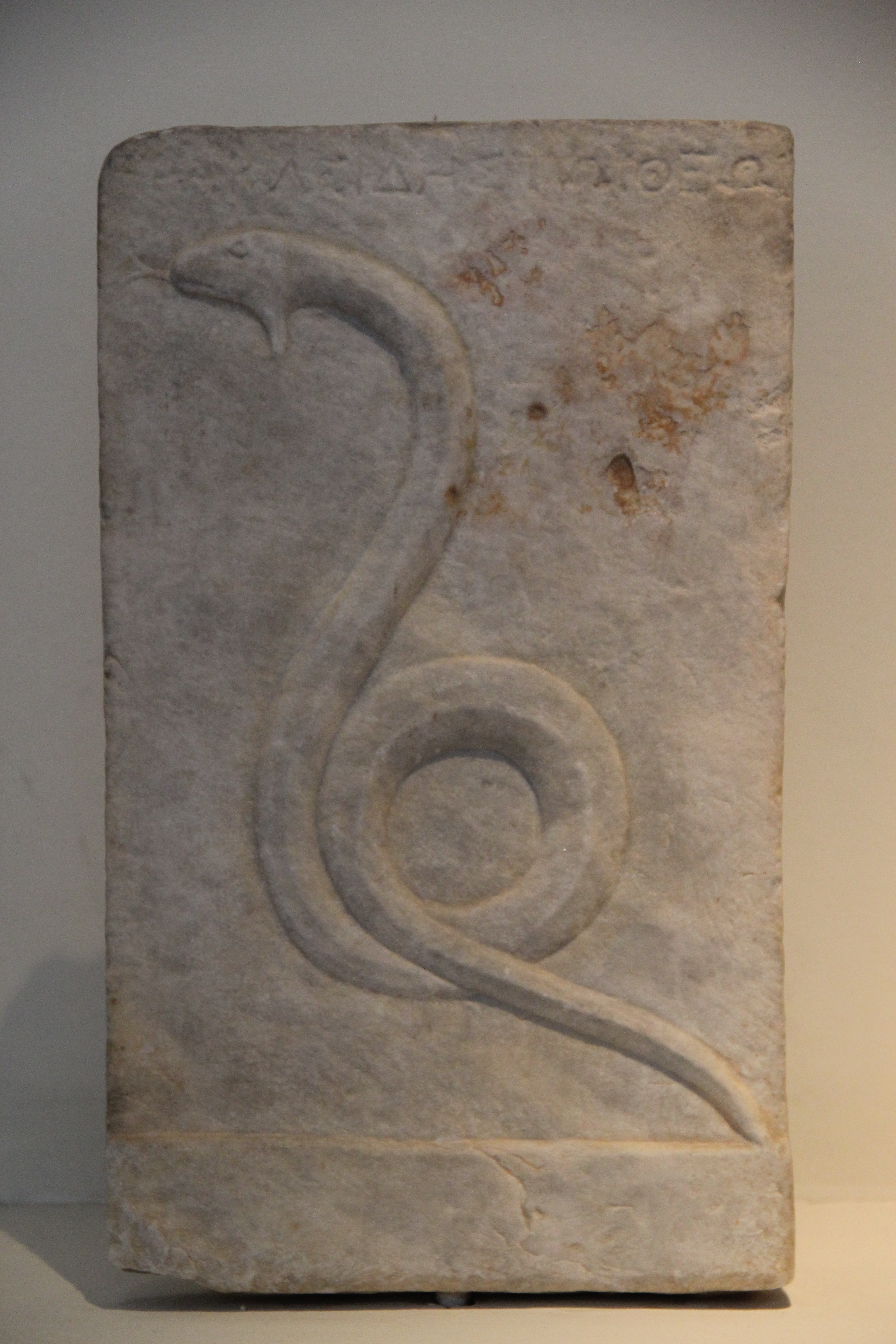
Stèle représentant Zeus Meilichios sous la forme d'un serpent., Athènes. Musée national archéologique d'Athènes.

Comme pour d'autres divinités grecques la forme humaine (anthropomorphe) n'est pas systématiquement employée pour représenter Zeus et le vénérer. Zeus Meilichios peut aussi être représenté sous l'aspect d'un serpent, avec une barbe dans certains cas, et sous des formes aniconiques. Le dieu peut aussi être représenté par des sortes de piliers dans des cultes arcadiens rapportés par Pausanias, sa puissance est parfois reconnue dans des rochers naturels, ou encore dans une jarre quand il est Ktesios dans les cultes domestiques.
L'iconographie de Zeus ayant été reprise pour le Jupiter des Romains, les représentations grecques de Zeus ont servi de modèles pour les représentations du dieu romain (que ce soit pour des copies ou pour des adaptations plus ou moins libres), avant tout dans la statuaire et la numismatique. De plus de nombreuses statues de Zeus ont été transportées en Italie à la suite des conquêtes romaines. Il peut donc être difficile de dire si on est en présence d'une représentation originellement de Zeus ou de Jupiter (au moins du point de vue de l'artiste ou du commanditaire) et l'iconographie des deux dieux est souvent étudiée conjointement.

## Sanctuaires et cultes

Localisations des principaux sanctuaires grecs. Ceux consacrés à Zeus sont représentés par des étoiles rouges.

Zeus dispose de lieux de culte dans tout le monde grec (en incluant aussi les cités d'Anatolie, de Sicile, de Cyrénaïque, des bords de la mer Noire), aussi bien dans les villes que dans des espaces situés hors des murs, notamment les montagnes les plus hautes qui dominaient les paysages. Son culte n'est cependant presque jamais central dans les cités, car il se place au-dessus de la mêlée, mais sa puissance se retrouve souvent en arrière-plan. 
Le site d'Olympie est situé dans le nord-ouest du Péloponnèse, en Élide. L'activité rituelle sur le site semble débuter au Xe siècle av. J.-C., le site se développant assurément en tant que sanctuaire de Zeus au VIIIe siècle av. J.-C., comme l'attestent les nombreuses offrandes votives mises au jour sur le site. Le cœur de l'activité rituelle du sanctuaire est l'Altis, bois sacré, où se trouve le grand autel de Zeus, constitué des cendres des sacrifices durcies après avoir été mêlées aux eaux de l'Alphée. Lorsque Pausanias le voit au IIe siècle de notre ère, il s'élève à plus de 7 mètres de hauteur. C'est vers 470 av. J.-C. qu'est érigé un temple monumental pour Zeus Olympios, qui abrite la statue chryséléphantine du dieu réalisée par Phidias. Les grandes fêtes de Zeus Olympios ont lieu tous les quatre ans, depuis 776 av. J.-C. selon la tradition antique, et sont surtout connues par leurs concours athlétiques et hippiques, qui sont généralement désignés de manière anachronique comme les « jeux olympiques » antiques. Le sanctuaire connaît de nombreuses vicissitudes durant sa longue histoire, mais il reste l'un des plus prestigieux du monde grec jusqu'à la christianisation, qui met fin à ses concours en 393 de notre ère,.
Le site de Némée comprend un autre grand sanctuaire dédié à Zeus, où se déroulent des concours les plus importants du monde grec (les « jeux néméens »). Consacrés au Zeus de Némée (Nemeios), ils deviennent panhelléniques en 573, et se déroulent tous les deux ans, en juillet, avec des compétitions athlétiques et hippiques.
Le site de Dodone en Épire est un sanctuaire dédié à Zeus Naios « résident » ou « des Naia » (le nom des concours de Dodone). Il y est de manière inhabituelle mis en couple avec la déesse Dioné, dont le nom est le féminin de Zeus, une figure quasi inexistante dans le reste de la Grèce. Ce site doit sa célébrité à son oracle, qui est le plus réputé de Grèce après celui de Delphes. Plusieurs méthodes de divination sont attestées à Dodone, peut-être parce qu'elles ont évolué dans le temps : il s'agit de signes, notamment acoustiques, comme l'écoute du son des feuillages du chêne sacré du dieu ou celui de chaudrons en bronze ; un oracle par les colombes est aussi attesté. Un ensemble de lamelles de plomb découvertes sur le site est inscrit avec des questions posées à Zeus (dans plusieurs cas accompagné de Dioné). Au IVe siècle av. J.-C. un programme monumental est lancé sur le site, qui sert de lieu de rassemblement de la confédération épirote. Le sanctuaire reste actif et ses grandes fêtes sont encore célébrées au IIIe siècle de notre ère. Il est christianisé par la construction d'une basilique au Ve siècle,.

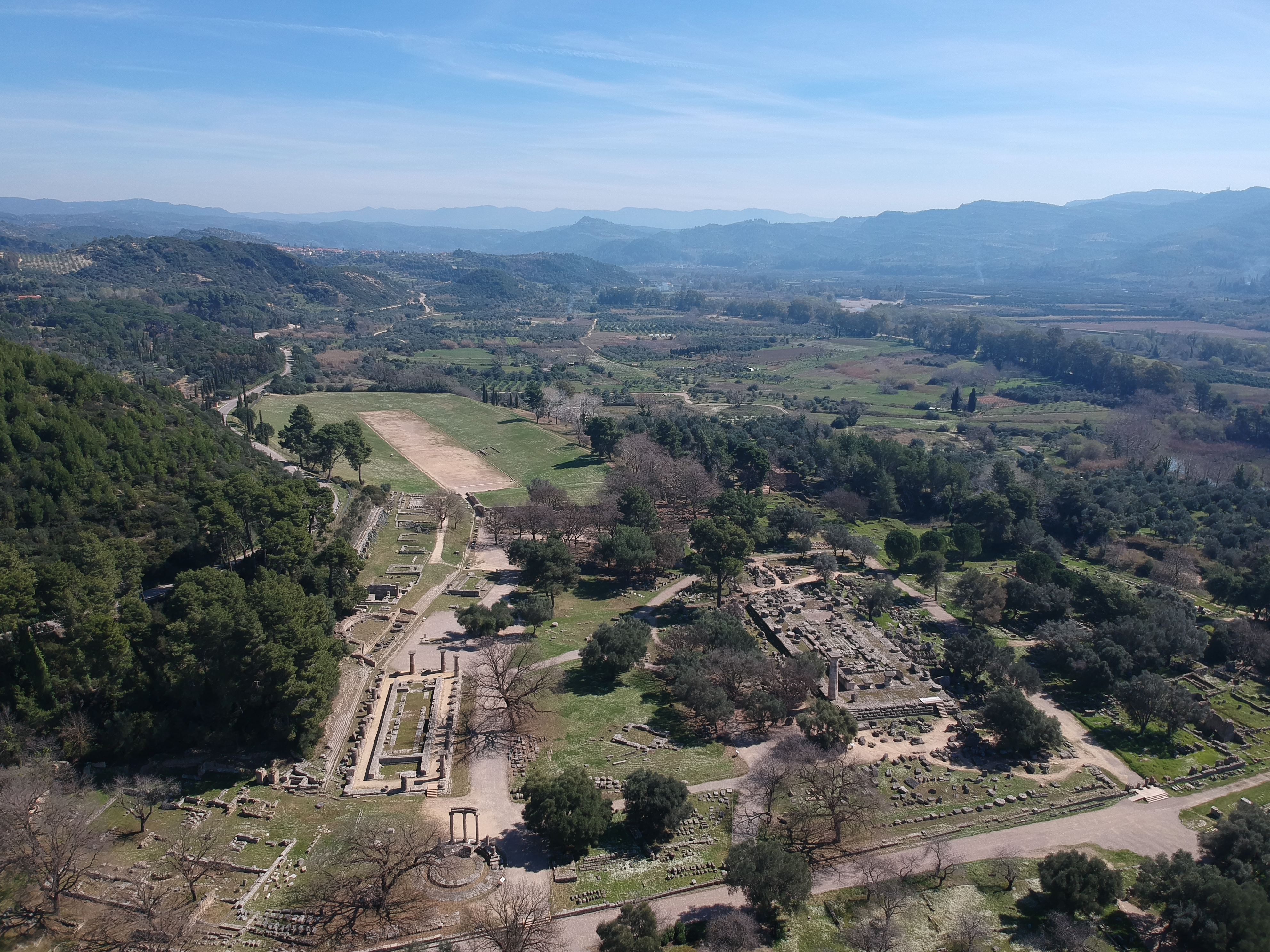
Vue aérienne du sanctuaire d'Olympie.
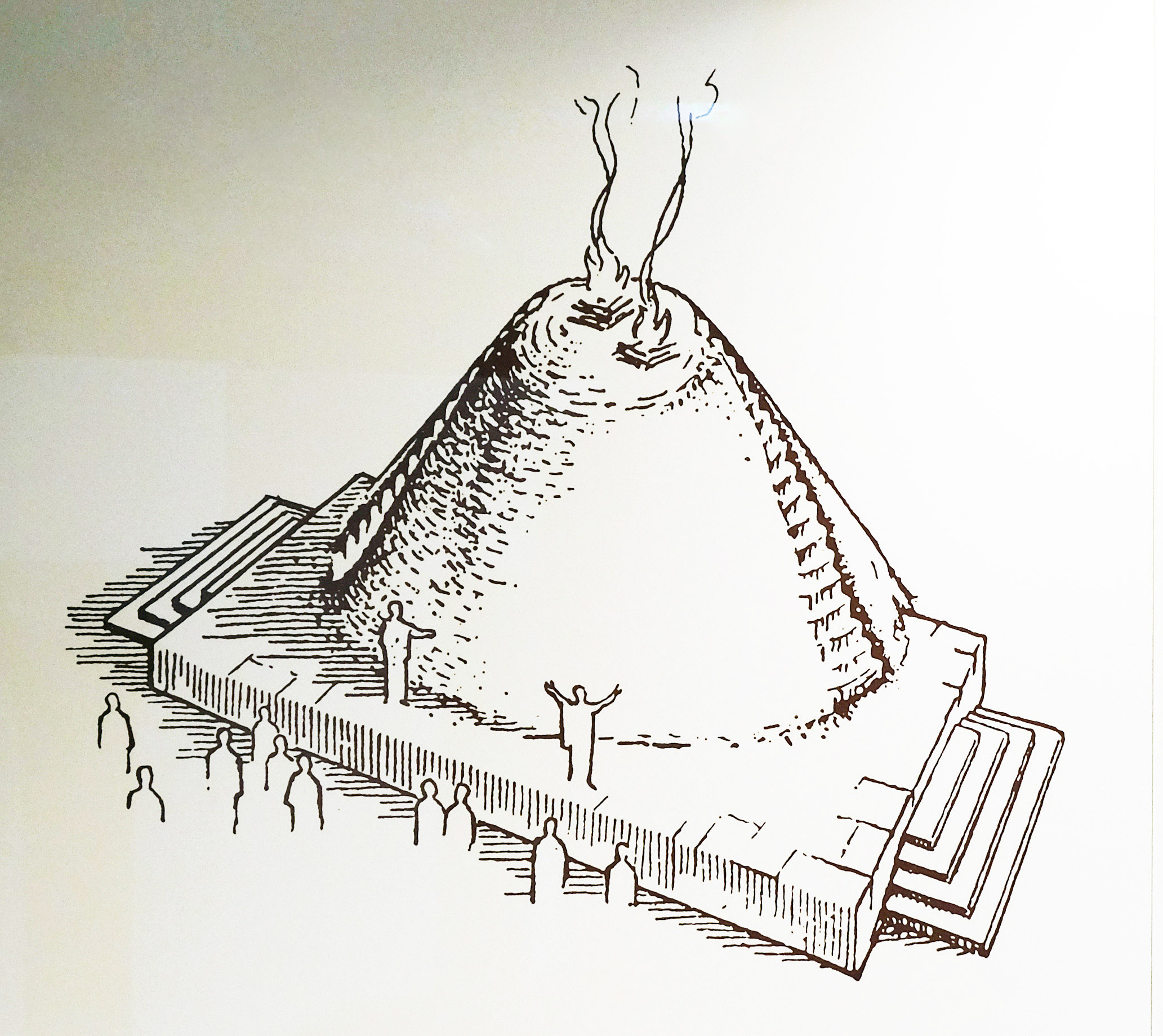
Dessin restituant l'autel de Zeus à Olympie.
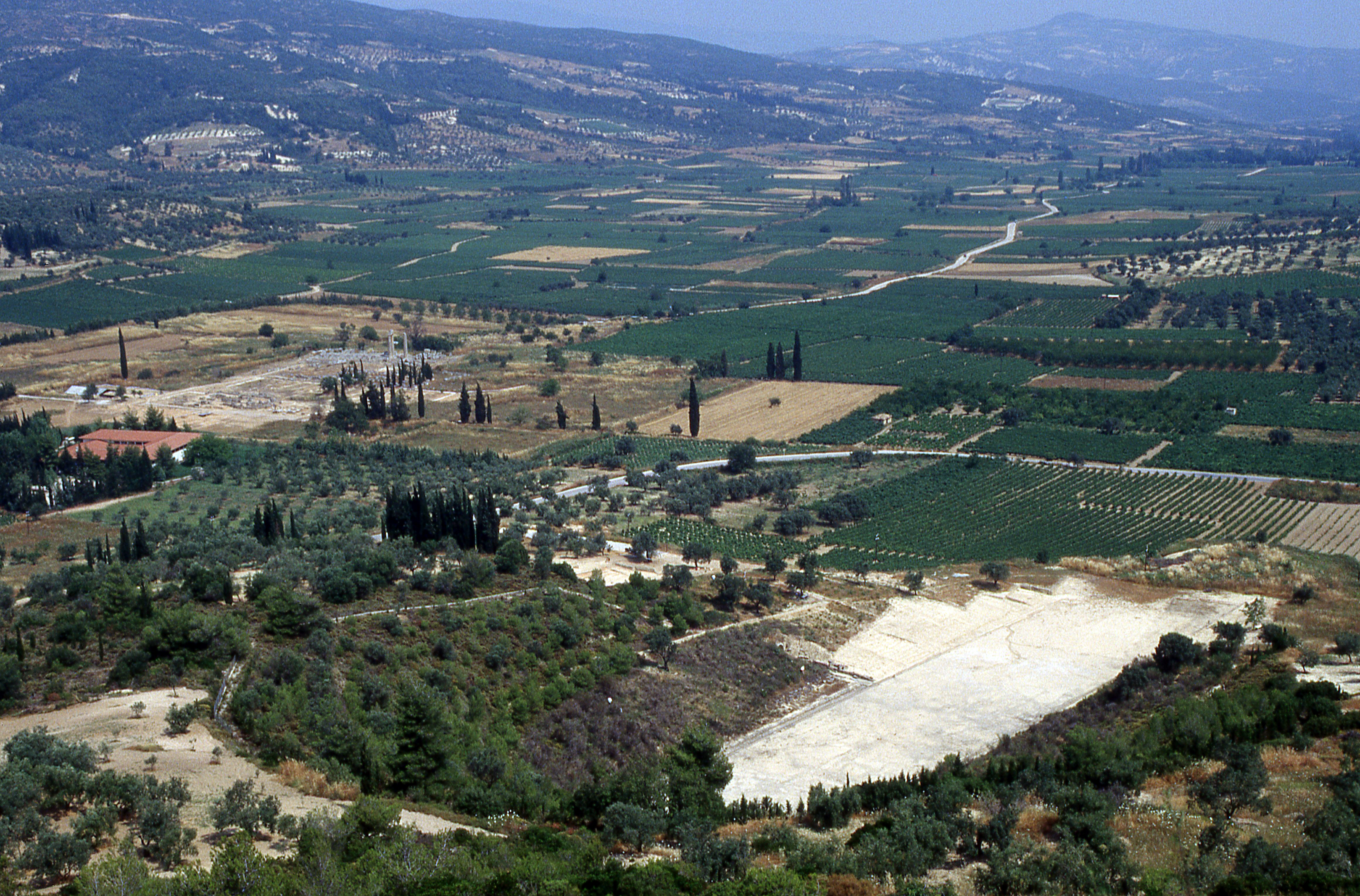
La plaine de Némée, avec le site du sanctuaire au second plan, et le stade au premier plan.
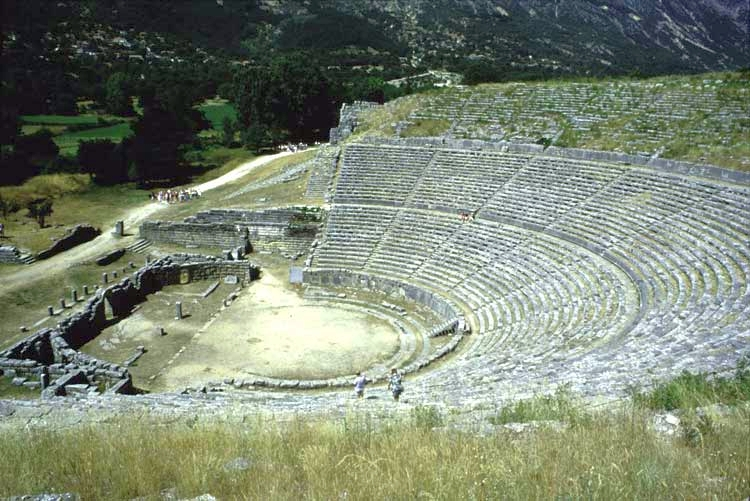
Le théâtre de Dodone.
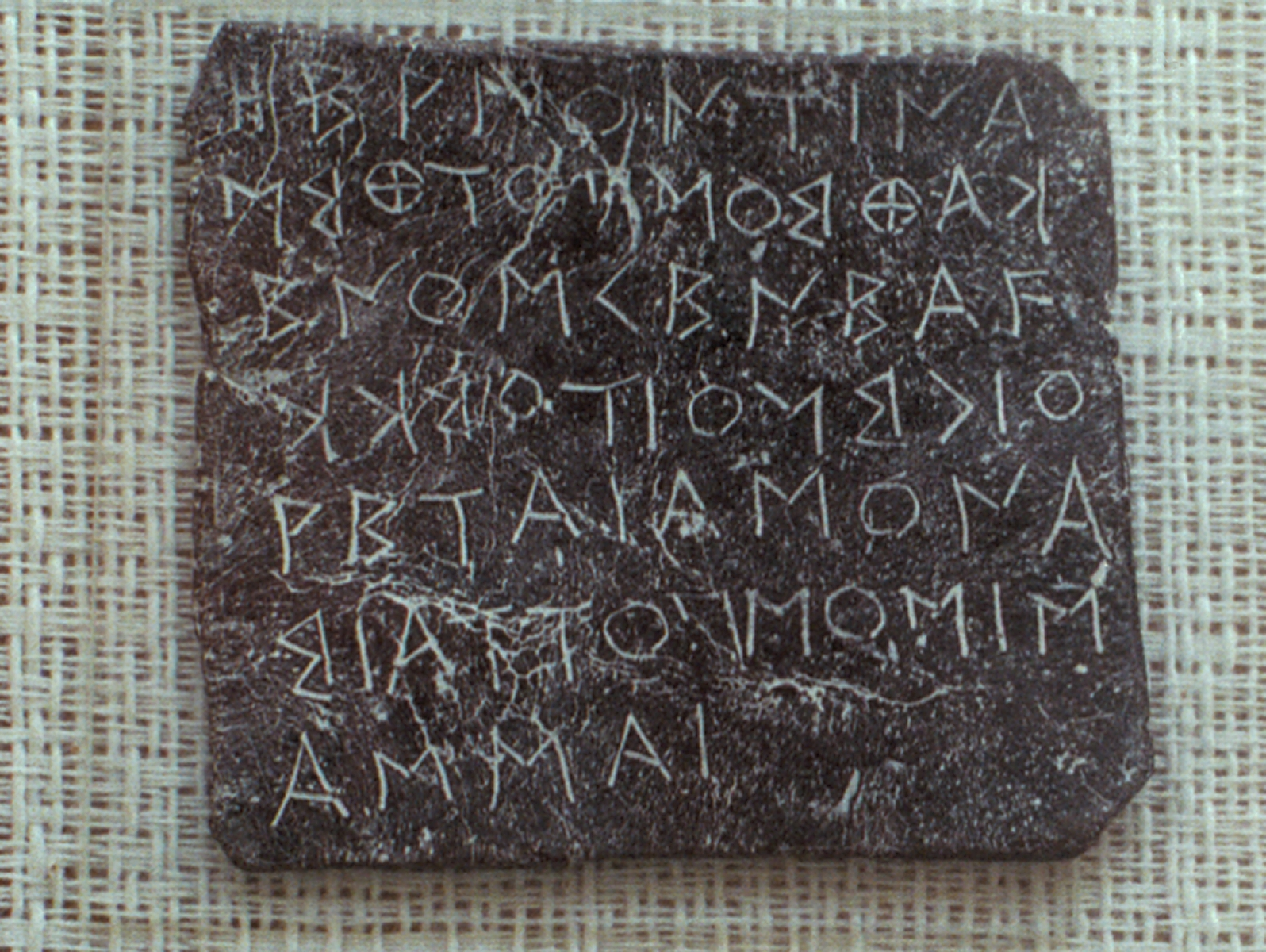
Inscription oraculaire sur lamelle de plomb provenant de Dodone, fin du VIe siècle av. J.-C. Musée archéologique de Ioannina

La Crète est une région particulièrement importante pour Zeus. Selon les traditions rapportées par Hésiode et d'autres après lui, Zeus est né en Crète. Néanmoins d'autres régions revendiquent cela, notamment l'Arcadie (cf. ci-dessous). Deux montagnes en particulier sont associées à Zeus, avec des cultes remontant souvent à l'âge du bronze, le mont Dicté et le mont Ida. Zeus Diktaios semble associé à un petit mont situé à l'extrémité orientale de l'île, près de l'actuelle Palaikastro vers l'ancien territoire de la cité d'Itanos, le Petsofas (qui disposait d'un lieu de culte minoen), aux pieds duquel se trouve un de ses sanctuaires. Il a notamment livré une inscription comportant un poème en l'honneur de Zeus datable du VIe siècle av. J.-C., surnommé Hymne des Courètes,, qui invoque (sans le nommer) le dieu en tant que jeune homme, et en particulier pour sa faculté à apporter la fertilité. Zeus Idaios est une autre grande figure du paysage religieux crétois, dont le lieu de culte principal est situé dans une grotte sur cette montagne, qui a livré du matériel rituel sur plus d'un millénaire, et en particulier de nombreuses offrandes du début de l'époque archaïque (VIIIe – VIIe siècle av. J.-C.). Les Crétois rendaient aussi un culte à Zeus autour d'une tombe de Zeus (située à Cnossos selon Évhémère, peut-être sur le Mont Gioúchtas). Cette tradition passe pour une absurdité aux yeux des autres Grecs, car il est communément admis qu'un dieu ne peut pas mourir. Cela n'empêche pas à ce culte d'être encore attesté à l'époque romaine et de susciter la curiosité des auteurs de l'époque,,.
Zeus Lykaios « du mont Lycée » est l'une des principaux divinités de l'Arcadie, région montagneuse reculée située au centre du Péloponnèse. Son lieu de culte se situe près du sommet du mont Lycée. Selon la mythologie locale, c'est le lieu de naissance du dieu, et là où il aurait passé son enfance. Le dieu est aussi mis en rapport avec un roi légendaire d'Arcadie, Lycaon, dans plusieurs légendes. Ce lieu de culte est en particulier connu dans l'Antiquité pour son association aux sacrifices humains (dont l'existence n'a jamais été confirmée) et à des récits de transformation en loup (lycanthropie) qui ont suscité diverses interprétations,.

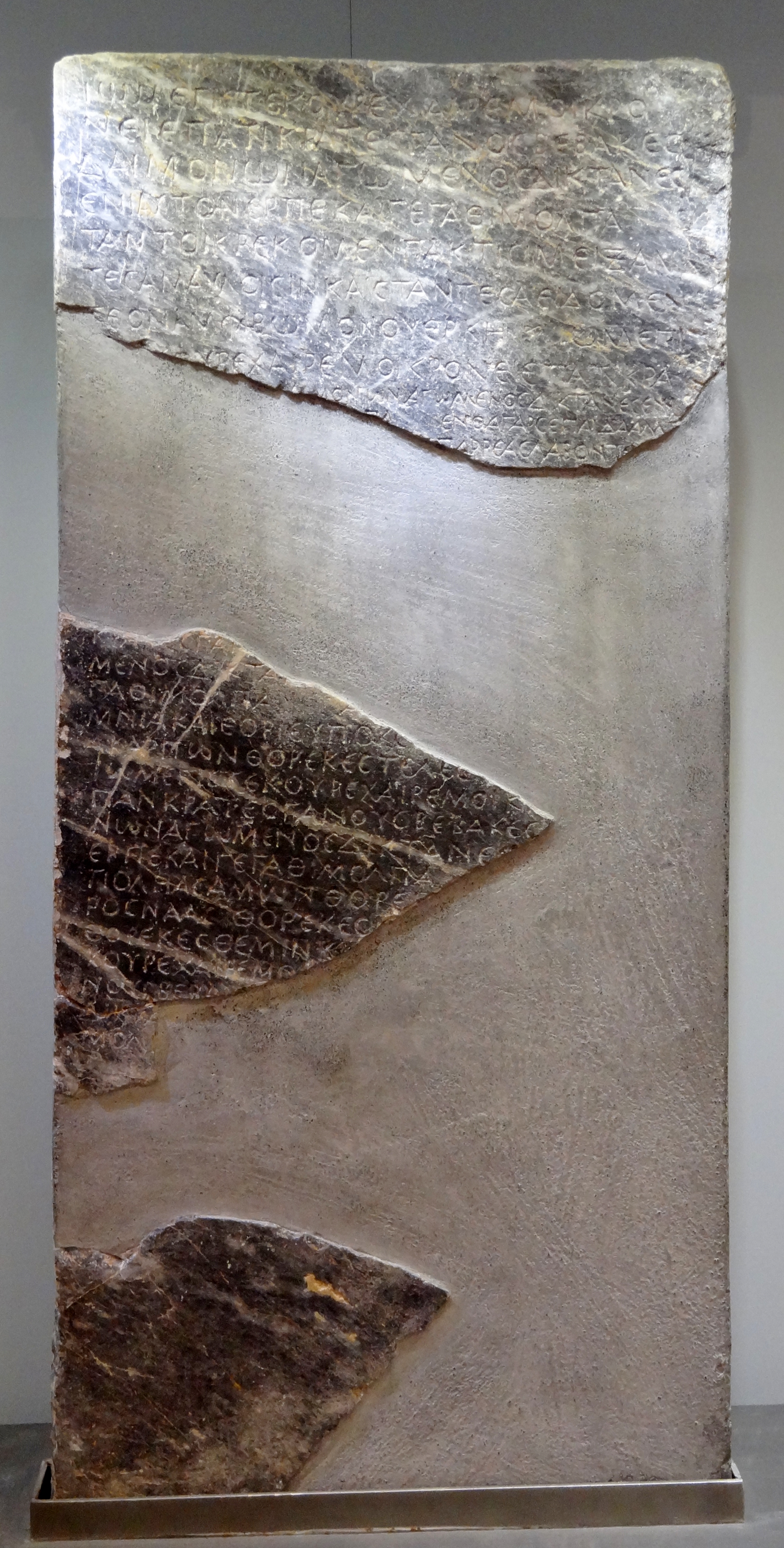
Fragments de l’Hymne des Courètes mis au jour dans le sanctuaire de Zeus Diktaios. Musée archéologique d'Héraklion.
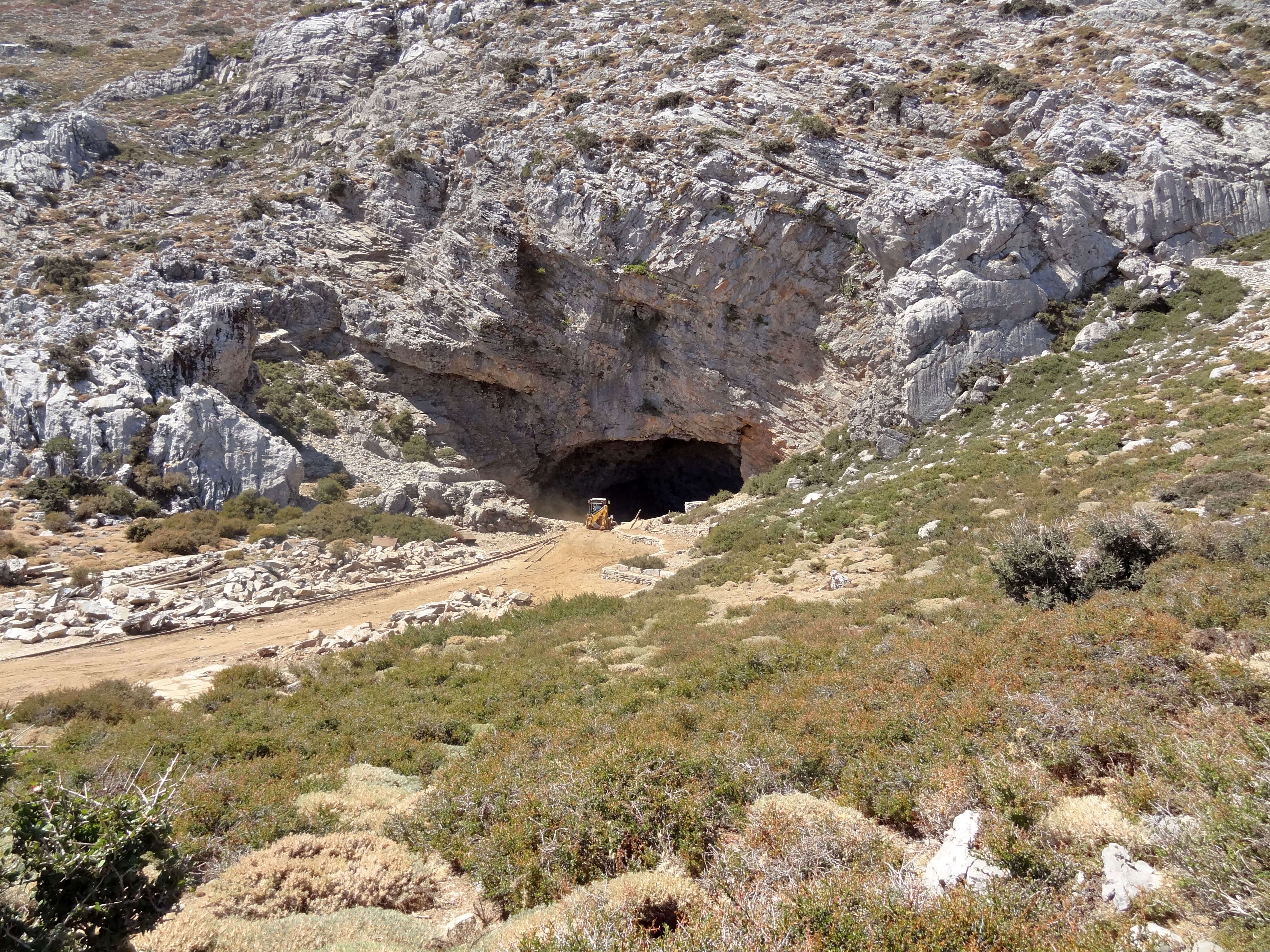
La grotte de Zeus du mont Ida.
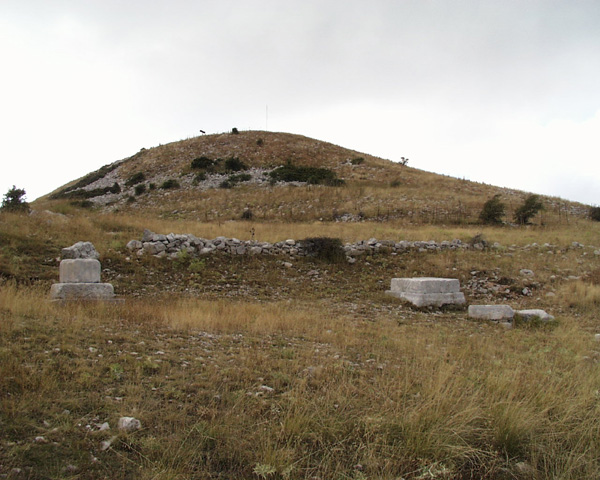
Les ruines du temple de Zeus du mont Lycée.
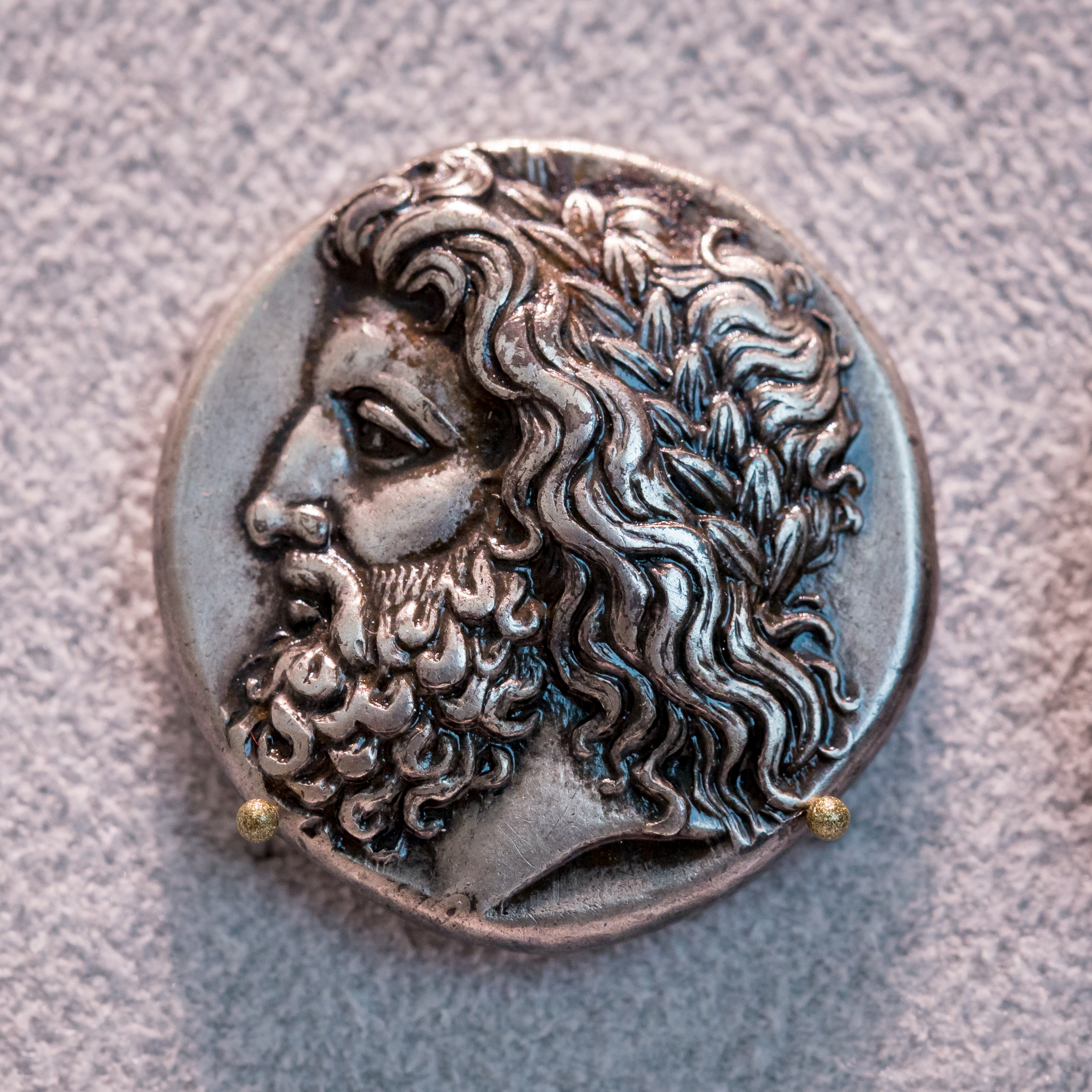
Statère d'argent à l'effigie de Zeus Lykaios, émis par la ligue arcadienne en 363/2 av. J.-C. Altes Museum de Berlin.

Dans la cité d'Athènes, les fêtes en l'honneur de Zeus qui ont suscité les plus nombreux commentaires sont les Dipoleia, vouées à Zeus Polieus et accomplies sur l'Acropole le 14e jour du moins Scirophorion. La documentation antique nous renseigne surtout sur un rite sacrificiel  qui a lieu à cette occasion, les Bouphonies (le « meurtre d'un bœuf »). Une procession se rend à l'autel du dieu, autour duquel on fait déambuler des bœufs, jusqu'à ce que l'un deux mange des victuailles végétales déposées à cet endroit. Il est alors sacrifié et sa viande est consommée, alors que sa peau est remplie de foin pour faire une effigie de bœuf à laquelle on fait tirer un araire. Le rite se clôt par un procès de l'objet ayant servi à l'abattre, la hache ou le couteau. Un mythe concernant la mise à mort accidentelle d'un bœuf de labour et son expiation explique le rite selon Théophraste (rapporté par Porphyre de Tyr). Ce rite a suscité diverses interprétations modernes : certains y voient une manière d'expliquer et de justifier le sacrifice animal en général (K. Meuli, W. Burkert), d'autres insistent plutôt sur sa singularité, il pourrait aussi avoir une signification politique,. Zeus Meilichios dispose d'une grande fête à Athènes, les Diasies, qui ont lieu le 23e jour du mois Anthesterion et sont parmi les plus populaires de la cité. Elle se déroule hors des murs de la ville, dans le faubourg d'Agrai. C'est une fête des familles, qui se réunissent pour faire des sacrifices, végétariens selon Thucydide, bien qu'on sache par Aristophane que le dieu recevait aussi de la viande. Ce dernier indique aussi que c'était une opportunité pour offrir un jouet à un enfant. Le plus grand lieu de culte de Zeus à Athènes est situé en contrebas de l'Acropole, au sud-est, au bord de la rivière Ilissos, et est dédié à son aspect Olympios, particulièrement prisé par les monarques,,.

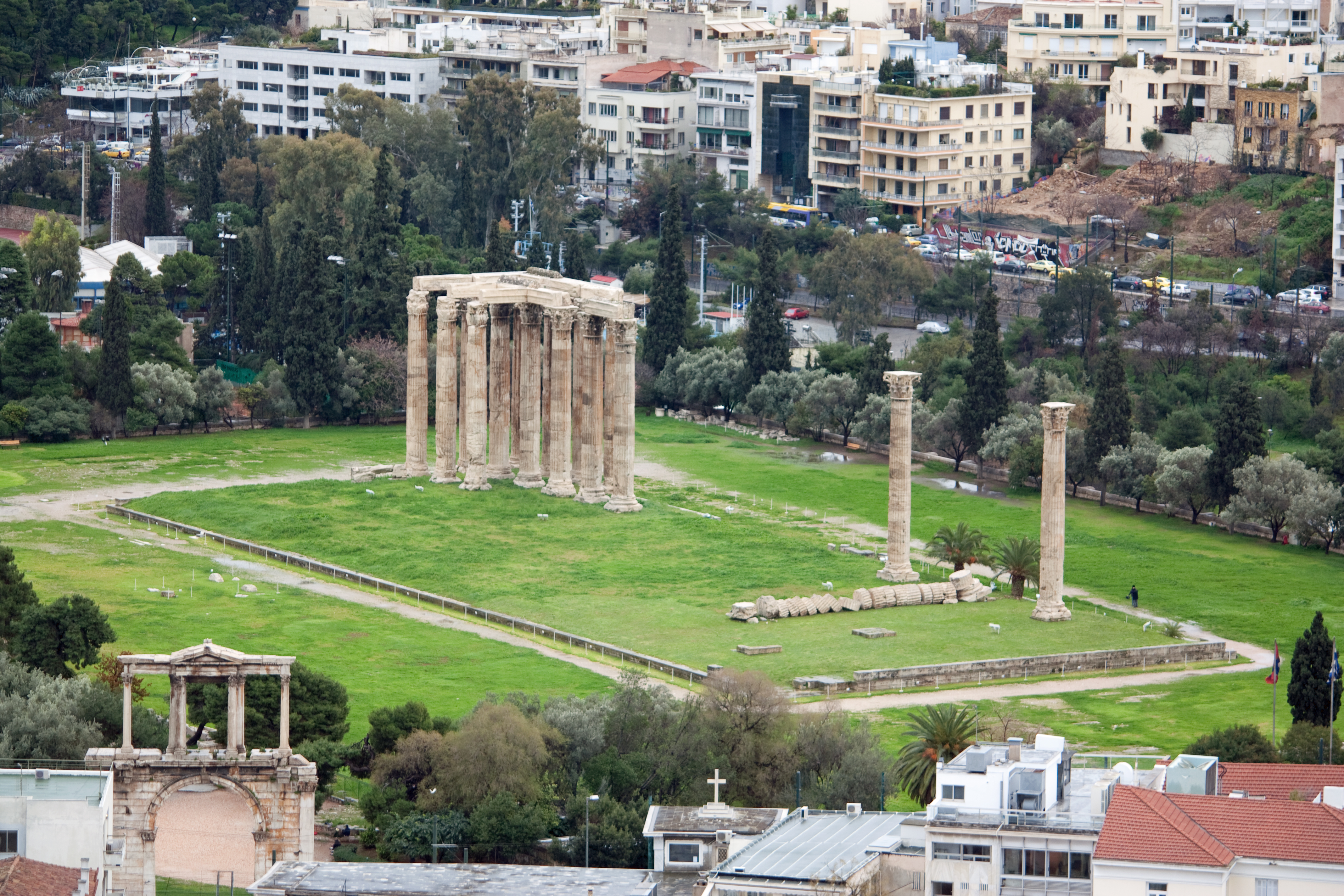
Vestiges de l'Olympeion d'Athènes, vus depuis l'Acropole.
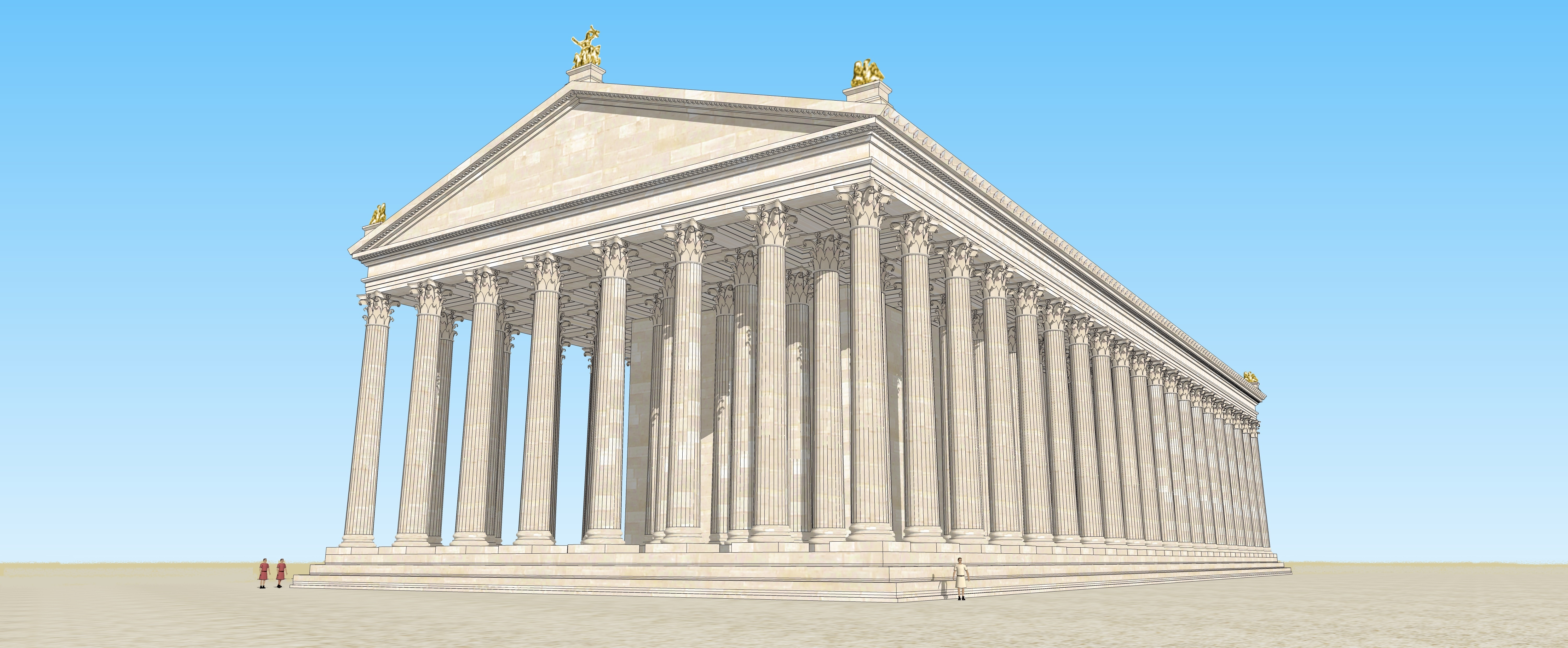
Restitution 3D de l'Olympeion d'Athènes.
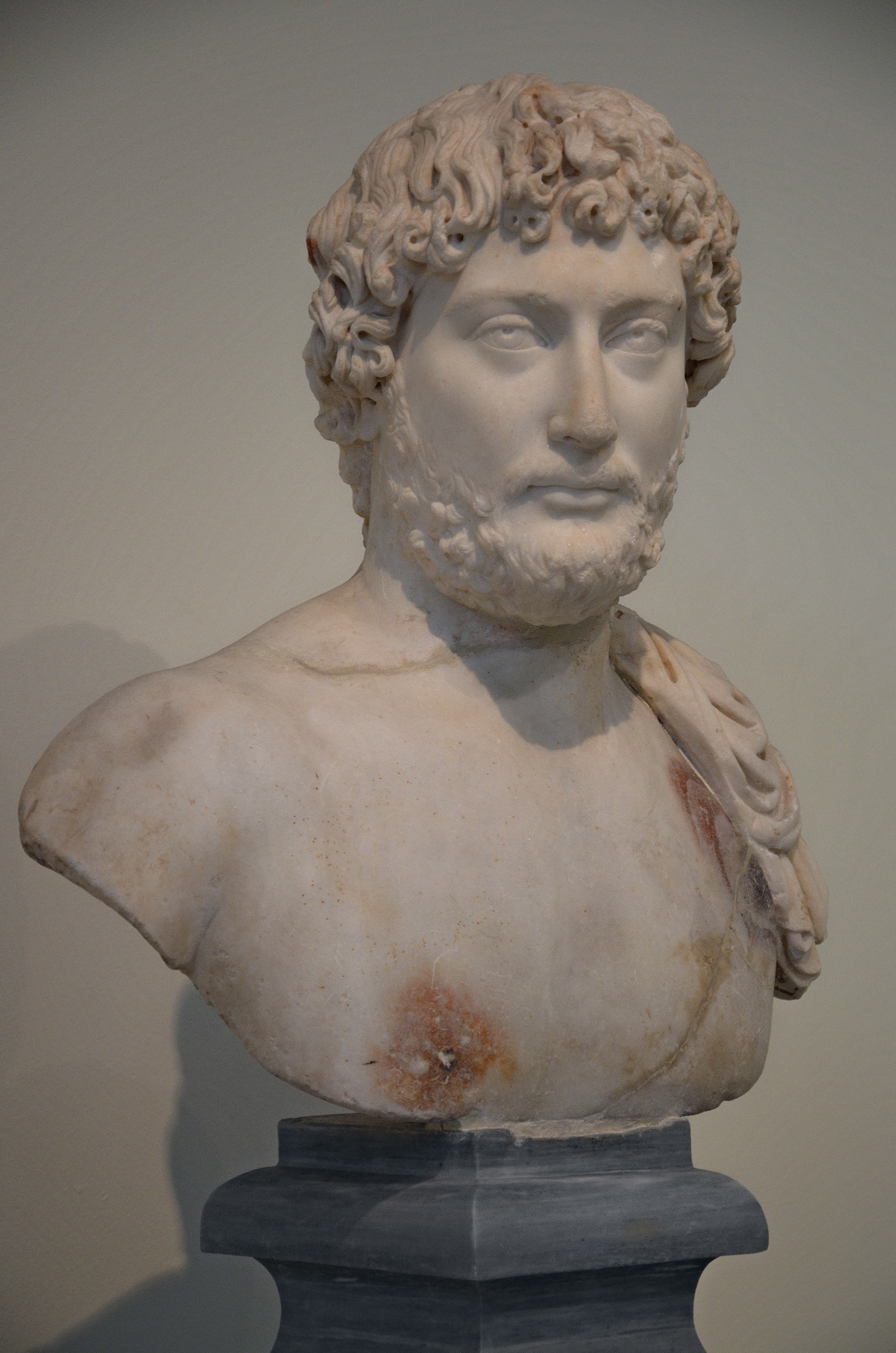
Buste d'Hadrien mis au jour dans l'Olympeion. Musée national archéologique d'Athènes.

Le sanctuaire de Zeus de Dion en Piérie, au pied du mont Olympe, est le sanctuaire national du royaume de Macédoine au Ve siècle av. J.-C., sous la dynastie des Argéades, qui se considère descendante de Zeus, père de Macédon, ancêtre éponyme des Macédoniens et lui-même père de leur ancêtre dynastique Argéas. Le roi Archélaos Ier institue à la fin du Ve siècle av. J.-C. des fêtes calquées sur celles d'Olympie, appelées Olympia, dédiées à Zeus et aux neuf Muses, marquées par des concours athlétiques et lyriques. Elles deviennent une manifestation de la puissance macédonienne,. Sous la domination romaine, le sanctuaire reste actif mais connaît une évolution théologique puisque le culte de Zeus qui devient dominant est celui de son épithète Hypsistos « très haut », dont la popularité croît durant cette période, particulièrement en Macédoine (dont il est peut-être originaire),
À tout cela s'ajoute le rôle important de Zeus dans les cultes domestiques, surtout documenté pour Athènes, ainsi que dans différentes relations sociales (amitié, hospitalité, serment, etc.). Dans l'ensemble, les cultes de Zeus « renforcent les sources traditionnelles d’autorité et les normes de comportement, que ce soit au sein de la famille, du groupe de parenté ou de la cité ».

## Zeus hors de Grèce
La figure de Zeus évolue aussi hors de Grèce à partir du moment où des communautés grecques s'implantent à l'extérieur, au moins dès l'époque de la colonisation archaïque (VIIIe – VIIe siècle av. J.-C. ; mais sans doute avant à Chypre et en Anatolie) et plus encore à la suite des conquêtes d'Alexandre ouvrant l'époque hellénistique (IIIe – Ier siècle av. J.-C.) et un essor des échanges culturels (l'« hellénisation »). Son culte est donc transporté hors de Grèce, et sa figure influence des cultes locaux, suivant des phénomènes souvent désignés comme des « syncrétismes », bien que le terme soit simplificateur,. En effet, les possibilités sont très variées. Le polythéisme étant un système ouvert, les dieux étrangers ne sont pas considérés comme faux et ils sont plutôt identifiés à la divinité grecque qui leur ressemble le plus. Dans cette optique, tout dieu qui occupe la position suprême dans un panthéon « barbare » est susceptible d'être appelé « Zeus » par les Grecs. Il s'agit au minimum d'une simple traduction, une interprétation d'une divinité étrangère à l'aune de la divinité grecque qui lui ressemble le plus (Interpretatio graeca), et dans la plupart des cas les Grecs ne lui rendent pas un culte. Cela peut aller jusqu'à la fusion, et dans plusieurs cas s'observe l'apparition de divinités appelées Zeus mais très différentes des Zeus vénérés en Grèce.

### Anatolie
L'Anatolie est l'une des premières régions où des populations non-grecques s'hellénisent au contact de cités grecques. Dès le IVe siècle av. J.-C. l'adoption d'éléments grecs conduit à des évolutions culturelles significatives. Les principales divinités sont ainsi identifiées à des divinités grecques, ce qui facilite l'adoption de la figure de Zeus, puisque les panthéons anatoliens sont dominés depuis au moins l'âge du bronze par des dieux de l'Orage associés aux monts, comme l'atteste la documentation hittite (cf. Tarhunna). La Carie, située au sud-est de la région, au contact des cités grecques d'Ionie et de Rhodes, adopte la culture grecque, avec la vie en cités, en particulier sous la domination de la dynastie des Hécatomnides, et cela se prolonge durant les époques hellénistique et romaine. Zeus y est la divinité qui dispose de plus d'épithètes, et plusieurs des principales divinités de la région sont des aspects de Zeus, associés comme ailleurs à la souveraineté et aux monts, aux forces atmosphériques, à la fertilité, et aux institutions civiques. Il comprend des aspects locaux spécifiques, qui ont sans doute une origine anatolienne, comme Zeus Labraundos « de Labraunda » (un lieu situé près de la cité de Mylasa), symbolisé par une hache (labrys),,.

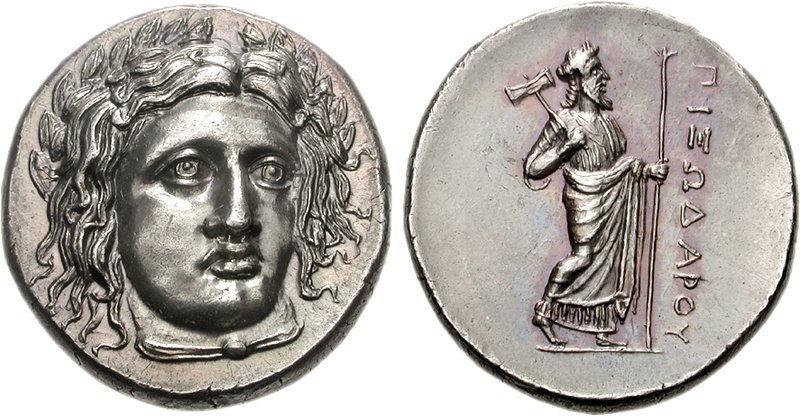
Monnaie des satrapes de Carie du IVe siècle av. J.-C. représentant au revers Zeus Labraundos tenant sa double hache.
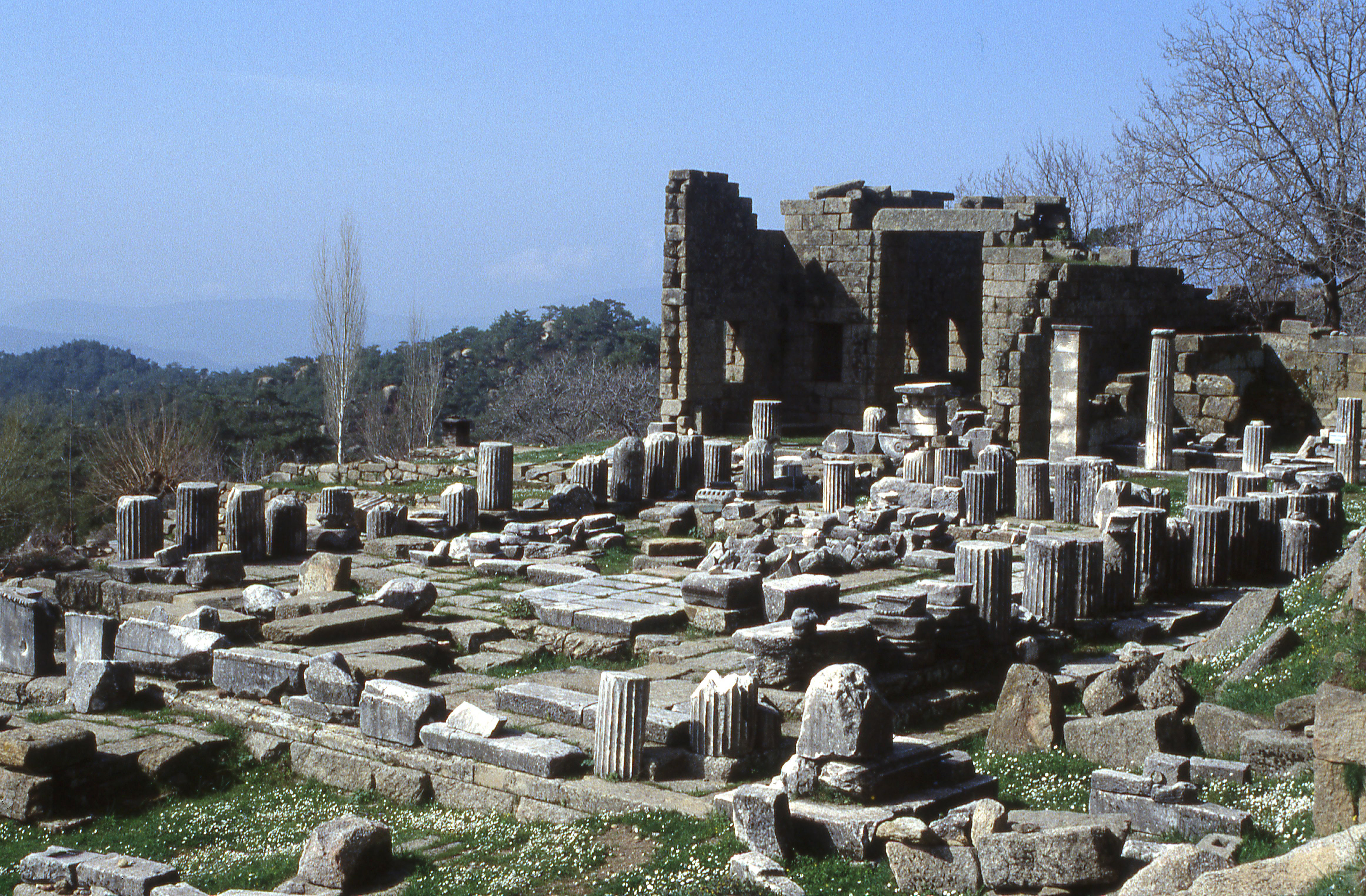
Vestiges du temple de Zeus à Labraunda.

### Proche-Orient
Dans le Proche-Orient hellénistique et romain (Syrie, Haute Mésopotamie, Liban, Levant méridional), Zeus est généralement identifié aux dieux de l'Orage, connus sous différents noms, principalement Hadad et Baal/Bêl. Ils sont comme lui des figures souveraines, maîtrisant les éléments atmosphériques et associées aux sommets des montagnes. Cette assimilation pourrait être facilitée par le fait que Zeus a été influencé par ces divinités avant l'époque archaïque,. Il est possible que le nom de Zeus en vienne à avoir une fonction générique similaire à celui qu'a traditionnellement la dénomination Baal/Bel « Maître »/« Seigneur », dans ces régions, pour désigner des dieux majeurs aux aspects souverains et célestes, quoi que dans l'ensemble l'emploi de son nom dans ces régions semble très fluide et recouvrir plusieurs significations, certaines proches de ses appellations grecques traditionnelles, d'autres plus liées au contexte religieux oriental/sémitique. En tout cas, en raison de son importance en Syrie et dans les régions voisines, Zeus y a été particulièrement utilisé par la propagande royale séleucide, puis impériale romaine (aussi Jupiter). On trouve souvent dans ces régions des cultes à Zeus Hypsistos « très haut », épithète dont la portée exacte est discutée, qui renvoie à une position élevée voire supérieure aux autres dieux (cf. plus haut).

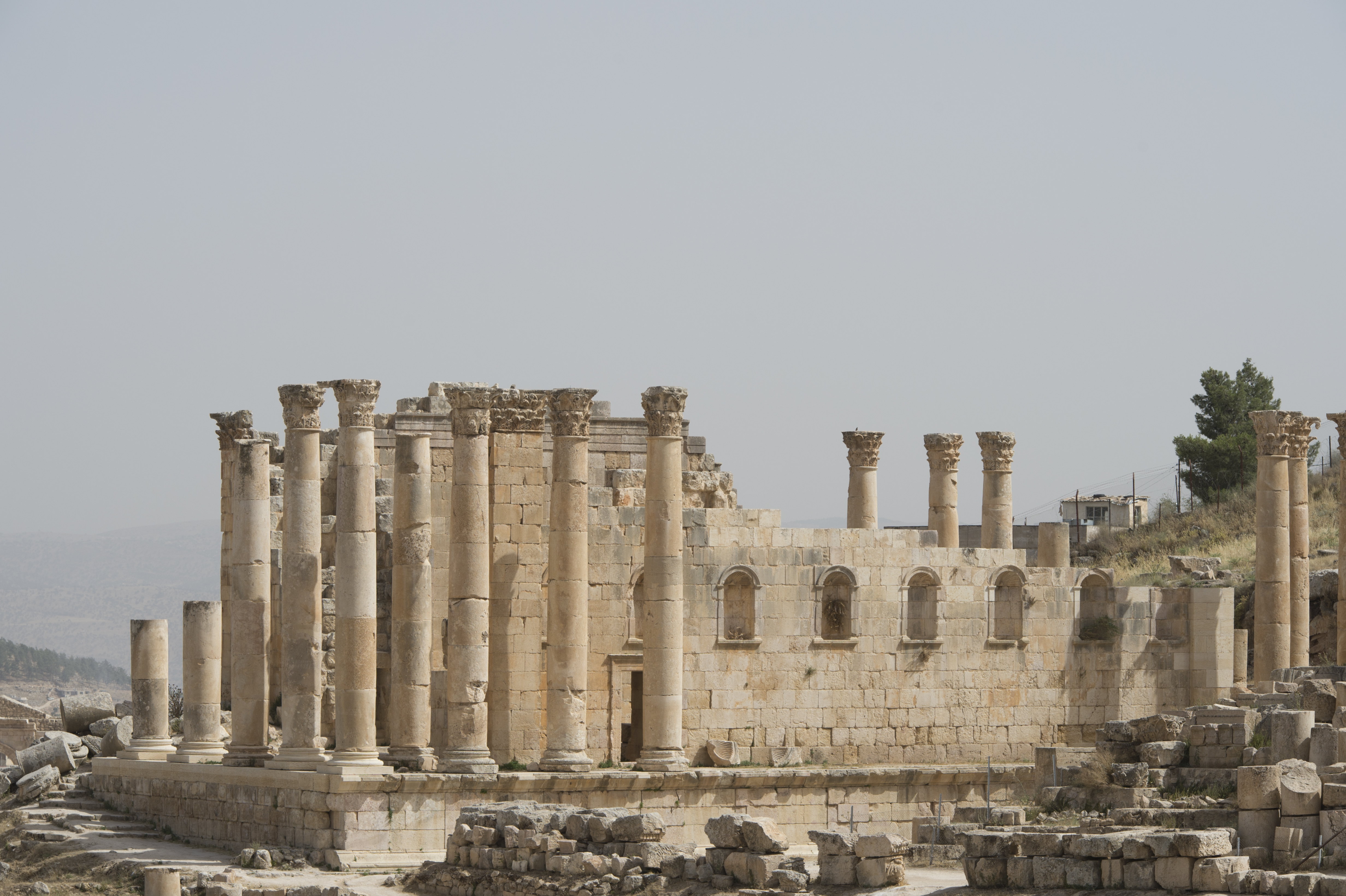
Vestiges du temple de Zeus à Jerash (Jordanie).
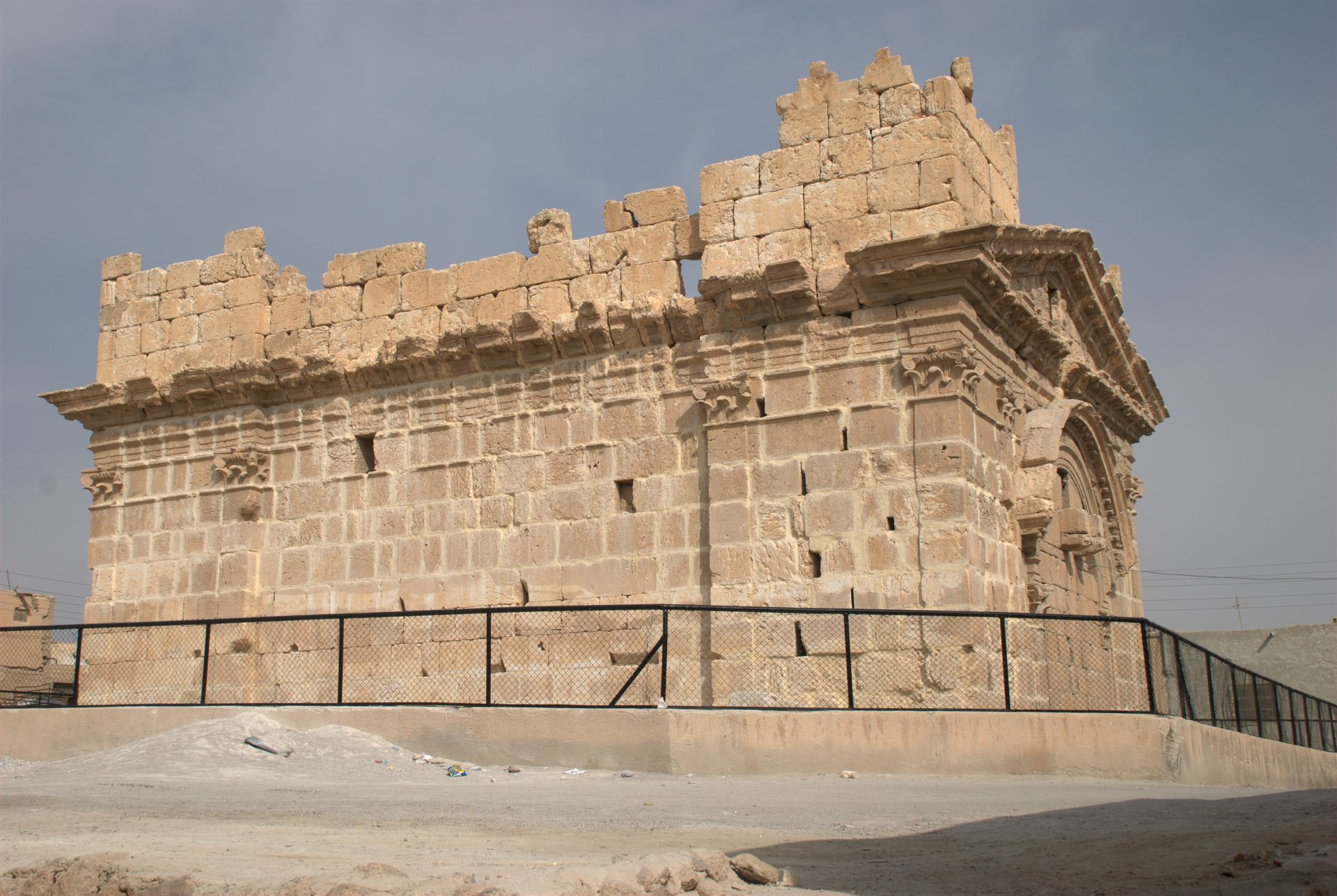
Temple de Zeus Hypsistos à Al-Dumeir (Syrie).

Dans le Levant méridional, les deux principaux lieux de culte dédiés à Yhwh font l'objet d'une hellénisation plus ou moins réussie : au mont Gerizim le dieu est identifié à Zeus (qui est selon les sources Xenios, Hellenios ou Hypsistos) ; en revanche à Jérusalem la tentative de transformer le grand temple en lieu de culte à Zeus Olympios durant le règne d'Antiochos IV est un des facteurs déclencheurs de la révolte des Maccabées (167-140 av. J.-C.). Les communautés juives de la diaspora qui s'hellénisent rapprochent leur Dieu de Zeus, employant notamment l'épithète Hypsistos « Très haut », souvent attribuée à Zeus.

### Égypte

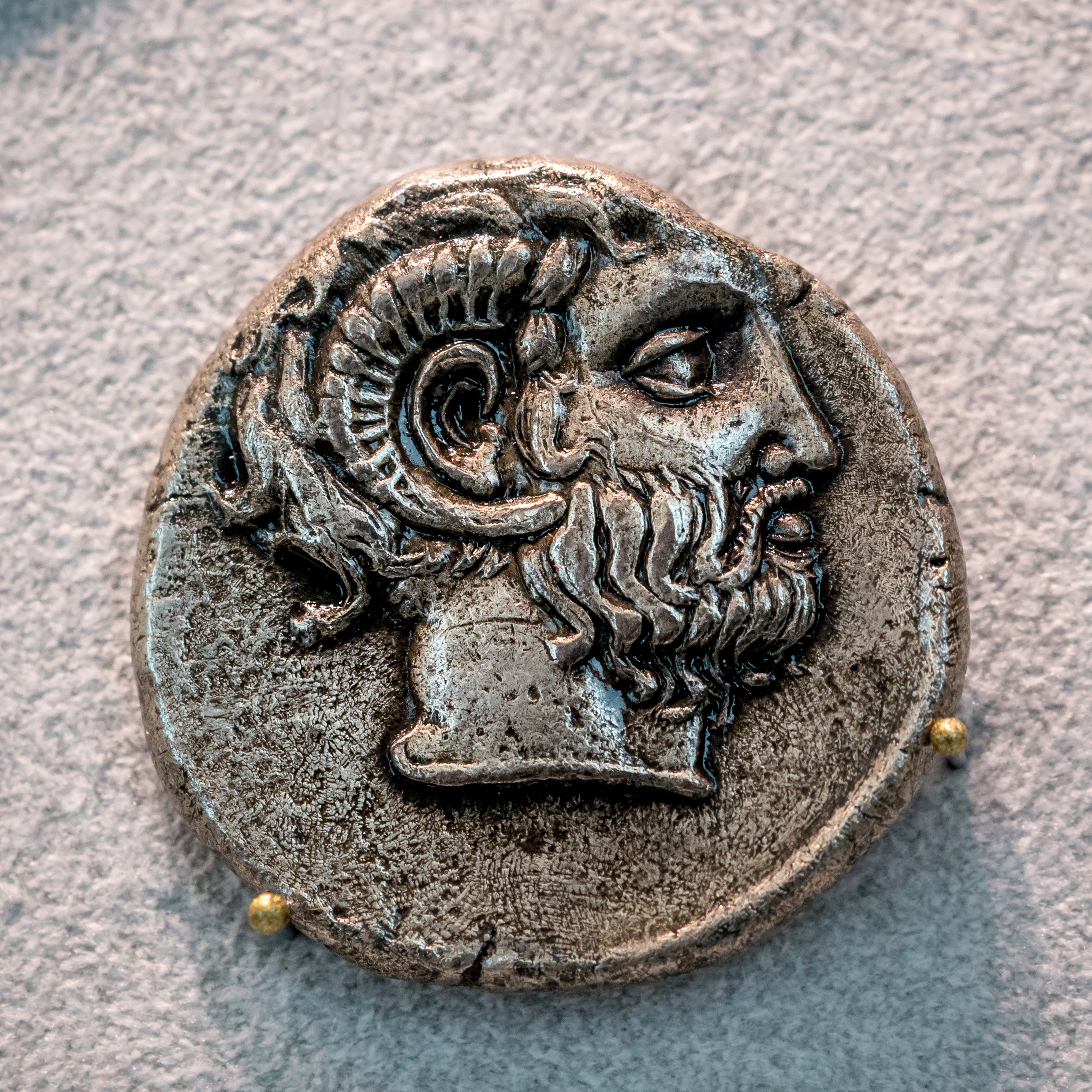
Monnaie de Cyrène représentant Zeus Ammon, v. 435-475 av. J.-C. Altes Museum de Berlin.

Les Grecs ont identifié le grand dieu thébain Amon-Rê, qu'ils appellent Ammon, avec Zeus, et ce dès l'époque archaïque, puisqu'il fait l'objet d'un hymne de Pindare. La présence de colonies grecques en Cyrénaïque, et l'implantation de Grecs en Égypte facilitent sans doute les contacts et la diffusion de cette divinité dans le monde grec. Hérodote connaît son grand sanctuaire oraculaire dans l'oasis de Siwa. Plutarque indique qu'il est déjà visité par des Grecs à l'époque classique, et des lieux de culte lui sont consacrés en Cyrénaïque puis Grèce dès le IVe siècle av. J.-C.. Il a une représentation distincte, un dieu barbu avec des cornes de bélier. La venue d'Alexandre à Siwa en 331 accroît considérablement son prestige dans le monde grec : le roi macédonien se présente comme le fils de Zeus Ammon, ce qui lui permet de conforter sa légitimité et de faire valoir sa prétention au statut divin,,. Zeus Kasios est vénéré dans la ville de Péluse (Tell el-Farama), à l'extrémité orientale du delta du Nil,. Le dieu gréco-égyptien Sarapis/Sérapis reprend également des éléments de Zeus, parmi d'autres dieux (Osiris, Apis, Dionysos, Asclépios, Hadès, Hélios). Il est rapidement assimilé à Zeus et porte souvent l'épithète « Zeus » dans des inscriptions en son honneur.

### Zeus et Jupiter
Jupiter (Iuppiter) est le principal dieu des Romains, et a la même origine indo-européenne que Zeus. Les deux dieux présentent de nombreuses similitudes : ce sont des dieux souverains, liés au ciel et aux forces atmosphériques, plus largement des figures patriarcales. Ils sont logiquement identifiés l'un à l'autre. En raison de l'influence culturelle des Grecs sur les Romains, Jupiter reprend des traits de Zeus, avant tout dans l'iconographie et la mythologie. Cela est par exemple visible dans le Jupiter de l’Énéide de Virgile, imitant les traits du Zeus des épopées grecques,. Avec la mise en place de la domination romaine sur le monde grec, se produisent divers amalgames entre Zeus et Jupiter dans l'autre sens. Jupiter Capitolin est ainsi vénéré dans des cités grecques d'Asie mineure comme Zeus Kapetolios.

## Postérité et réceptions

### Christianisation
L'Antiquité tardive voit la religion chrétienne progressivement prendre le dessus sur les cultes polythéistes, et conquérir le pouvoir impérial romain au IVe siècle. Progressivement, le soutien officiel aux cultes des divinités grecques s'arrête. Les derniers concours d'Olympie se tiennent en 393, sous le règne de Théodose Ier. Le temple de Zeus d'Olympie est détruit par un incendie en 426 et il n'est jamais restauré. C'est au contraire une église chrétienne qui est érigée à proximité, là où était censé se trouver l'atelier de Phidias. Les autres principaux cultes de Zeus s'arrêtent, et certaines de ses statues de culte prennent le chemin de Constantinople, la nouvelle capitale du monde grec christianisé : la statue de Zeus de Dodone est placée dans le Sénat, celle d'Olympie est intégrée dans la collection de Lausos, chambellan de Théodose II, et est détruit dans son incendie en 475. Certains cultes de Zeus sont christianisés, notamment ceux des hauteurs qui concernent plus particulièrement ses aspects liés à la pluie et à la foudre, où saint Élie (le prophète biblique Élie) se substitue à lui (au mont Olympe, au mont Lycée). L'apologétique chrétienne reprend les critiques faites par certains penseurs païens sur l'image de Zeus, ciblant en particulier son immoralité et sa dépravation, et aussi le fait qu'il est soumis au destin. Mais on reprend aussi des traits de Zeus pour les transposer au Christ. Dans l'art, l'image du Zeus Olympien influence celle du Christ Pantocrator, très répandue dans le monde byzantin. Le fait que l'image du Christ barbu supplante celle du Christ imberbe et juvénile qui prédominait dans les premiers temps chrétiens pourrait être en partie due à l'influence de l'iconographie de Zeus/Jupiter. La manière dont est représenté Dieu le Père dans l'art chrétien semble aussi influencée par l'iconographie du roi des dieux grecs et romains.

### Empire byzantin
La civilisation byzantine médiévale, qui succède à celle de la Grèce antique, intègre des éléments du paganisme antique dans sa culture, quoi que ceux qui les étudient puisse être suspecté d'être de mauvais Chrétiens. La littérature grecque antique est partiellement préservée par les lettrés byzantins. Dans une scholie à la Théogonie d'Hésiode, Jean Galenos (XIIe siècle) fait de Zeus une allégorie du Christ, et identifie ses flèches à la Croix chrétienne. Jean Tzétzès (XIIe siècle) reprend une vision allégorique et évhémériste du dieu, qui représente physiquement l'air, pragmatiquement l'esprit, et historiquement est un roi de Crète. Autrement, Zeus reste dans la littérature une incarnation de la luxure (en raison des mythes sur ses relations sexuelles) et de la puissance (avec le motif de la chaîne d'or homérique). Dans les illustrations d'ouvrages, il est représenté sous les traits d'un empereur. Un des principaux penseurs du monde byzantin tardif, Gémiste Pléthon (XVe siècle), plus attiré par le paganisme que ses prédécesseurs, voit en Zeus le plus grand et le meilleur des dieux.

### Europe Occidentale
En Europe occidentale, Zeus est essentiellement connu par l'intermédiaire du dieu romain Jupiter, puisque la connaissance du grec y a disparu durant l'époque médiévale et que la culture lettrée est de langue latine. Dans l'art et la littérature, il est donc nommé Jupiter (mais garde son nom grec pour les danseurs-pantomimes de l'époque impériale). En particulier, plusieurs livres sur les divinités grecques sont transmis et continent à avoir une influence, comme les Métamorphoses d'Ovide, le Commentaire au Songe de Scipion de Cicéron par Macrobe, les Mythologies de Fulgence. Ils diffusent des interprétations philosophiques et allégoriques de Jupiter, qui est assimilé à l'éther ou au feu. Isidore de Séville (570-636) reprend quant à lui les interprétations évhéméristes, cette fois-ci non pas pour déprécier l'héritage païen, mais de manière à pouvoir en préserver une partie en dé-divinisant ses divinités. Jupiter devient alors une figure bienfaitrice. Dans l'astrologie/astronomie également l'assimilation de Jupiter à la planète à laquelle il donne son nom permet des interprétations qui en font un pourvoyeur de bienfaits et de bonne santé. Par la suite des mythographes proposent de nouvelles interprétations allégoriques sous un prisme chrétien, comme le Troisième Mythographe du Vatican et l'auteur de L'Ovide moralisé, ouvrage qui atteint une grande popularité et contribue à diffuser l'image de Jupiter, vu là encore comme un ancien roi de Crète, un élément céleste, et un dieu aiment les humains, à l'image du Christ. Le mythe de Danaé et de Zeus métamorphosé en pluie d'or est également interprété comme une manifestation d'amour divin, aussi comme un rappel de l'annonciation à Marie, et devient populaire dans l'art européen. Dans la Divine Comédie, Dante assimile dans un passage Jupiter au Christ crucifié, ce qui renvoie à des interprétations chrétiennes plus anciennes. Boccace, dans sa Généalogie des dieux païens (inachevée) reprend le principe de l'existence de plusieurs Jupiters.
La Renaissance marque le retour à l'étude du grec ancien et de la littérature grecque, apportée de Byzance. Le goût pour l'Antiquité se traduit aussi par la réalisation d’œuvres d'art ayant pour thème des mythes antiques, tirés d'Ovide, qui se popularisent à partir de l'Italie du XVe siècle. Les représentations des « amours » de Jupiter sont en particulier très appréciées dans l'Europe moderne, sous un jour léger : Danaé, Io, Callisto, Ganymède, etc. Cela ressort en particulier de la peinture, par exemple la série des amours de Jupiter réalisée dans les années 1530 par Le Corrège pour le duc Frédéric II de Mantoue (Danaé, Léda et le Cygne, L'Enlèvement de Ganymède, Jupiter et Io), dans une moindre mesure dans la musique et la littérature. L'iconographie de Jupiter influence à nouveau l'art royal, comme cela ressort en particulier du cycle que Rubens consacre à Henri IV de France et à Marie de Médicis, assimilés à Jupiter et à Junon.

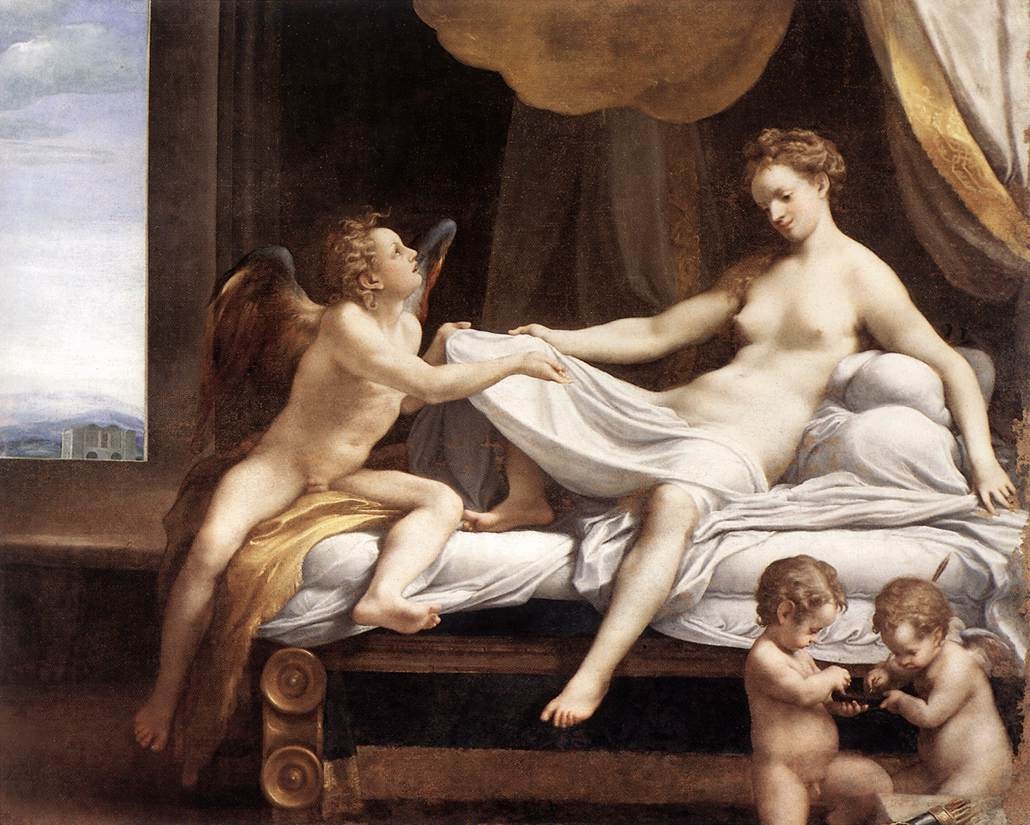
Danaé, Le Corrège.
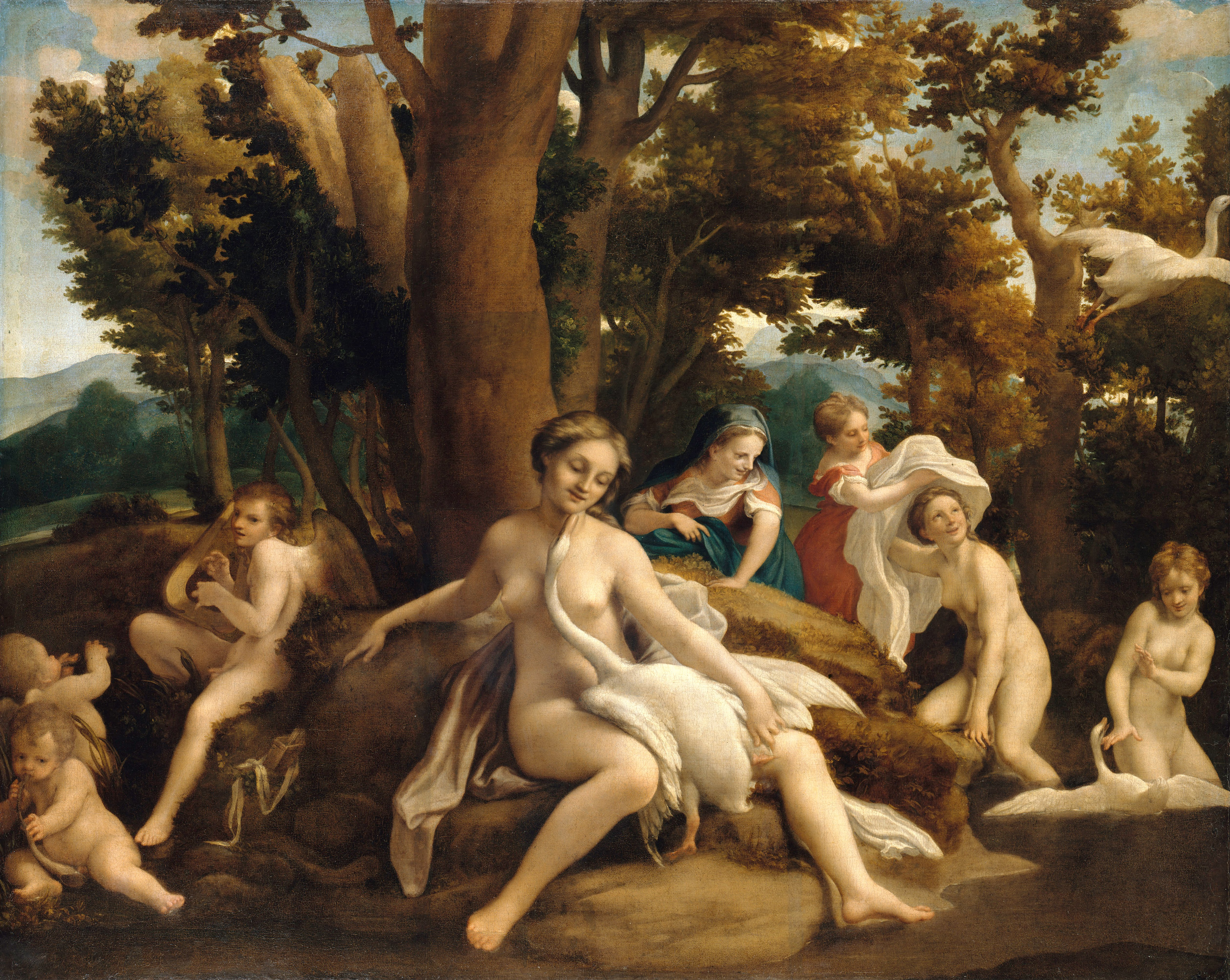
Léda et le Cygne, Le Corrège.
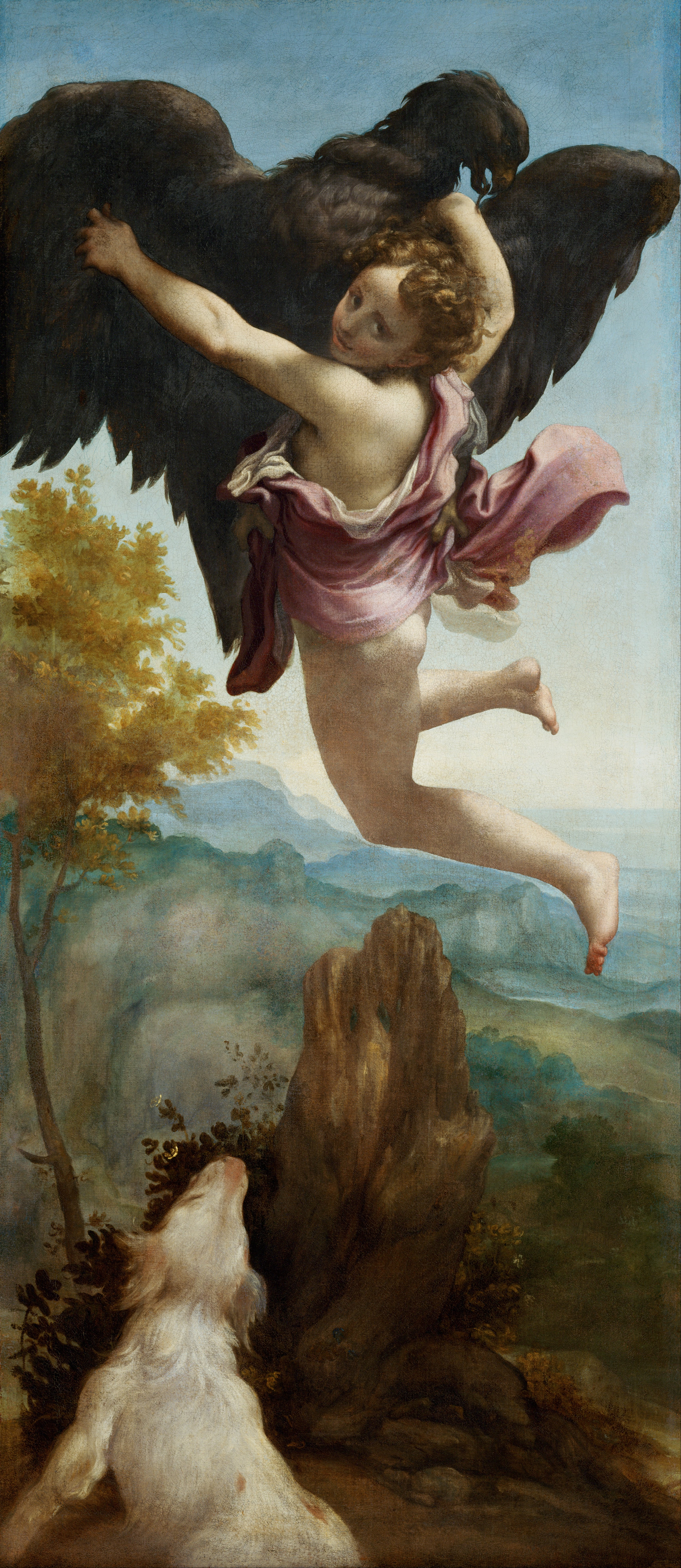
L'Enlèvement de Ganymède, Le Corrège.
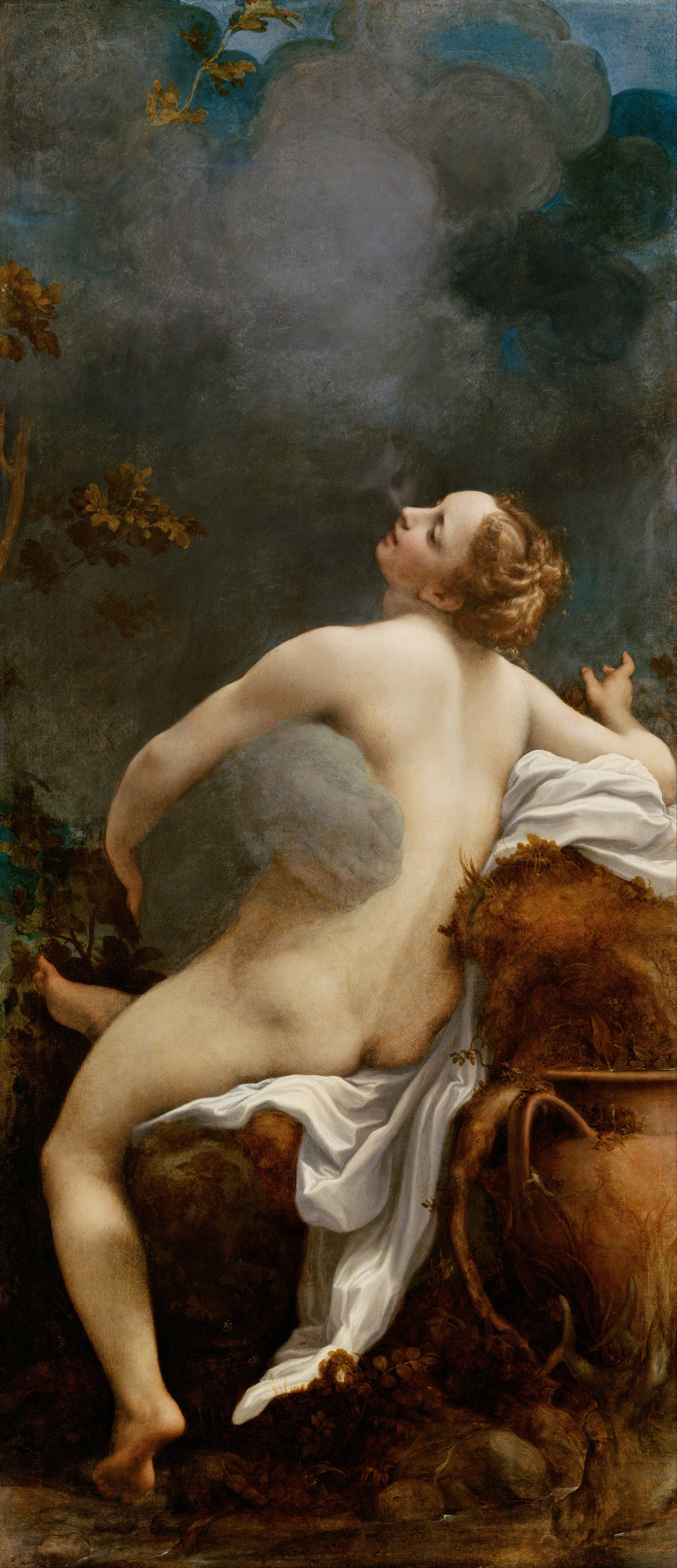
Jupiter et Io, Le Corrège.

La vision de Jupiter évolue au tournant de l'époque contemporaine. Certes Ingres reprend son iconographie et sa majesté pour ses Napoléon Ier sur le trône impérial (1806) et Jupiter et Thétis (1811). Mais dans son poème Prométhée (1773/4), Goethe en fait plutôt un modèle de tyran. J. J. Bachofen dans Le droit de la mère dans l'Antiquité (1861) fait de Zeus l'archétype de l'ordre patriarcal dominant les femmes. William Gladstone dans ses études homériques (1858) considère que l'anthropomorphisme des divinités grecques, et de Zeus en particulier, en fait des proies des désirs et des passions, ce qui les fait pencher (d'un point de vue chrétien) du côté du péché.

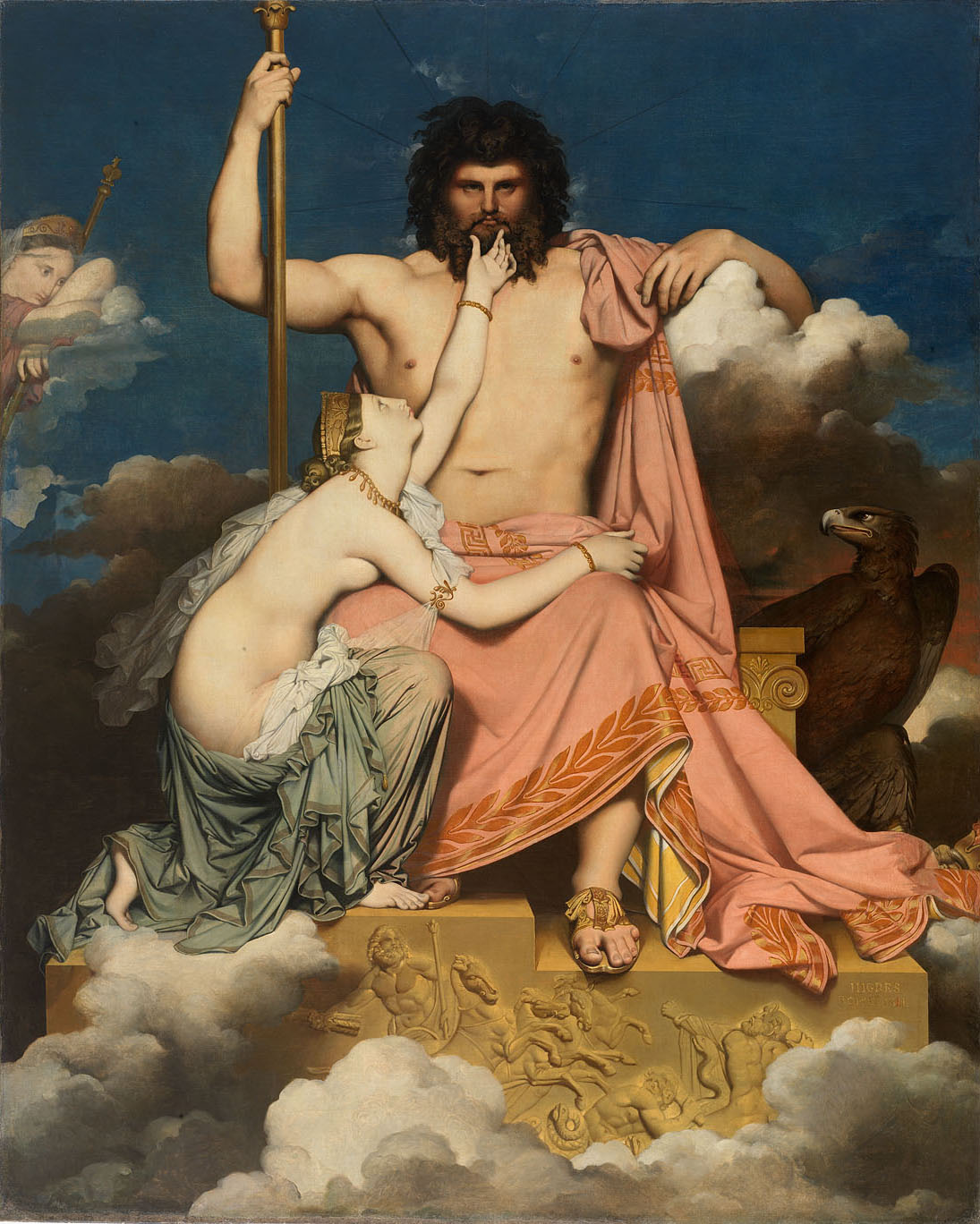
Jupiter et Thétis (1811) de Jean-Auguste-Dominique Ingres.
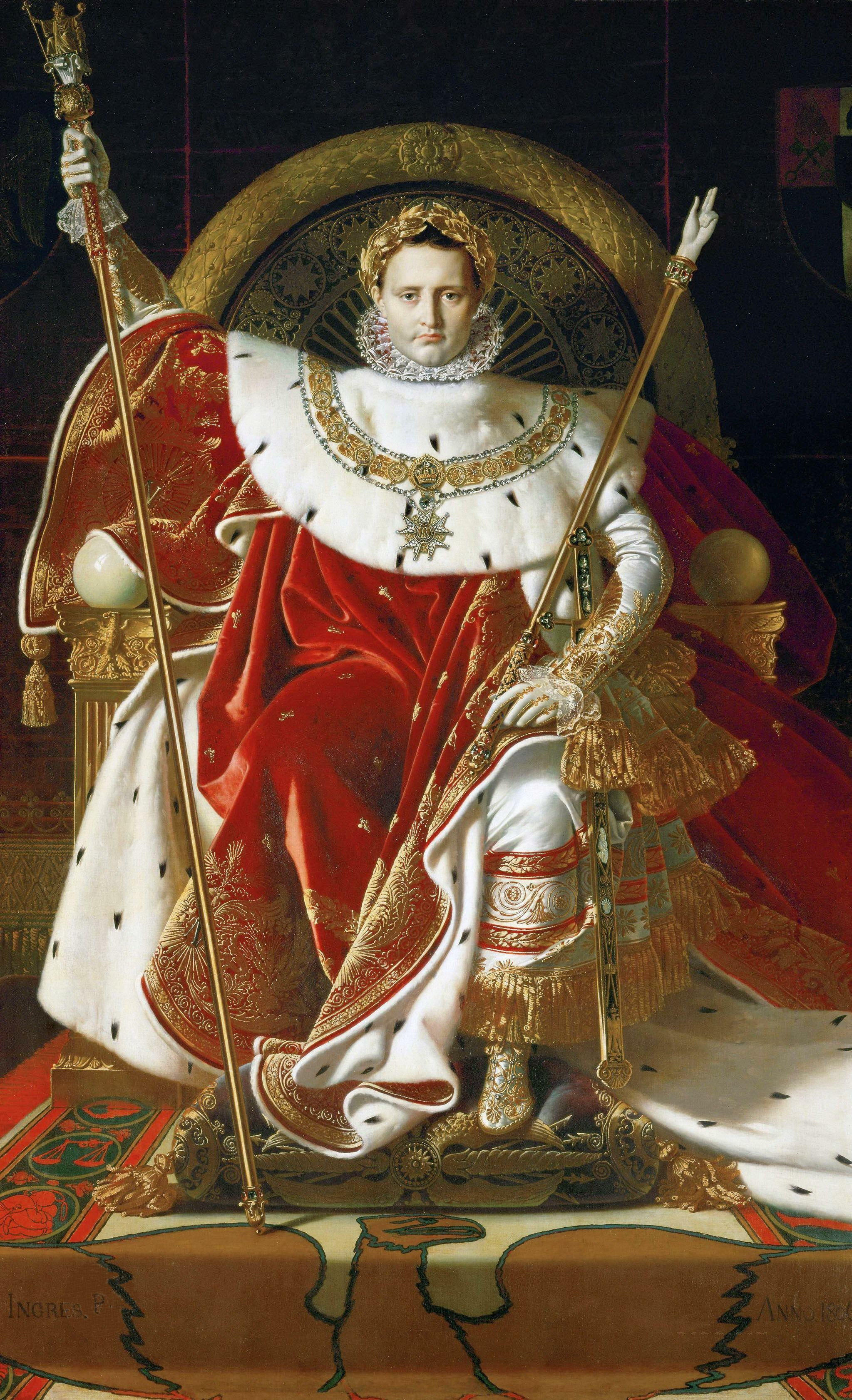
Napoléon Ier sur le trône impérial (1806) de Jean-Auguste-Dominique Ingres.

Les études savantes sur la religion grecque et la figure de Zeus se développent à la même époque. L'étude la plus fondamentale est celle d'Arthur Bernard Cook, publiée en trois volumes en 1914. Elle amasse une grande quantité de données sur le dieu, tout en proposant une interprétation évolutionniste (en partie reprise de James George Frazer) le voyant comme une étape vers l'émergence d'un Dieu unique. Vers la même époque, d'autre approches s'intéressent plus à l'étude des rites et s'éloignent de celle des mythes.

### Réceptions contemporaines
À l'époque actuelle, le nom de Zeus est souvent repris dans des noms d'entreprises, de produits, de logiciels, comme un synonyme de puissance et de contrôle.
La figure de Zeus apparaît également, en même temps que d'autres personnages de la mythologie grecque, dans des fictions de fantaisie comme Le Choc des Titans (1981) où il est joué par Laurence Olivier et reprend l'image du maître du monde à la personnalité aux aspects humains. 
Le Maître de l'Olympe : Zeus, jeu vidéo de gestion de cité dans un contexte antique sorti en 2000 reprend son image.
Les mythes sur Zeus et ses « amours » sont également revus comme des illustrations de la morale sexuelle antique et de ses changements : Zeus apparaît alors comme l'incarnation du mâle dominant à qui tout était permis en raison de son statut, alors qu'au regard des évolutions récentes il est un prédateur sexuel commettant des viols.